# Weltwirtschaftsforum
Das Weltwirtschaftsforum (WEF), englisch World Economic Forum (IPA: /ˈwɜːld ˌiːkəˈnɒmɪk ˈfɔːɹəm/), französisch Forum économique mondial, italienisch Forum economico mondiale, rätoromanisch Forum economic mundial, ist eine Schweizer Stiftung und Lobbyorganisation, die in erster Linie für das von ihr veranstaltete gleichnamige Jahrestreffen in Davos bekannt ist. Hierbei kommen zahlende Mitglieder, international führende Wirtschaftsexperten, Politiker, Wissenschaftler, gesellschaftliche Akteure und Journalisten zusammen, um über aktuelle globale Fragen zu diskutieren. Neben der Wirtschaftspolitik, welche traditionell im Fokus stand, konzentriert sich das WEF im Rahmen seiner Agenda zunehmend auch auf Themen wie Umweltschutz und soziales Unternehmertum.
Das Forum, das sich hauptsächlich durch seine 1000 Mitgliedsunternehmen – typischerweise globale Unternehmen mit einem Umsatz von mehr als fünf Milliarden US-Dollar – sowie durch öffentliche Zuschüsse finanziert, wurde 1971 von Klaus Schwab, zusammen mit seiner damaligen Mitarbeiterin und späteren Frau Hilde Schwab, als «European Management Symposium» gegründet. Es organisiert im Verlauf des Jahres weitere Treffen weltweit, darunter das Annual Meeting of the New Champions in China. 1987 erfolgte erstmals die Umbenennung in Weltwirtschaftsforum.
Neben den Veranstaltungen publiziert das WEF regelmäßig selbst finanzierte Forschungsberichte. Seine Mitglieder betätigen sich in branchenspezifischen Initiativen.
Im Mai 2024 gab das WEF bekannt, dass Schwab im Januar 2025 von seiner Rolle als Executive Chairman auf den Vorsitz des Kuratoriums wechseln wird. Am 21. April erklärte er dann jedoch überraschend den sofortigen Rücktritt auch aus diesem Gremium, vorerst ohne Angabe von Gründen.
Im August 2025 trat der als Schwabs Nachfolger ernannte Interimspräsident Peter Brabeck-Letmathe, ehemaliger Vorstandsvorsitzender von Nestlé, ebenfalls von seinem Amt zurück und erklärte, er habe persönlich ein toxisches Arbeitsumfeld im WEF beobachtet. Zwar ergab eine interne Untersuchung der Zürcher Kanzlei Homburger und der US-Kanzlei Covington & Burling keine Hinweise auf „wesentliches Fehlverhalten“ von Schwab oder seiner Frau Hilde, doch kündigte der Stiftungsrat an, die Governance-Strukturen zu stärken. Zugleich wurden Larry Fink, Vorstandsvorsitzender von BlackRock, und André Hoffmann, Vizepräsident des Pharmaunternehmens Roche Holding, zu Interimsvorsitzenden des Kuratoriums ernannt.

## Organisation

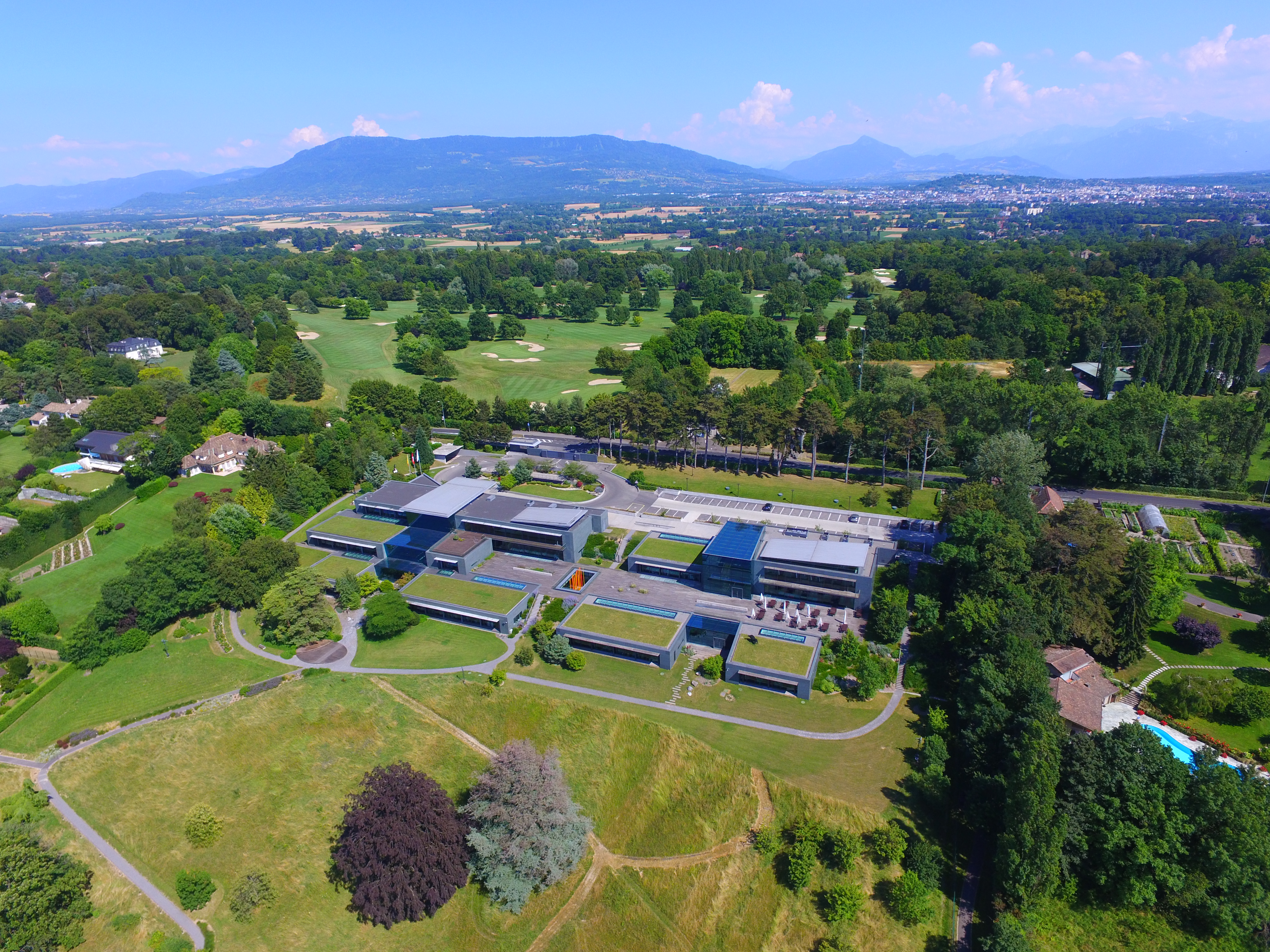
Sitz des WEF in Cologny bei Genf

Das Weltwirtschaftsforum wurde 1971 als Stiftung gegründet und hat seit 2015 offiziell den Status einer internationalen Organisation. Es bezeichnet sich selbst als unparteiisch und an keinerlei politische oder nationale Interessen gebunden. Das WEF hat Beobachterstatus beim Wirtschafts- und Sozialrat der Vereinten Nationen und steht unter der externen Aufsicht des Eidgenössischen Departement des Innern. Sein höchstes internes Aufsichtsgremium ist der Stiftungsrat. Mitglieder und Direktoren ergeben sich aus dem Eintrag im Handelsregister des Kantons Genf. Die Mission des Forums lautet, «den Zustand der Welt zu verbessern» (englisch committed to improving the state of the world).
Der Hauptsitz des Weltwirtschaftsforum ist Cologny im Schweizer Kanton Genf. Es gibt darüber hinaus Büros in Peking (China), New York (Vereinigte Staaten) und Tokio (Japan). 2016 eröffnete das Forum das «Center for the Fourth Industrial Revolution» in San Francisco (Vereinigte Staaten).

### Mitgliedschaft
Das typische Mitgliedsunternehmen ist ein globales Unternehmen mit einem Umsatz von über 5 Milliarden US-Dollar, wobei dies je nach Branche und Region variieren kann. Ausserdem zählen die meisten dieser Unternehmen zu den wichtigsten Unternehmen ihrer Branche und/oder ihres Landes und spielen bei der Zukunftsgestaltung ihrer Branche und/oder Region eine wichtige Rolle. Seit 2005 bezahlt jedes Mitgliedsunternehmen eine Basis-Jahresmitgliedsgebühr von 42'500 Schweizer Franken und eine Gebühr von 18'000 Franken für die Teilnahme ihres Präsidenten am Jahrestreffen in Davos. Industrie- und strategische Partner bezahlen jeweils 250'000 Franken und 500'000 Franken, um massgeblich an den Initiativen des Forums mitzuwirken.
Für das Jahr 2019 hat Bloomberg insgesamt 436 börsennotierte Unternehmen identifiziert, die am Jahrestreffen teilgenommen haben, und dabei eine Underperformance der Davos-Teilnehmer von rund −10 Prozent gegenüber dem S&P 500 im selben Jahr gemessen. Treiber sind u. a. eine Überrepräsentation von Finanzunternehmen und eine Unterrepräsentation von wachstumsstarken Unternehmen aus dem Gesundheitswesen und der Informationstechnologie auf der Konferenz. The Economist hatte in einer früheren Studie ähnliche Ergebnisse gefunden, die eine Underperformance der Davos-Teilnehmer gegenüber dem MSCI World Index und dem S&P 500 zwischen 2009 und 2014 zeigten.

### Finanzierung und staatliche Beteiligung
Das Forum wird von seinen rund 1000 Mitgliedsunternehmen sowie durch staatliche Zuschüsse finanziert.
An den Kosten der Veranstaltung ist die Schweiz mit Aufwendungen für Polizei- und Militäreinsatz beteiligt. So wurden für das Treffen im Jahr 2019 knapp elf Millionen Franken (9,5 Millionen Euro) veranschlagt. An den Polizeikosten von neun Millionen Franken – vornehmlich für Personenschutz – beteiligt sich die Stiftung mit einem Viertel. Der Großteil entfällt auf die öffentliche Hand, aufgeteilt auf den Bund, den Kanton Graubünden und die Gemeinde Davos. Die Armee schützt die Verkehrswege und Gebäude und überwacht den Luftraum. Bis zu 5000 Angehörige der Streitkräfte können eingesetzt werden. Die Kosten sind im regulären Verteidigungsbudget eingeplant. Eingesetzt werden zu einem großen Teil Wehrpflichtige in ihrer jährlichen Militärdienstleistung. Dafür entstehen Kosten in Höhe von 32 Millionen Franken, die ohnehin für die Übungen anfallen würden, zuzüglich etwa vier Millionen Franken für Material und Fahrzeuge. Diese Kosten trägt der Bund.
Nach Kritik aus Politik und Zivilgesellschaft zur Finanzierung der Sicherheitsmaßnahmen, gab das WEF 2021 bekannt, ihre Beteiligung an der Finanzierung zu erhöhen. Dadurch sinken die Kosten für den Bund von 3,675 Millionen Franken auf 2,55 Millionen Franken pro Jahr für die Jahrestreffen 2022, 2023 und 2024.

### Sicherheitsmaßnahmen und ihre Kosten
In Davos gibt es während des WEF einige Einschränkungen. Über das Aufgebot der Polizei und der Schweizer Armee (2005 standen etwa 5'500 Soldaten im Einsatz) wird regelmässig berichtet. Auch auf österreichischer Seite der Grenze wird die Luftraumsicherung für das Treffen im Rahmen der Operation Dädalus des österreichischen Bundesheers gewährleistet.
Die Gewährleistung der Sicherheit des Forums kostet die Schweiz jährlich mehrere Millionen Franken. Die Kosten der Sicherheitsmaßnahmen, die vom Forum und von den Schweizer Kantonal- und Bundesbehörden gemeinsam getragen werden, werden in der Schweiz auch häufig kritisiert und sind auch Gegenstand politischer Auseinandersetzungen.
Im Februar 2021 hat der Bundesrat eine Botschaft zuhanden des Parlaments verabschiedet, bei welcher der Kanton Graubünden für die Jahre 2022 bis 2024 mit einem Beitrag von maximal 2,55 Millionen Franken pro Jahr für die Sicherheitskosten unterstützt werden soll.

## Aktivitäten
Das WEF fordert mit Initiativen wie dem «Global Redesign» und dem «Great Reset» einen Multistakeholder-Governance-Ansatz, um globale Entscheidungen nicht zwischenstaatlich, sondern in «Koalitionen» mit multinationalen Konzernen und zivilgesellschaftlichen Organisationen zu treffen. Es sieht dabei Phasen globaler Instabilität – wie während der Weltfinanzkrise 2007–2008 und der COVID-19-Pandemie – als Zeitfenster, seine Programmatik intensiviert voranzutreiben.

### Jahrestreffen in Davos
Die zentrale Veranstaltung des Forums ist das Treffen der mehr als 1000 Mitgliedsunternehmen sowie von Politikern und Vertretern der Wissenschaft, von Nichtregierungsorganisationen, Religion und Medien alljährlich im Januar oder Februar in Davos.
Die Gäste können während der fünftägigen Veranstaltung an rund 220 Sitzungen des offiziellen Programms teilnehmen. In den Diskussionen des offiziellen Programms werden wichtige Fragen von globaler Bedeutung (z. B. internationale Handelshemmnisse, Konflikte, Armut und Umweltprobleme) sowie mögliche Lösungen behandelt.

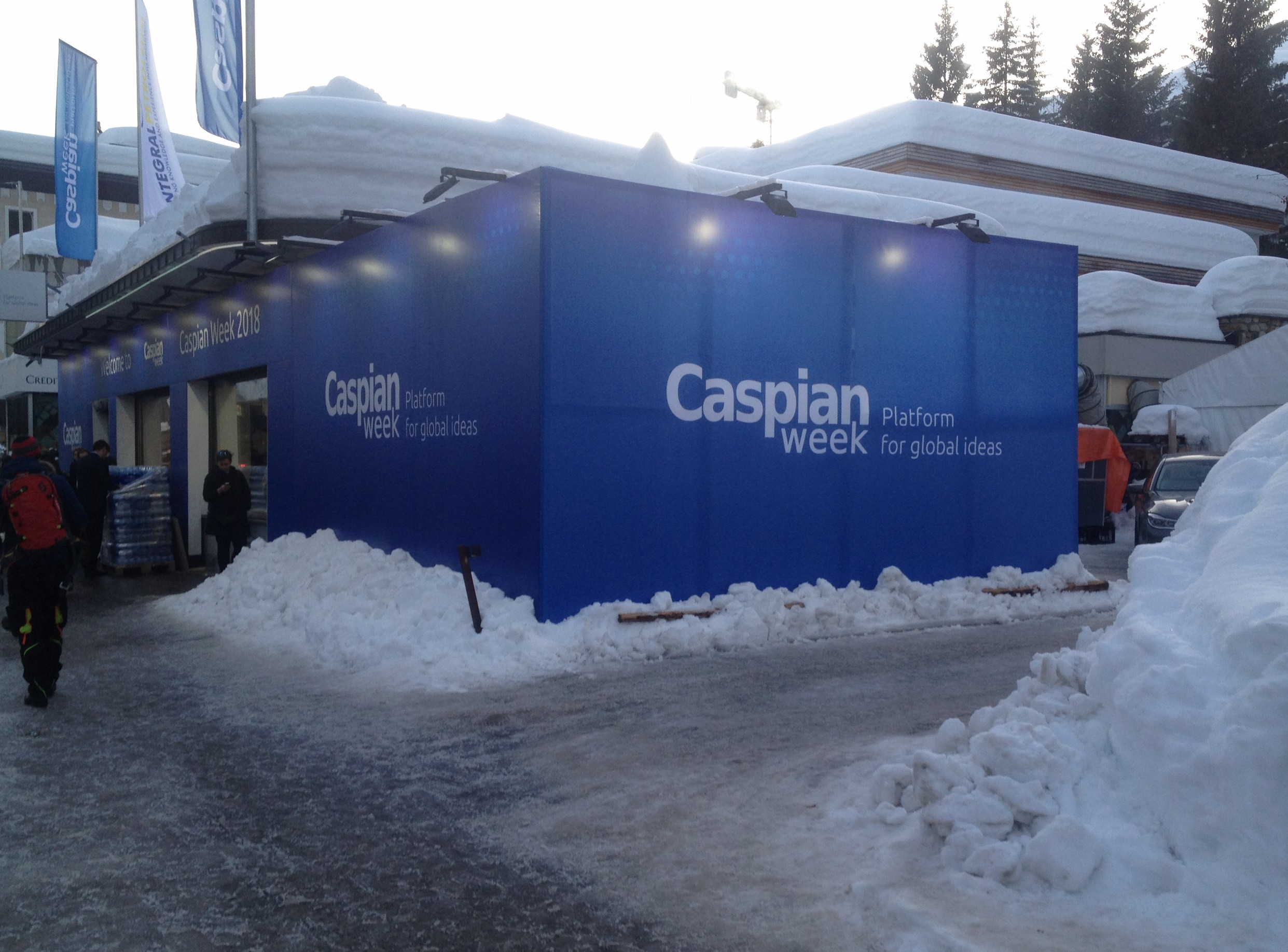
Das Ladenlokal von Ettinger Sport während des WEF 2018 als «Caspian week»

Daneben finden viele informelle Treffen sowie Empfänge und Präsentationen von Unternehmen und Staaten statt. Davoser Ladengeschäfte werden von Unternehmen oder Staaten während des Treffens angemietet, um darin Veranstaltungen durchzuführen.
Am Jahrestreffen nehmen rund 500 Internet-, Druck-, Radio- und Fernsehjournalisten teil. Medienvertreter haben Zugang zu allen Veranstaltungen des offiziellen Programms, die auch als Webcast live übertragen werden.

### Jahrestreffen der «New Champions»
2007 führte das Forum das «Jahrestreffen der New Champions» ein, das alljährlich in China stattfindet und auch als «Sommer-Davos» bezeichnet wird. Dabei handelt es sich um ein Treffen von Teilnehmern, die das Forum als Vertreter «globaler Wachstumsunternehmen» bezeichnet. Bei diesen Unternehmen handelt es sich in erster Linie um Vorzeigeunternehmen aus schnell wachsenden Schwellenländern wie China und Indien, aber auch um Schnellstarter aus Industrieländern. Bei den Treffen kommen auch die globalen Führungskräfte der nächsten Generation und führende Vertreter schnell wachsender Regionen und konkurrierender Städte sowie Technologiepioniere aus der ganzen Welt zusammen. Das Treffen 2013 fand vom 11. bis 13. September in der chinesischen Hafenstadt Dalian statt und wurde vom damaligen chinesischen Premierminister Li Keqiang eröffnet.

### Regionale Treffen
Zusätzlich zum Jahrestreffen in Davos finden regionale Veranstaltungen statt. Im Jahr 2014 zählten dazu das India Economic Summit, das Annual Meeting of the New Champions in China, das Japan Meeting, das World Economic Forum on East Asia, zuletzt auf den Philippinen, das World Economic Forum on Africa, zuletzt in Nigeria, das World Economic Forum on Latin America, zuletzt in Panama, und das Summit on the Global Agenda in Dubai. Hinzu kommen Einzelveranstaltungen mit nationalen Schwerpunkten, so im November 2013 zur Lage in der Ukraine.

### «Young Global Leaders»
2005 rief das Forum die Community der Young Global Leaders (YGL) ins Leben. Sie ist als Schweizer Stiftung organisiert und wird von einem 14-köpfigen Stiftungsrat geleitet. Sie ist aus der Gemeinschaft der Global Leaders of Tomorrow hervorgegangen, die von 1993 bis 2003 bestand.
Die Mitglieder von YGL sind junge Führungskräfte, die verschiedensten Sparten und Disziplinen angehören und aus allen Teilen der Welt stammen. Sie werden für sechs Jahre berufen und dürfen zum Zeitpunkt der Berufung das 40. Lebensjahr noch nicht vollendet haben. Nach dem Ablauf ihrer Zugehörigkeit zu den YGL können Mitglieder der YGL Alumni Community beitreten.
Die Mitglieder unterhalten die 2030 Initiative, die einen Aktionsplan zur Verwirklichung der Vision einer idealen Welt im Jahr 2030 zum Ziel hat. Jährlich werden neue Mitglieder berufen. Im Jahr 2014 zählten die Young Global Leaders mehr als 900 Mitglieder. Prominente Young Global Leaders in Deutschland waren die ehemalige Bundeskanzlerin Angela Merkel (noch als Global Leader of Tomorrow), die ehemaligen Bundesminister für Gesundheit Andrea Fischer, Daniel Bahr, Philipp Rösler und Jens Spahn sowie die ehemalige Bundesvorsitzende der Grünen und Aussenministerin Annalena Baerbock, ausserdem die Fernsehjournalistin Sandra Maischberger. Der Staatspräsident von Frankreich, Emmanuel Macron, der amtierende Premierminister von Belgien, Alexander De Croo, der amtierende Regierungschef von Irland Leo Varadkar, die ehemalige Ministerpräsidentin der Republik Finnland, Sanna Marin, die ehemaligen Präsidenten der EU-Kommission Jean-Claude Juncker und José Manuel Barroso, der ehemalige britische Premierminister Tony Blair, der ehemalige österreichische Bundeskanzler Sebastian Kurz, die ehemalige Umweltministerin von Dänemark, Ida Auken, die ehemalige neuseeländische Premierministerin Jacinda Ardern, der kanadische Regierungschef Justin Trudeau und Ska Keller, Vorsitzende der Fraktion Die Grünen/EFA und MEP, waren ebenfalls Mitglied bei den Young Global Leaders.

### «Global Shapers»
2011 gründete das Forum das weltweite Netzwerk Global Shapers für Menschen zwischen 20 und 30 Jahren, die großes Potenzial für zukünftige Führungsrollen in der Gesellschaft besitzen. Die Global Shapers Community besteht aus selbstorganisierten lokalen Hubs (Zentren) in Großstädten. Die Zielsetzung der Aktivitäten und Veranstaltungen der Global Shapers ist, einen positiven Einfluss auf die jeweilige lokale Gemeinschaft zu erzielen. Am 24. Oktober 2020 zählte Global Shapers 500 Hubs und 10251 Shapers in 152 Ländern. In Deutschland ist Global Shapers in Berlin, Dresden, Düsseldorf, Frankfurt, Hamburg, München und Stuttgart aktiv. In Österreich gibt es jeweils einen Hub in Salzburg und Wien. Dazu existieren in der Schweiz Hubs in Bern, Davos, Genf und Zürich und es gibt einen Hub in der Stadt Luxemburg.

### Sozialunternehmer
Seit 2000 fördert das Forum Modelle, die von führenden Sozialunternehmern der Welt in enger Zusammenarbeit mit der Schwab Foundation for Social Entrepreneurship entwickelt werden. Die Stiftung betrachtet Sozialunternehmer und ihre Arbeit als wichtiges Element für den Fortschritt von Gesellschaften und für die Lösung sozialer Probleme. Ausgewählte Sozialunternehmer werden zur Teilnahme an den regionalen Treffen und zum Jahrestreffen eingeladen, bei denen sie Gelegenheit haben, mit Top-Managern und leitenden Regierungsbeamten in Kontakt zu kommen.

### Technologiepionier-Programm
Das Forum ernennt alljährlich rund 30 Technologiepioniere, Unternehmen deren Technologie bahnbrechend ist. Seit 2003 wurde diese Auszeichnung bereits 391 Unternehmen verliehen.

### Wirtschaftsberichte
Das Forum, das auch als Thinktank fungiert, produziert eine Reihe von jährlichen Wirtschaftsberichten (Erstveröffentlichung in Klammern): Der Global Competitiveness Report (1979) misst die Wettbewerbsfähigkeit von Ländern und Volkswirtschaften; der Global Information Technology Report (2001) beurteilt ihre Wettbewerbsfähigkeit aufgrund ihrer Bereitschaft, IT zu verwenden; der Global Gender Gap Report (2005) beleuchtet kritische Bereiche der Ungleichbehandlung von Männern und Frauen; der Global Risk Report (2006) erfasst wichtige globale Risiken; der Global Travel and Tourism Report (2007) misst die Wettbewerbsfähigkeit der Reise- und Tourismusbranche, und der Global Enabling Trade Report (2008) präsentiert eine landesübergreifende Analyse der vielfältigen Maßnahmen, die den Handel zwischen den Nationen erleichtern. Im Januar 2011 veröffentlichte das Weltwirtschaftsforum, als Initiative seines Risk Response Network, einen ersten Outlook on the Global Agenda mit den Ergebnissen des Summit on the Global Agenda 2010 in Dubai. Der Report wird seither jährlich veröffentlicht und berichtet zu großen Herausforderungen der Zeit.

### Initiativen
Die Global Health Initiative (GHI) wurde von Kofi Annan beim Jahrestreffen 2002 gegründet. Die Mission der GHI besteht darin, öffentlich-private Partnerschaften zwischen Unternehmen in den Bereichen HIV/AIDS, Tuberkulose, Malaria und Gesundheitssystemen zu fördern.
Die Global Education Initiative (GEI), gegründet beim Jahrestreffen 2003, bringt internationale IT-Unternehmen und Regierungen in Jordanien, Ägypten und Indien zusammen. Diese Initiative führte dazu, dass neue PC-Hardware in Schulen eingesetzt wird und mehr lokale Lehrkräfte in E-Learning ausgebildet werden. Diese Neuerungen haben reale Auswirkungen auf das Leben der Kinder. Das skalierbare und nachhaltige GEI-Modell wird jetzt in anderen Ländern wie Ruanda als Bildungsmodell eingesetzt.
Die Environmental Initiative befasst sich mit Klimawandel und Wasser. Im Rahmen des Gleneagles Dialogue on Climate Change ersuchte die Regierung des Vereinigten Königreichs das World Economic Forum beim G8-Gipfel in Gleneagles 2005, einen Dialog mit der Wirtschaft zwecks Entwicklung von Empfehlungen für die Reduktion von Treibhausgasemissionen in die Wege zu leiten. Diese von einer Gruppe internationaler CEOs unterstützten Empfehlungen wurden den Führungspersönlichkeiten vor dem G8-Gipfel in Tōyako 2008, der im Juli 2008 stattfand, vorgelegt.
Die Water-Initiative bringt verschiedene Anspruchsgruppen wie Alcan, die Schweizer Direktion für Entwicklung und Zusammenarbeit (DEZA), USAID Indien, UNDP Indien, die Confederation of Indian Industry (CII), die Regierung von Rajasthan und die NEPAD Business Foundation zusammen, um öffentlich-private Partnerschaften im Bereich Wasserwirtschaft in Südafrika und Indien zu entwickeln.
In dem Bestreben, die Korruption zu bekämpfen, wurde im Januar 2004 beim Jahrestreffen in Davos die Partnering Against Corruption Initiative (PACI) von CEOs aus den Branchen Engineering und Bauwesen, Energie und Metalle sowie Bergbau ins Leben gerufen. PACI ist eine Plattform für Peer-Austausch über praktische Erfahrungen und Dilemmasituationen. Rund 140 Unternehmen haben die Initiative unterzeichnet.

### Soziale Medien
Alle öffentlichen Debatten und Pressekonferenzen des Jahrestreffens in Davos und der Regionalkonferenzen werden auf der Website des Weltwirtschaftsforums live gestreamt und sind auf YouTube verfügbar. Fotos können für nicht kommerzielle Verwendungen von Flickr heruntergeladen werden. Das Weltwirtschaftsforum listet seine zum Teil mehrsprachigen Social-Media-Auftritte und die Zahl der Fans, Follower und Views auf Facebook, LinkedIn, Twitter, YouTube und Instagram auf einer eigenen Webseite. Der Blog des Weltwirtschaftsforums («Agenda») veröffentlicht täglich Artikel auf Englisch, Französisch, Spanisch, Chinesisch und Japanisch. Das Weltwirtschaftsforum betreibt zudem seit April 2019 eine WhatsApp-Gruppe.

## Geschichte

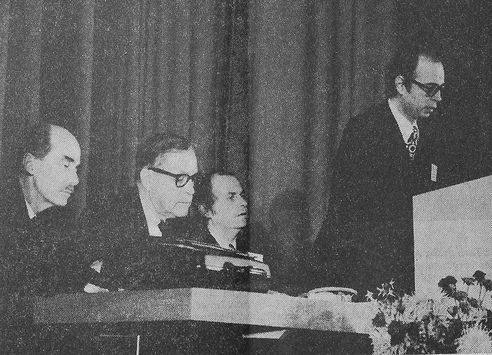
Klaus Schwab eröffnet 1971 das erste Europäische Management Forum in Davos

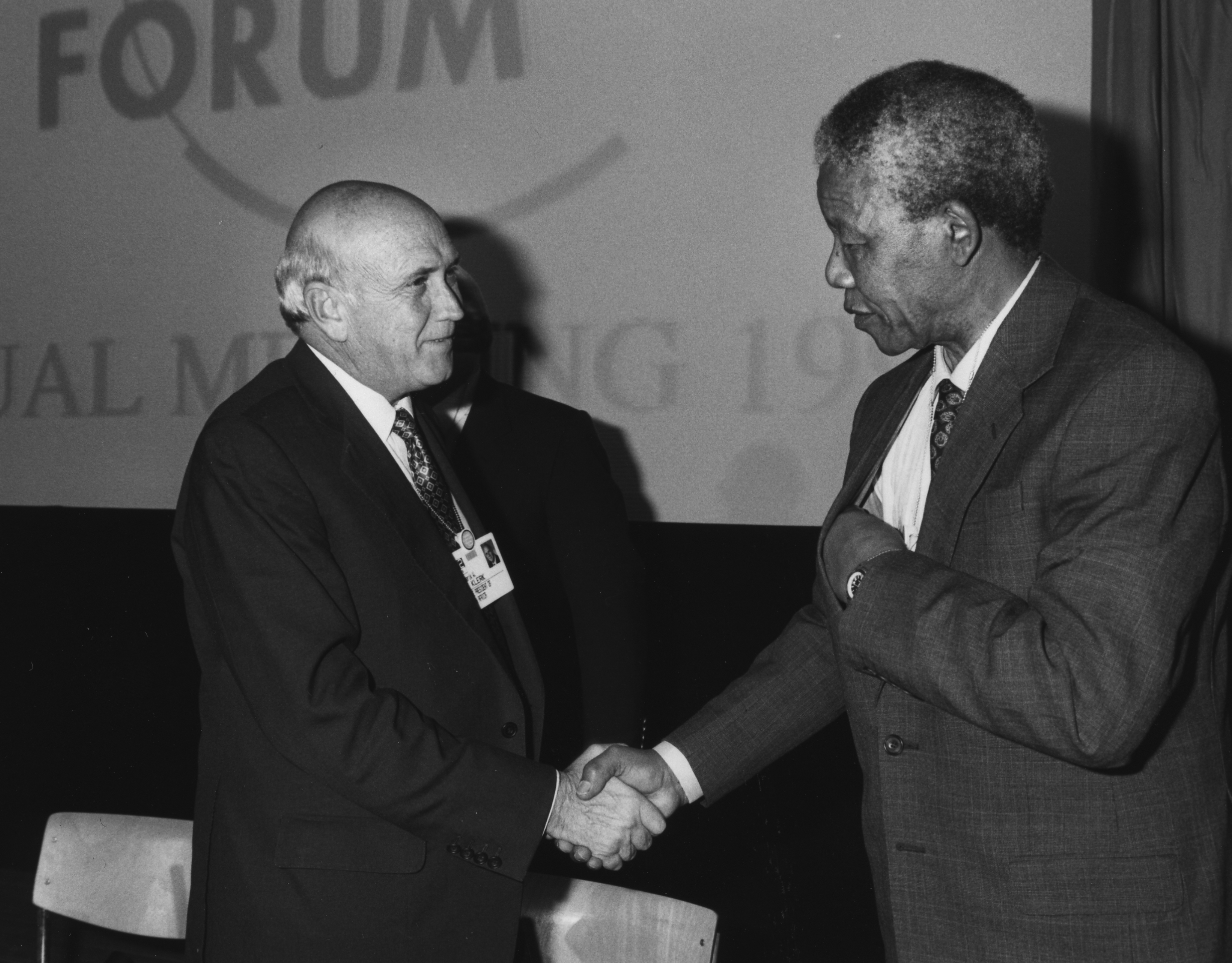
Frederik de Klerk und Nelson Mandela beim Händeschütteln beim Jahrestreffen in Davos im Januar 1992

### Europäisches Management-Symposium
1971 lud Klaus Schwab, damals Professor für Unternehmenspolitik an der Universität Genf, 444 Führungskräfte westeuropäischer Unternehmen zum ersten European Management Symposium ein, das in dem damals neu erbauten Kongresszentrum von Davos stattfand. Schwab beabsichtigte, unter der Schirmherrschaft der Europäischen Kommission und europäischer Industrieverbände europäische Unternehmen mit Managementpraktiken der Vereinigten Staaten bekannt zu machen. Zu diesem Zweck gründete er das European Management Forum als Stiftung mit Sitz in Genf und lud alljährlich im Januar führende europäische Wirtschaftsvertreter nach Davos zum Jahrestreffen ein.

„Ich dachte mir, Europa aufzurütteln und den Leuten die fortschrittlichsten Management-Konzepte vorzustellen, sei eine gute Sache“

Schwab propagierte den Managementansatz der Stakeholder, dem zufolge der Erfolg eines Unternehmens davon abhängt, dass die Manager nicht nur die Interessen der Aktionäre, der Klienten und Kunden berücksichtigen, sondern auch jene der Mitarbeiter, der Gemeinde, in der das Unternehmen seinen Sitz hat, und der Regierungen. Einschneidende Ereignisse des Jahres 1973, namentlich der Zusammenbruch des Mechanismus der festen Wechselkurse von Bretton Woods und der Jom-Kippur-Krieg, führten dazu, dass das Jahrestreffen seinen Fokus von Managementfragen auf wirtschaftliche und soziale Themenbereiche ausweitete und im Januar 1974 erstmals führende Politiker nach Davos eingeladen wurden.

### «World Economic Forum»
Das European Management Forum änderte seinen Namen 1987 auf World Economic Forum und war in der Folge bestrebt, seine Vision zu erweitern und sich zu einer Plattform für die Lösung internationaler Konflikte zu entwickeln. Führende Politiker nutzen Davos als neutrale Plattform zur Beilegung ihrer Differenzen. So wurde die Davos Declaration, die Griechenland und die Türkei in letzter Minute davon abhielt, einen Krieg zu beginnen, 1988 von diesen beiden Ländern unterzeichnet. Beim Jahrestreffen 1992 traten der südafrikanische Präsident Frederik Willem de Klerk, Nelson Mandela und Mangosuthu Buthelezi erstmals gemeinsam ausserhalb Afrikas auf. Beim Jahrestreffen 1994 unterzeichneten der israelische Aussenminister Schimon Peres und PLO-Vorsitzender Jassir Arafat einen Vertragsentwurf über Gaza und Jericho. 2008 hielt Bill Gates einen Keynote-Vortrag über Creative Capitalism – die Kapitalismusform, die einerseits Gewinne generiert und andererseits die Ungleichheiten der Welt beseitigt, indem sie die Marktkräfte dazu nutzt, den Bedürfnissen der Armen besser Rechnung zu tragen. Kurz vor Weihnachten 2013 wurde bekannt, dass der ehemalige deutsche Bundesminister für Wirtschaft und Technologie Philipp Rösler mit Wirkung zum 20. Februar 2014 in das Management des Weltwirtschaftsforums berufen worden war. Der frühere Bundesvorsitzende der FDP übernahm dort Verantwortung für die weltweiten Regierungskontakte des Forums und wurde zuständig für die regionalen Aktivitäten ausserhalb der Schweiz.
Im Mai 2024 gab Klaus Schwab bekannt, sich aus dem Tagesgeschäft des Weltwirtschaftsforums zurückzuziehen, was Fragen über die Zukunft der Davos-Konferenz aufwarf.

### Zusammenfassung der Jahrestreffen in Davos

#### 33. Jahrestreffen 2003
Im Kontext der Proteste gegen das Weltwirtschaftsforum vom 23. bis zum 28. Januar 2003, kam es zu einer Aufsehen erregenden antisemitischen Aktion innerhalb der Demonstration gegen das Treffen. Zwei Personen demonstrierten mit Masken vor dem Gesicht, eine davon zeigte das Gesicht von George H. W. Bush und gelben Stern auf der Kleidung, neben einer großen Figur, die ein goldenes Kalb darstellte. Dies wurde u. a. dokumentiert in einer Broschüre der Amadeu Antonio Stiftung mit dem Titel Was tun gegen Antisemitismus? von 2005 und auf der Titelseite des von Hanno Loewy herausgegebenen Essaybands Gerüchte über die Juden. Antisemitismus, Philosemitismus und aktuelle Verschwörungstheorien, veröffentlicht anlässlich der Ausstellung Antijüdischer Nippes, populäre Judenbilder und aktuelle Verschwörungstheorien. Die Sammlung Finkelstein im Jüdischen Museum Hohenems, vom 16. Oktober 2005 bis 26. Februar 2006.

#### 36. Jahrestreffen 2006
Beim 36. Jahrestreffen vom 25. bis 29. Januar war das Thema «Der kreative Imperativ».

#### 38. Jahrestreffen 2008

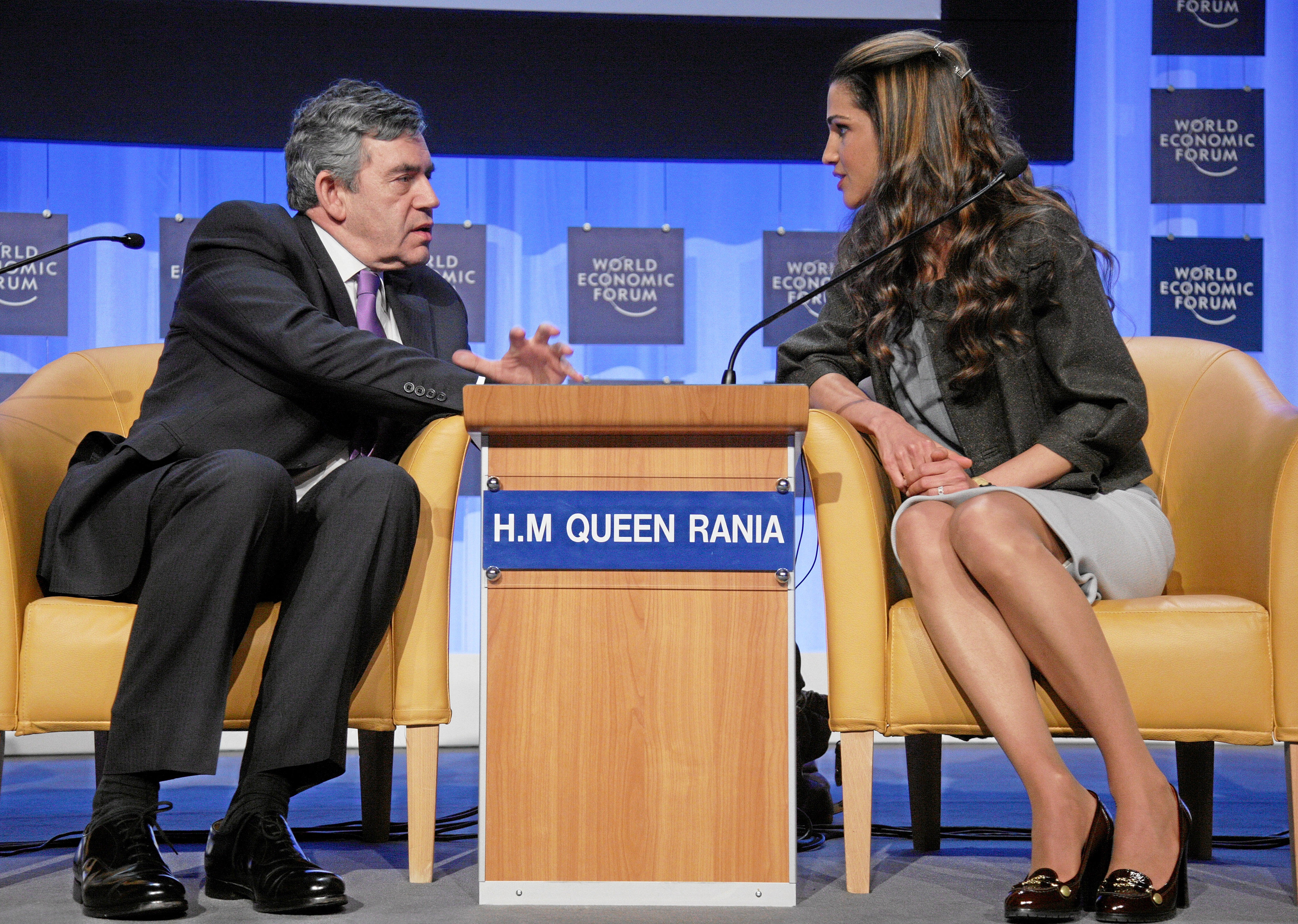
Gordon Brown, britischer Premierminister, und Königin Rania von Jordanien beim Jahrestreffen 2008 in Davos

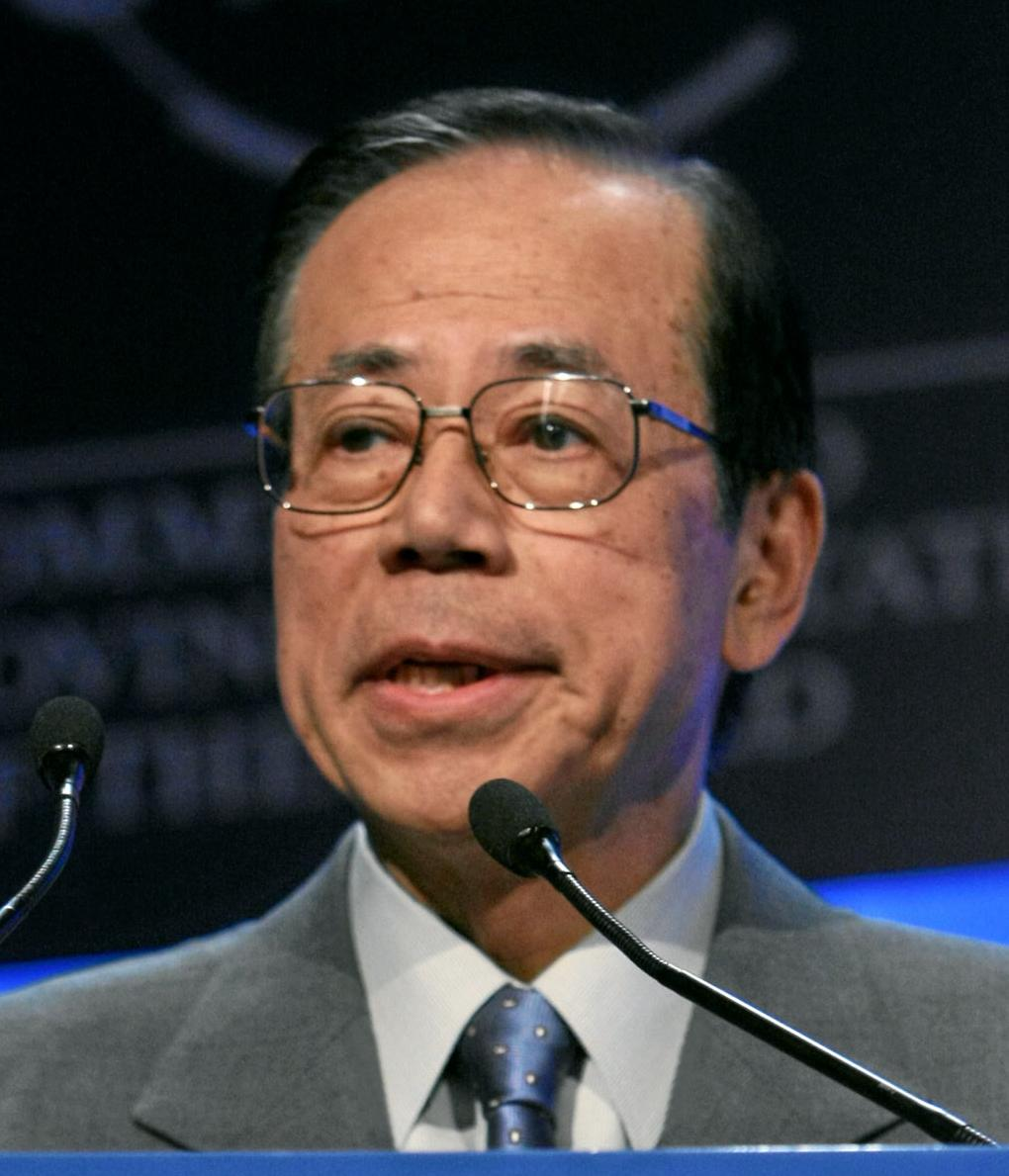
Der japanische Premier Yasuo Fukuda beim Treffen 2008

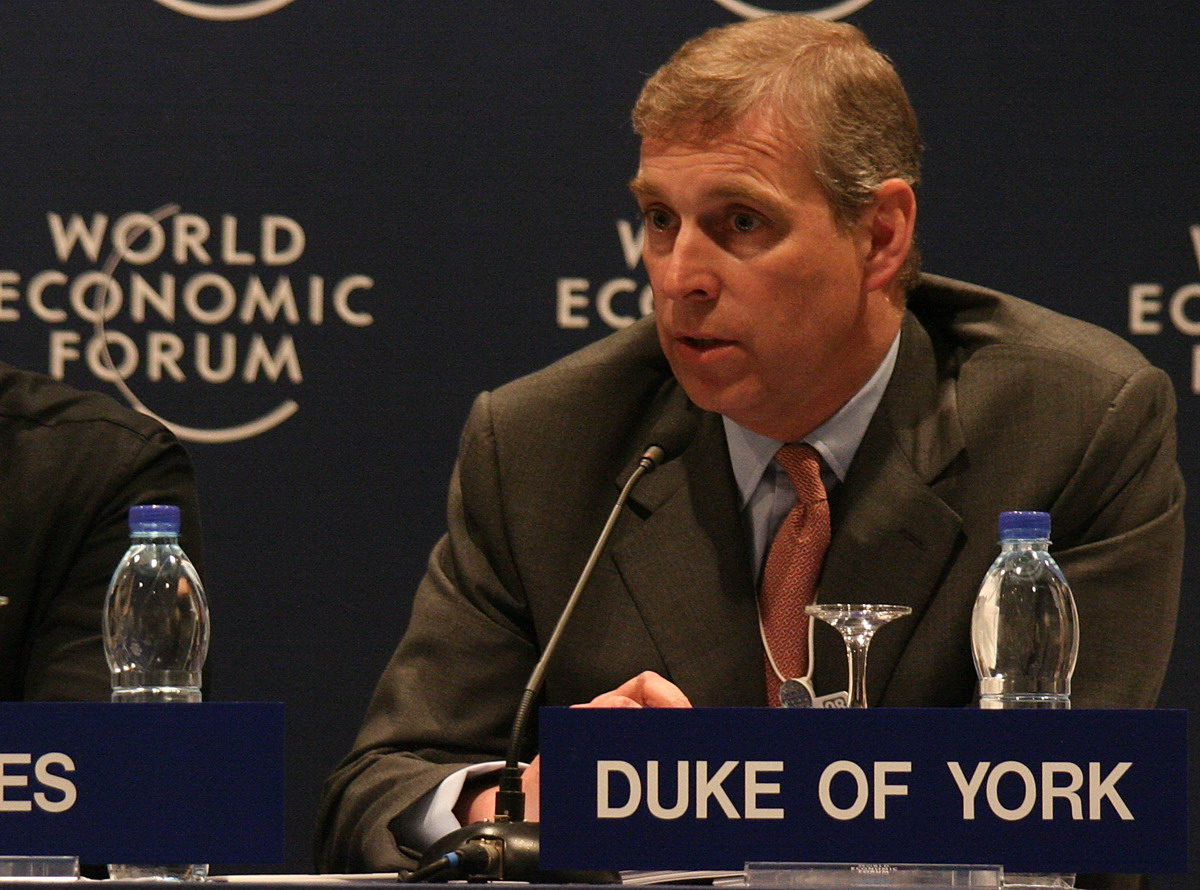
Prinz Andrew in seiner Rolle als Sonderbeauftragter des Vereinigten Königreichs für internationalen Handel und Investitionen auf dem Weltwirtschaftsforum zum Nahen Osten, 2008.

Das 38. Jahrestreffen fand vom 23. bis 27. Januar 2008 statt und stand unter dem Motto «The Power of Collaborative Innovation» (Die Kraft gemeinsamer Erneuerung). Unmittelbar vor Eröffnung des Jahrestreffens in Davos war es an den internationalen Börsen zu massiven Kursverlusten gekommen. Die Eröffnungsrede des Treffens hielt die amerikanische Aussenministerin Condoleezza Rice. In ihrer Rede warb Rice für Vertrauen in die amerikanische Wirtschaft und verwies auf günstige Wachstumsperspektiven. Der britische Premierminister Gordon Brown warnte im Zusammenhang mit der Kreditkrise vor einem neuen Protektionismus, forderte aber Reformen bei den Vereinten Nationen und der Weltbank. Ein kurz zuvor von US-Präsident George W. Bush verkündetes Konjunkturpaket wurde auf dem Treffen von Experten als unzureichend kritisiert. So bezweifelte der amerikanische Wirtschaftswissenschaftler und Nobelpreisträger Joseph E. Stiglitz dessen Wirksamkeit und regte für die Vereinigten Staaten ein Insolvenzrecht für Hausbesitzer an. Stiglitz forderte zudem Zinssenkungen von der Europäischen Zentralbank.
Besondere Aufmerksamkeit wurde während des Treffens dem US-amerikanischen Wirtschaftswissenschaftler Nouriel Roubini zuteil, der beim Jahrestreffen 2007 für die Vereinigten Staaten zutreffend einen wirtschaftlichen Abschwung vorhergesagt hatte. Roubini äusserte sich angesichts der wirkungslosen Zinssenkung durch die US-Notenbank pessimistisch zum weiteren Verlauf der Krise und prognostizierte eine «schwere Rezession». Der Wissenschaftler sagte der US-Wirtschaft eine «harte Landung» voraus und sah für den europäischen Wirtschaftsraum keine Möglichkeit, der Krise zu entkommen. Unterstützung erhielt Roubine von Stephen Roach, Volkswirt der US-Investmentbank Morgan Stanley.
Der japanische Premierminister Yasuo Fukuda präsentierte auf dem Treffen das Programm seiner laufenden G8-Präsidentschaft, in dessen Mittelpunkt Klimaschutz und eine Förderung Afrikas standen. Ein Schwerpunkt des Jahrestreffens war der Bereich Social Media. So zählten unter anderem Jimmy Wales, Gründer der Wikipedia, Mark Zuckerberg, Gründer von Facebook, Caterina Fake, Miterfinderin von Flickr, und Chad Hurley von YouTube zu den Gästen.
Das Treffen zählte etwa 2500 Teilnehmer, darunter die Vorstandsvorsitzenden von 74 der 100 weltweit größten Unternehmen.

#### 39. Jahrestreffen 2009

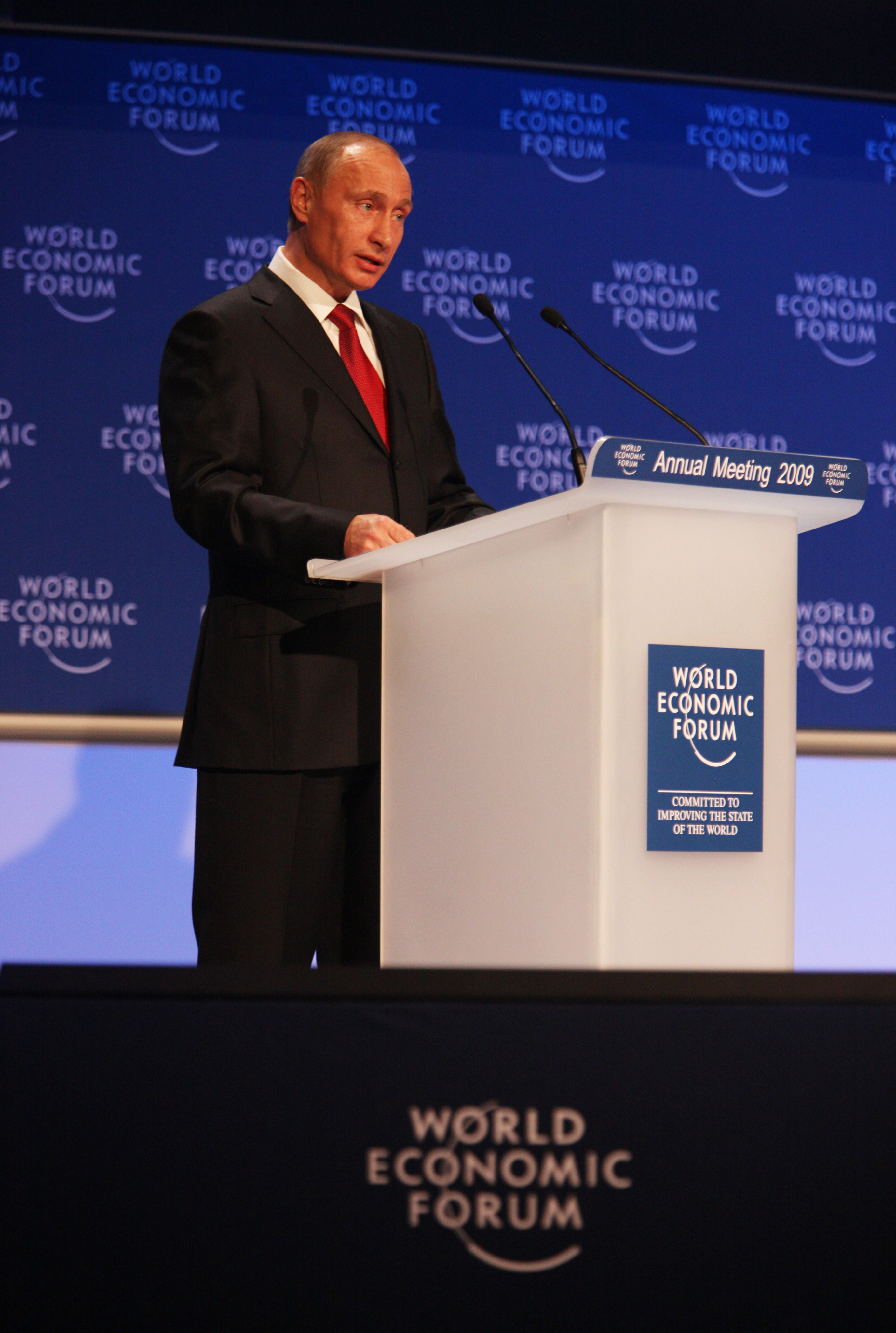
Wladimir Putin, russischer Ministerpräsident, beim 39. Jahrestreffen 2009 in Davos

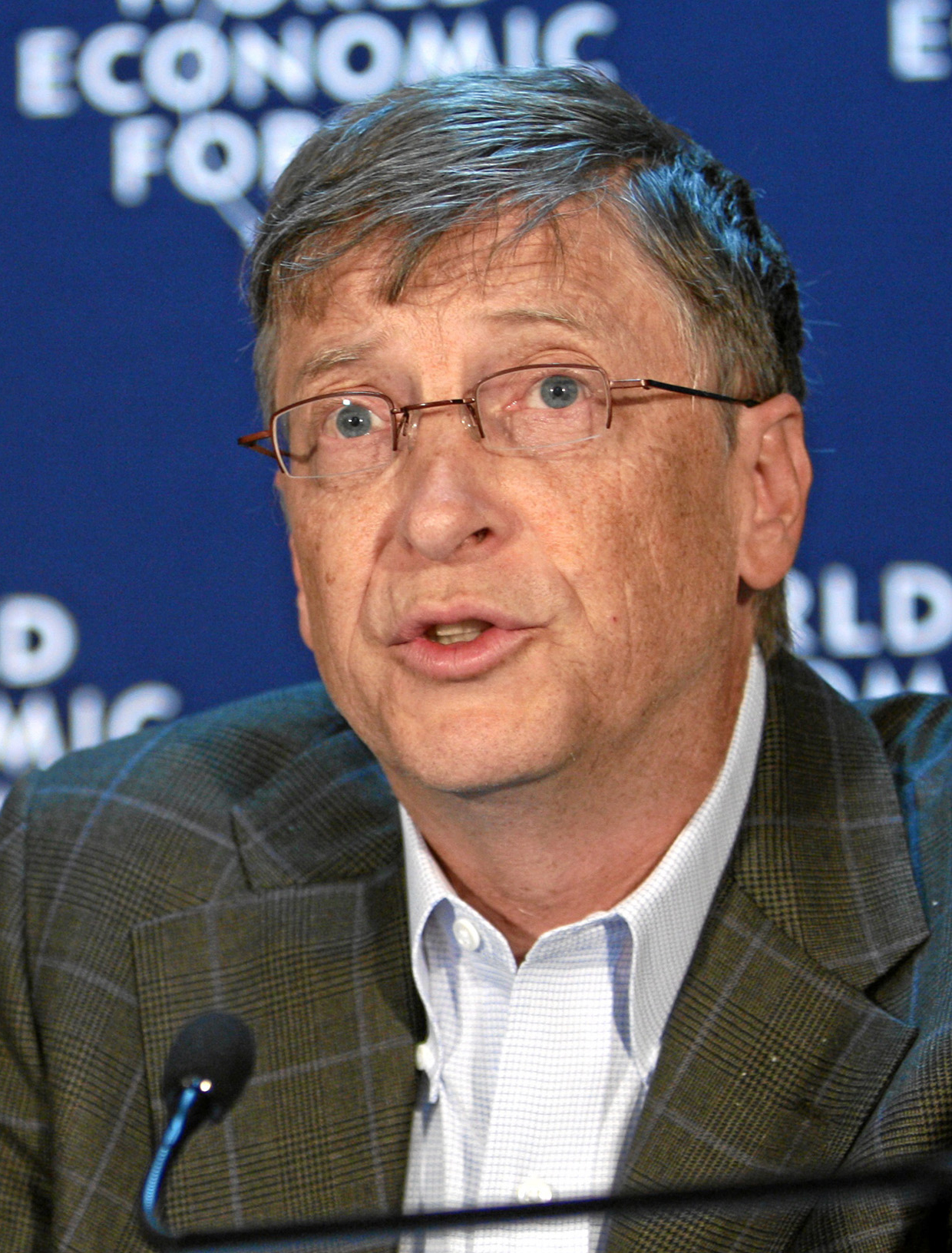
Bill Gates spricht während des Annual Meetings in Davos 2009.

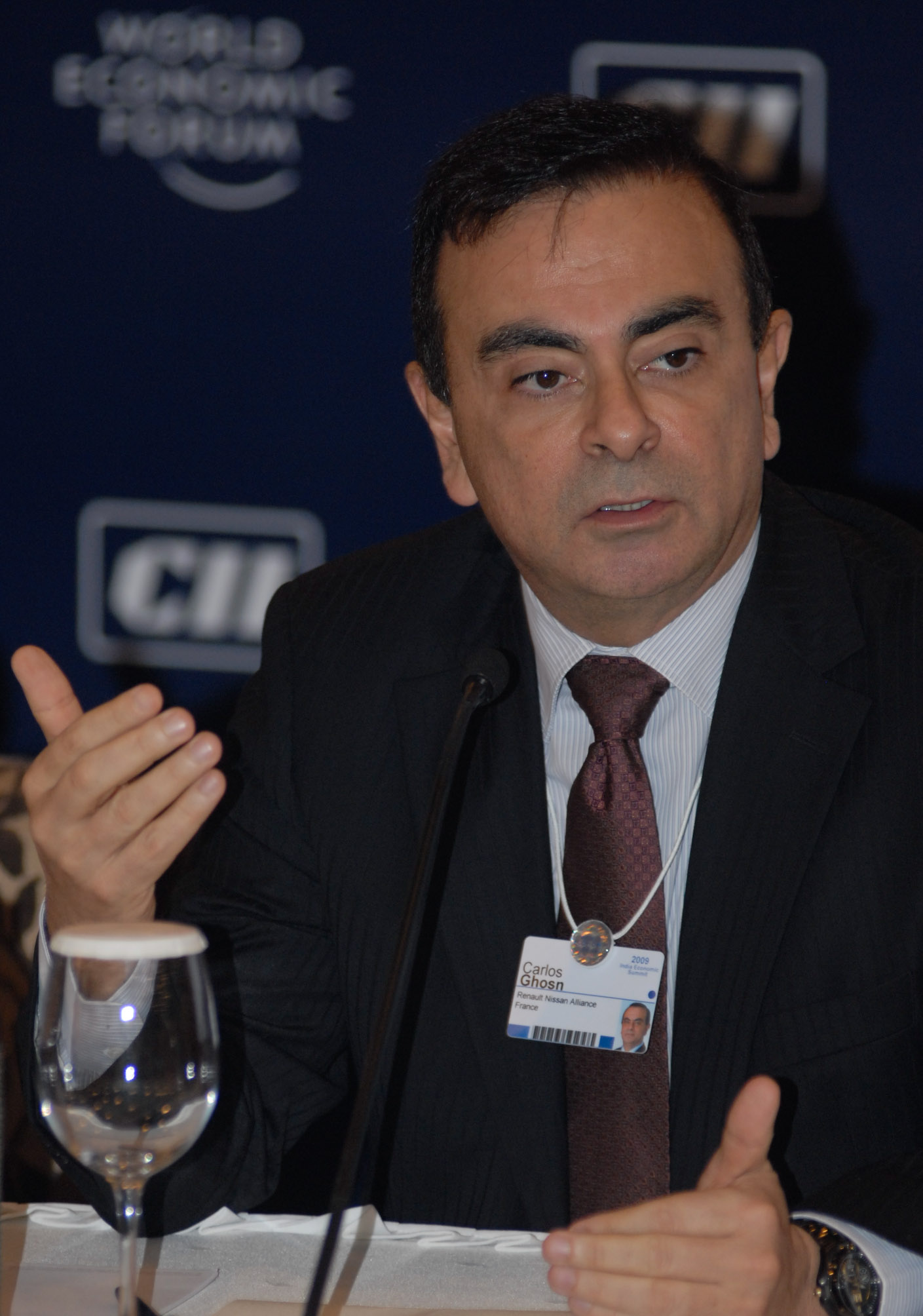
Carlos Ghosn, der damalige Vorsitzende und CEO von Renault, Nissan, Renault-Nissan Alliance und Vorsitzender von AvtoVAZ im Jahr 2009.

Das 39. Jahrestreffen fand vom 28. Januar bis 1. Februar 2009 statt und stand unter dem Motto «Shaping the Post-Crisis World» (Gestaltung der Welt nach der Krise). Mit mehr als 40 Staats- und Regierungschefs nahmen deutlich mehr Spitzenpolitiker an dem Jahrestreffen des Weltwirtschaftsforums teil. Der russische Ministerpräsident Wladimir Putin hielt die Eröffnungsrede des Treffens. In seiner Rede warnte Putin vor Protektionismus und zu vielen staatlichen Interventionen in der bestehenden Wirtschafts- und Finanzkrise. Der russische Ministerpräsident verwies auf die Sowjetunion als Beispiel staatlicher Überregulierung. Putin warnte vor der Abhängigkeit vom Dollar als einziger globaler Reservewährung und bezeichnete diese als «Gefahr für die Weltwirtschaft». Der russische Ministerpräsident empfahl, sämtliche faulen Finanzwerte in den Bilanzen der Banken offenzulegen und abzuschreiben. Dies sei, so Putin, ein schmerzhafter Prozess, der aber eine Verlängerung der Krise verhindere. Vor dem Hintergrund einer russisch-ukrainischen Auseinandersetzung um Gaslieferungen sprach sich Putin für neue internationale rechtliche Rahmenbedingungen für Energielieferungen aus.
In seiner Rede erklärte der chinesische Premierminister Wen Jiabao, dass China für das Jahr 2009 ein Wirtschaftswachstum von acht Prozent anstrebe. Der chinesische Premier machte die Vereinigten Staaten für die Krise verantwortlich, ohne sie jedoch namentlich zu nennen. Wen sprach vielmehr von einer «unpassenden makroökonomischen Politik mancher Volkswirtschaften», die zu einem Missverhältnis von Konsum und Sparen geführt habe. Wen beschrieb die Konsequenzen der Krise auf sein eigenes Land. Dazu gehörten eine deutlich gesunkene Auslandsnachfrage, Überkapazitäten in einigen Wirtschaftszweigen, verschlechterte Bedingungen für Unternehmen, steigende Arbeitslosigkeit in den städtischen Gebieten und gedrücktes Wirtschaftswachstum. Trotzdem zeigte sich der Premier überzeugt, dass sein Land einen Weg aus der Krise finden und zusätzlich auch der Weltwirtschaft wichtige Impulse geben werde.
Wens japanischer Amtskollege Tarō Asō betonte die Bedeutung des asiatischen Wirtschaftsraums für die Weltwirtschaft und bei der Überwindung der Wirtschafts- und Finanzkrise. Der Premier kündigte in seiner Rede ein Hilfspaket seines Landes im Umfang von 17 Milliarden Dollar an, mit dem asiatische Staaten bei der Überwindung der Wirtschaftskrise unterstützt werden sollten. Die Mittel seien für Investitionen zur Infrastruktur und für die Förderungen des Handels vorgesehen. Asō warnte zudem vor Protektionismus, ebenso wie der britische Premierminister Gordon Brown.
Die deutsche Bundeskanzlerin Angela Merkel forderte auf dem Treffen die Schaffung einer «Charta des nachhaltigen Wirtschaftens» und die Einrichtung eines Weltwirtschaftsrates bei den Vereinten Nationen.
Die französische Finanzministerin Christine Lagarde warnte vor sozialen Unruhen in Europa, solange die globale Wirtschaftskrise nicht erfolgreich bekämpft werde. Die Regierungen forderte die Ministerin auf, ihre Bürger klar und unmissverständlich über künftige Maßnahmen zu informieren. Lagarde bezeichnete Protektionismus und soziale Unruhen als größte Risiken der Krise. Sie betonte, dass verlorenes Vertrauen wiederhergestellt werden müsse. Zugleich bezeichnete die französische Finanzministerin ein gewisses Mass an Protektionismus als «notwendiges Übel». Scharfe Kritik übte Lagarde an der Entscheidung der amerikanischen Regierungen unter George W. Bush, das amerikanische Finanzinstitut Lehman Brothers nicht durch eine Rettungsaktion vor der Insolvenz zu bewahren. Dies habe einer Vereinbarung der Finanzminister widersprochen, systemrelevante Finanzinstitute zu stützen.
Zu einem Eklat kam es während einer Diskussionsveranstaltung zur Lage im Gazastreifen, an der auch UNO-Generalsekretär Ban Ki-moon und der israelische Präsident Schimon Peres teilnahmen, als der türkische Ministerpräsident Recep Tayyip Erdoğan aus Protest das Podium verliess.
Der Präsident der Europäischen Zentralbank Jean-Claude Trichet erklärte, dass dem Euro durch die Finanzkrise keine Gefahr drohe. Der Präsident der Europäischen Kommission, José Manuel Barroso, bezeichnete den Euro als einen «Schutzschild für die Länder, die ihm angehören» und beschrieb ihn als «Anker für die Stabilität». Die neue US-Regierung wurde durch Valerie Jarrett repräsentiert. Insgesamt nahmen etwa 2200 Teilnehmer am WEF 2009 teil.

#### 40. Jahrestreffen 2010

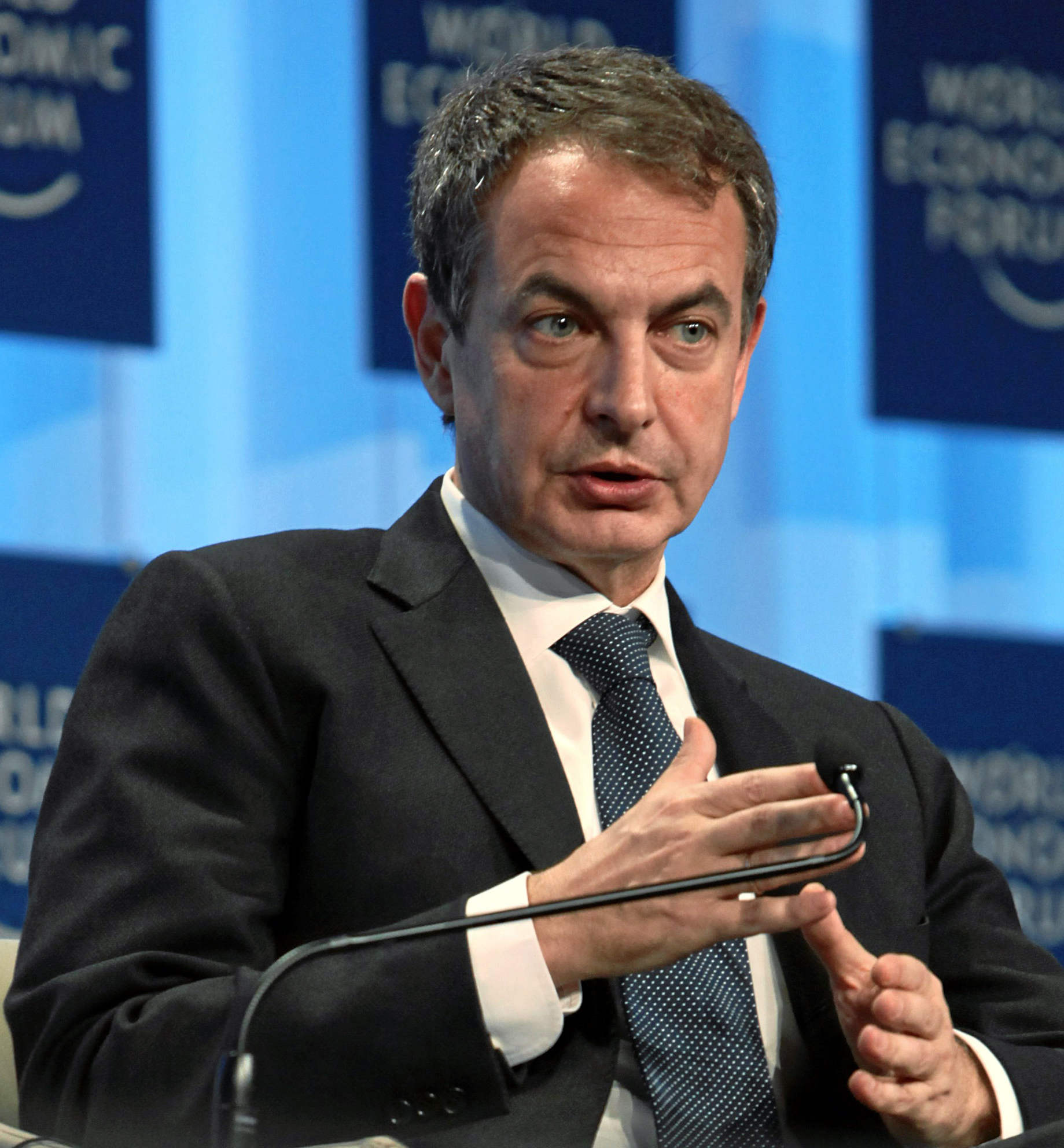
Der spanische Ministerpräsident José Zapatero beim Jahrestreffen 2010

Das 40. Jahrestreffen des Weltwirtschaftsforums fand vom 27. bis 31. Januar 2010 statt und stand unter dem Motto «Improve the State of the World: Rethink, Redesign, Rebuild» (Den Zustand der Welt verbessern: Neu denken, neu gestalten, neu schaffen). In seiner Eröffnungsrede sprach sich der französische Staatspräsident Nicolas Sarkozy für eine grundlegende Reform des Finanz- und Währungssystems aus. Sarkozy forderte ein neues Bretton-Woods-Abkommen und sprach von einer Krise der Globalisierung. Der französische Präsident prangerte die Selbstbedienungsmentalität von Bankern ebenso an wie unfaire Handelspraktiken von Schwellenländern wie China. Sarkozy plädierte im Zusammenhang mit der Globalisierung für die Durchsetzung einer «moralischen Dimensio». Nachdem US-Präsident Obama vor dem WEF eine Regulierung des amerikanischen Banken-Sektors angekündigt hatte, war dies auch Thema beim Jahrestreffen in Davos. Anwesende Bankmanager warnten vor einer zu weitreichenden Regulierung des Finanzsektors.

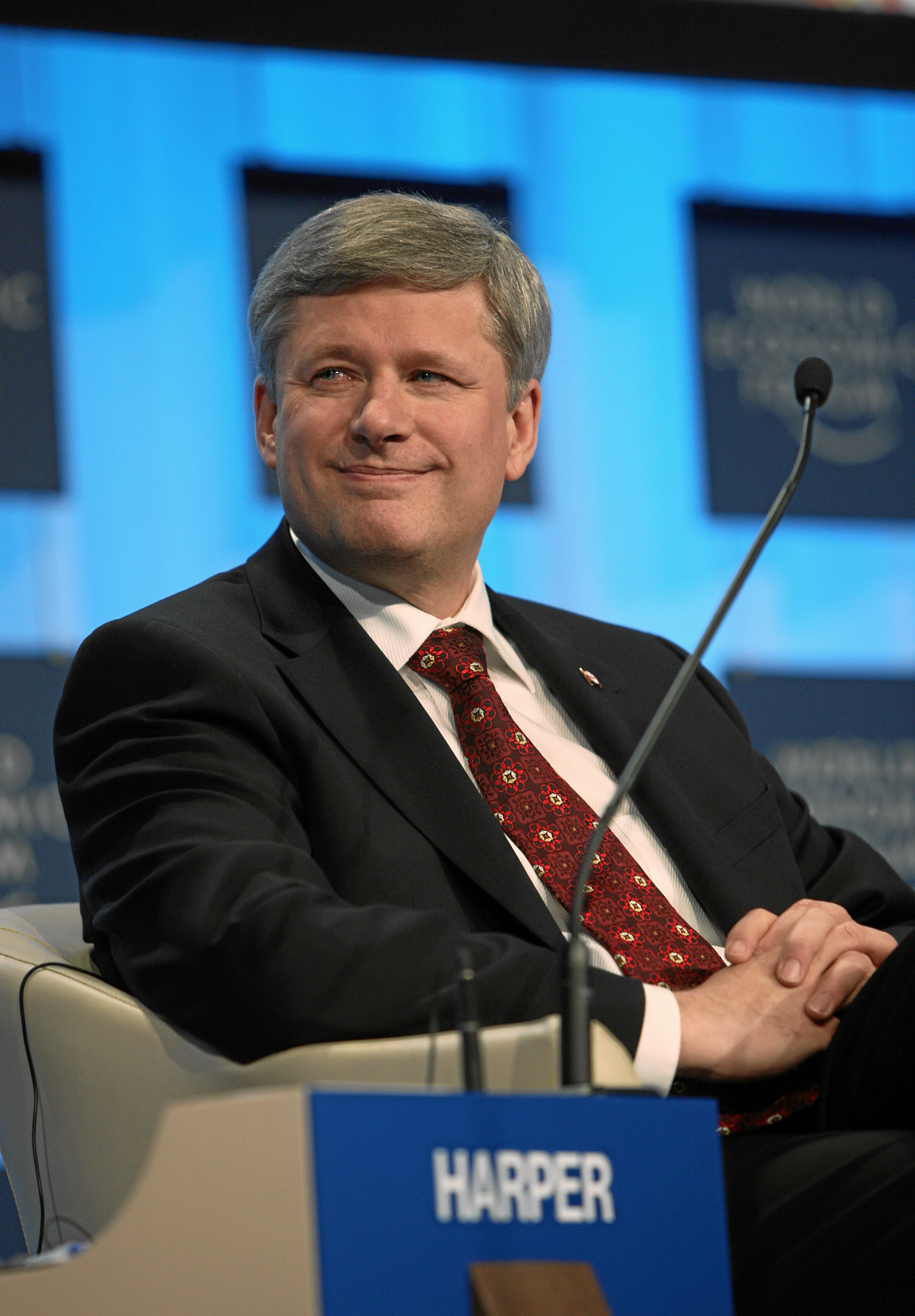
Der kanadische Premier Stephen Harper auf dem Jahrestreffen 2010

So sah Peter Sands, Vorstandschef der britischen Standard Chartered Bank, im Fall einer Überregulierung die Gefahr von Wachstumseinbussen voraus. Josef Ackermann, Chef der Deutschen Bank, warnte vor einem Effizienzverlust bei den Kapitalmärkten. Zugleich forderte er dazu auf, Bankenschelte und Schuldzuweisungen zu beenden, ermahnte jedoch ebenfalls seine Branche: «Banken müssen proaktiver sein und zeigen, dass sie zu helfen bereit sind. Weil am Ende arbeiten wir nicht für uns selbst und nicht allein für die Volkswirtschaft, sondern wir arbeiten zum Wohl von Menschen weltweit.» Ackermann brachte erneut seine Idee eines gemeinsamen von europäischen Staaten und Banken finanzierten Fonds zur Rettung oder Abwicklung gefährdeter Banken in die Diskussion ein. Ackermann war neben Melinda Gates Co-Vorsitzender des Treffens. Im Zusammenhang mit der von Barack Obama geplanten Aufspaltung von Großbanken in Investmentbanken und Banken mit Einlagen- und Kreditgeschäft verwies Axel Weber, Präsident der Bundesbank, auf die guten Erfahrungen, die Europa mit dem Universalbankensystem gemacht habe. Jean-Claude Trichet, Präsident der Europäischen Zentralbank, befürwortete die Pläne Obamas, insbesondere die geplante Begrenzung von Eigenhandel und Institutsgröße. Auch der chinesische Vize-Regierungschef Li Keqiang forderte Reformen bei internationalen Finanzinstituten und -märkten sowie eine internationale Koordination von staatlichen Stützungsmaßnahmen.

#### 41. Jahrestreffen 2011

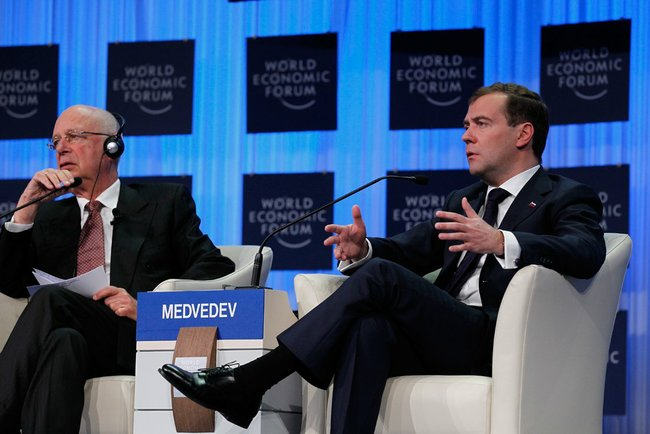
Der russische Präsident Dmitri Medwedew (re.) mit WEF-Gründer Klaus Schwab während des 41. Jahrestreffens

Das 41. Jahrestreffen des Weltwirtschaftsforums fand vom 26. bis zum 30. Januar 2011 statt und stand unter dem Motto «Shared Norms for the New Reality» (Gemeinsame Normen für eine neue Realität). Das Treffen, zu dem 2.500 Teilnehmer angereist waren, wurde vom russischen Präsidenten Dmitri Medwedew eröffnet. In seiner Eröffnungsrede bezeichnete Medwedew den Sturz des tunesischen Staatschefs Zine el-Abidine Ben Ali als «Lektion». Zunehmende Ungleichheit führe zu wachsenden sozialen Spannungen, erklärte der russische Präsident und mahnte: «Was sich ereignet hat, ist, glaube ich, eine ernste Lektion für alle Amtsträger in allen Ländern.» Medwedew sagte die Unterstützung für eine völlige Freiheit des Internets zu und erklärte: «Russland wird keine Initiativen unterstützen, die Freiheit des Internets zu beschneiden.»

#### 42. Jahrestreffen 2012

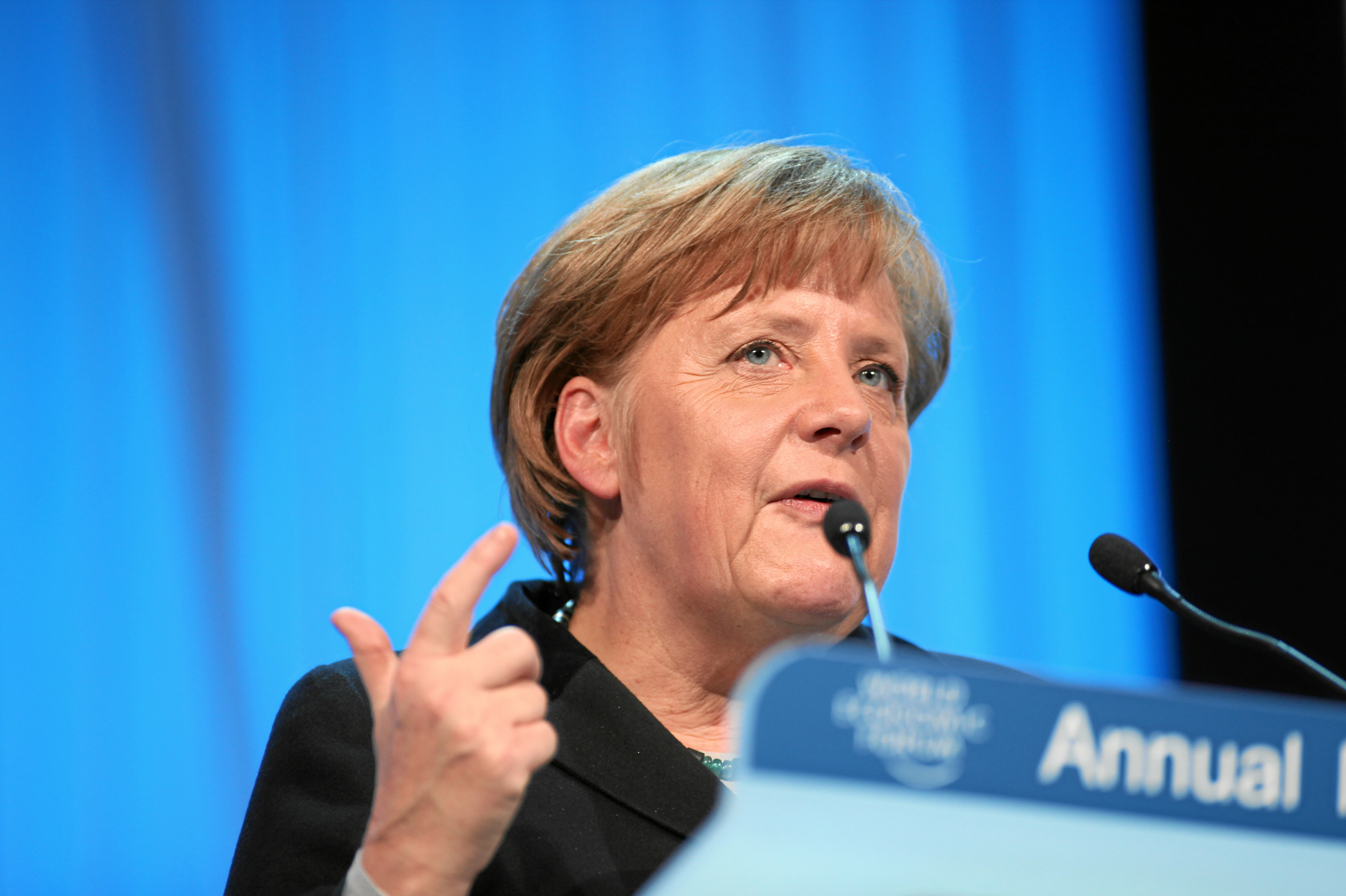
Bundeskanzlerin Angela Merkel beim Forum 2012

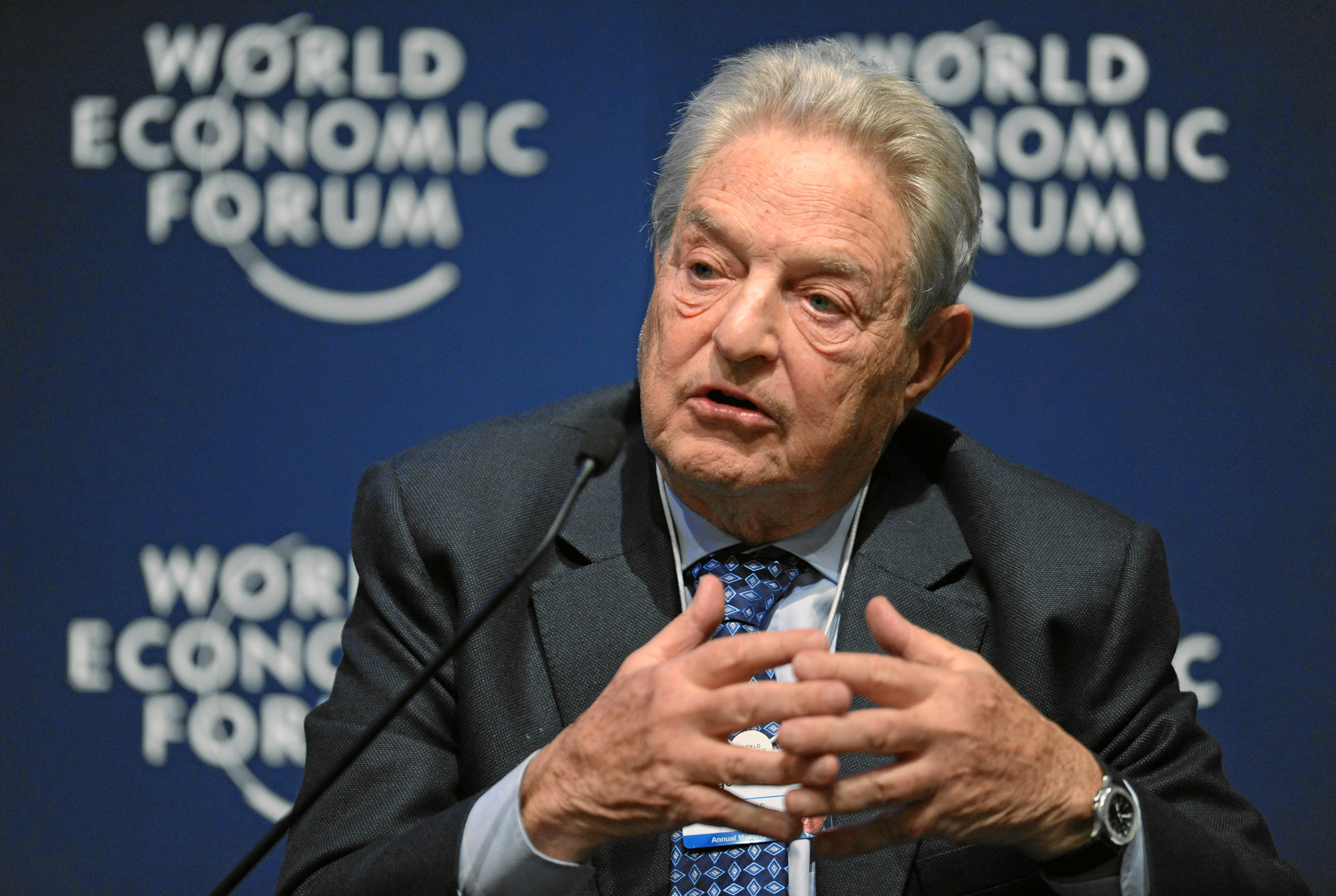
George Soros, Vorsitzender von Soros Fund Management, während einer Sitzung zur Neugestaltung des internationalen Währungssystems auf dem Jahrestreffen 2011 in Davos.

Das 42. Jahrestreffen fand vom 25. bis 29. Januar 2012 statt und stand unter dem Motto «The Great Transformation: Shaping New Models» (Die grosse Verwandlung: Neue Modelle gestalten). Das Treffen hatte 2600 Teilnehmer, was laut Veranstalter einen Rekord darstellte. Zu den Teilnehmern zählten 40 Staats- und Regierungschefs, darunter auch die deutsche Bundeskanzlerin Angela Merkel, die die Eröffnungsrede hielt. In ihrer Rede warnte Merkel im Zusammenhang mit den Maßnahmen zur Überwindung der Schuldenkrise vor einer Überforderung Deutschlands. Bundesfinanzminister Wolfgang Schäuble kritisierte während des Treffens die griechische Regierung und warf ihr mangelnde Sparanstrengungen vor. Der Finanzminister wehrte sich im Rahmen einer Podiumsdiskussion auch gegen eine vom französischen Finanzminister François Baroin geforderte Aufstockung des EFSF-Rettungsfonds. Schäuble widersprach damit zugleich dem britischen Premier Cameron, der am Vortag ebenfalls eine Anhebung der Bürgschaften gefordert und das Krisenmanagement der deutschen Bundeskanzlerin Merkel heftig kritisiert hatte. Auch US-Finanzminister Timothy Geithner kritisierte die europäischen Schritte zur Überwindung der Finanzkrise als zu einseitig an Sparmaßnahmen orientiert. Geithner forderte die stärkere Ausrichtung auf ein künftiges Wirtschaftswachstum, das die Voraussetzung für eine Überwindung der Krise sei.

#### 43. Jahrestreffen 2013

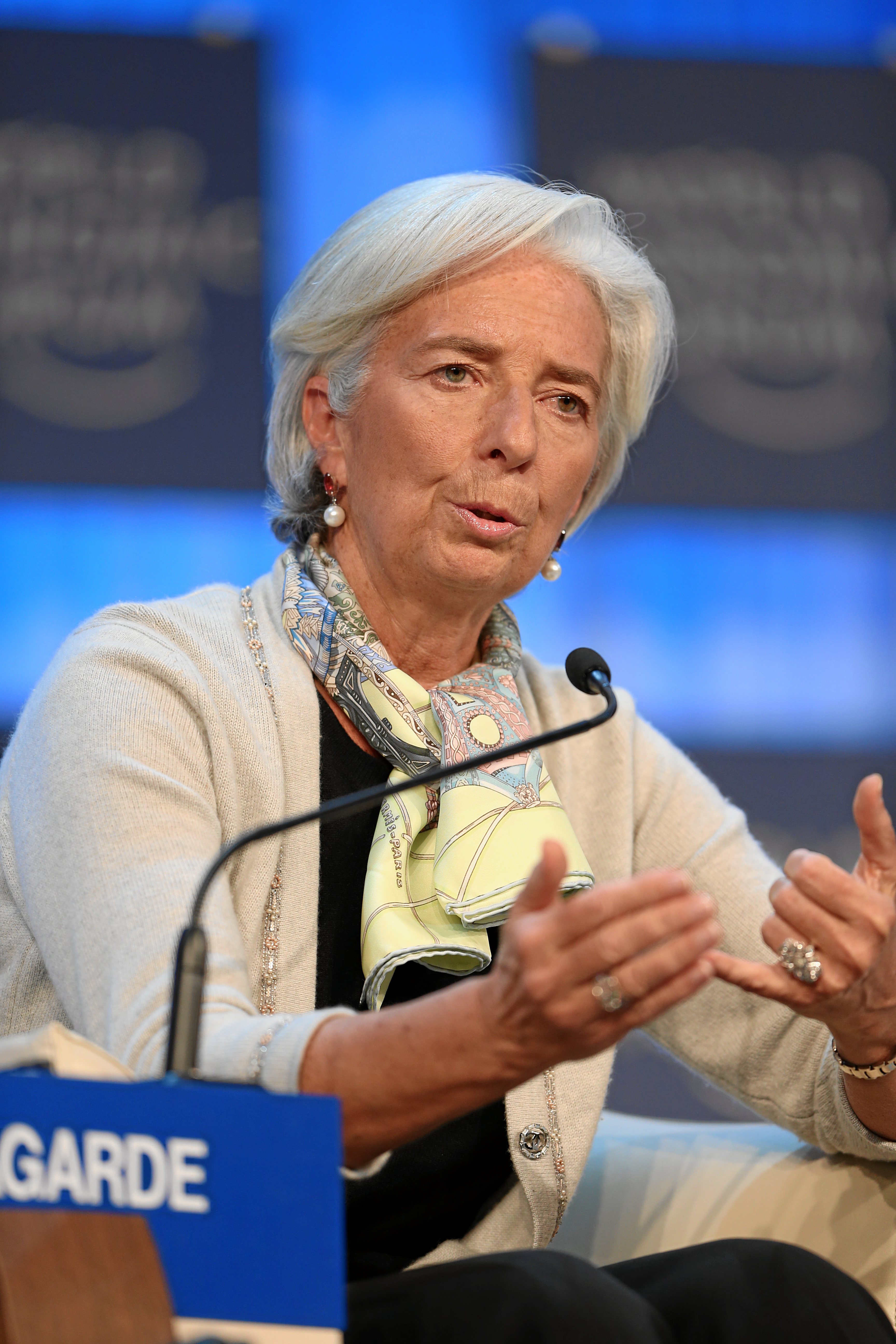
Christine Lagarde, Präsidentin des IWF, beim Jahrestreffen 2013

Das 43. Jahrestreffen fand vom 23. bis 27. Januar 2013 statt. Das Motto des Treffens lautete «Resilient Dynamism» (Widerstandsfähige Dynamik). Das Treffen zählte mehr als 2500 Teilnehmer, darunter über 1500 hochrangige Manager aus 100 Ländern. Über 40 Staats- und Regierungschefs reisten ebenfalls an. Dazu zählten neben der deutschen Bundeskanzlerin Angela Merkel auch der britische Premierminister David Cameron und die Ministerpräsidenten Russlands und Italiens, Dmitri Medwedew und Mario Monti, der die Eröffnungsrede hielt. Darin übte der italienische Premier deutliche Kritik an der Politik seines Amtsvorgängers Silvio Berlusconi. Zu dem vom britischen Premier Cameron kurz zuvor angekündigten Referendum zum Verbleib seines Landes in der EU äusserte Monti, dass er mit einer Zustimmung der Briten rechne, da die Vorteile einer Mitgliedschaft deren Nachteile deutlich überwiegen würden. «Die EU braucht keine Europäer, die keine Europäer sein wollen», erklärte Monti weiter. Während des Treffens forderte Bundeskanzlerin Merkel in einer Rede weitere Maßnahmen innerhalb der EU zur Senkung der Arbeitslosigkeit und erklärte die Steigerung der Wettbewerbsfähigkeit zur zentralen Aufgabe bei der künftigen Sicherung des europäischen Wohlstands. Der britische Premier Cameron verteidigte auf dem Treffen das angekündigte Referendum zum Verbleib seines Landes in der EU und bekräftigte seinen Widerstand gegen eine vertiefte politische Integration der EU-Staaten. Die Präsidentin des Internationalen Währungsfonds (IWF), Christine Lagarde, gab während des Jahrestreffens eine IWF-Prognose zur ökonomischen Entwicklung des Jahres 2013 bekannt, die von einer «zerbrechlichen und ängstlichen Erholung» der Weltwirtschaft ausging. Lagarde warnte zugleich, dass die Weltwirtschaft die Krise noch nicht überwunden habe. Vielmehr sei die weitere wirtschaftliche Erholung von einer konsequenten Fortführung des bisherigen Stabilitätspolitik abhängig, erläuterte die IWF-Chefin weiter. Der amerikanische Investor George Soros kritisierte die Sparpolitik Deutschlands und warnte vor einem Währungskrieg. Soros befürwortete weitere geldpolitische Lockerungen. Axel A. Weber, Verwaltungsratsvorsitzender der Schweizer Bank UBS und ehemaliger Präsident der Deutschen Bundesbank, trat für eine einheitliche globale Regulierung des Bankensektors ein und mahnte die Banken, sich bei Managergehältern und Boni auf ethisch vertretbare Standards festzulegen.

#### 44. Jahrestreffen 2014

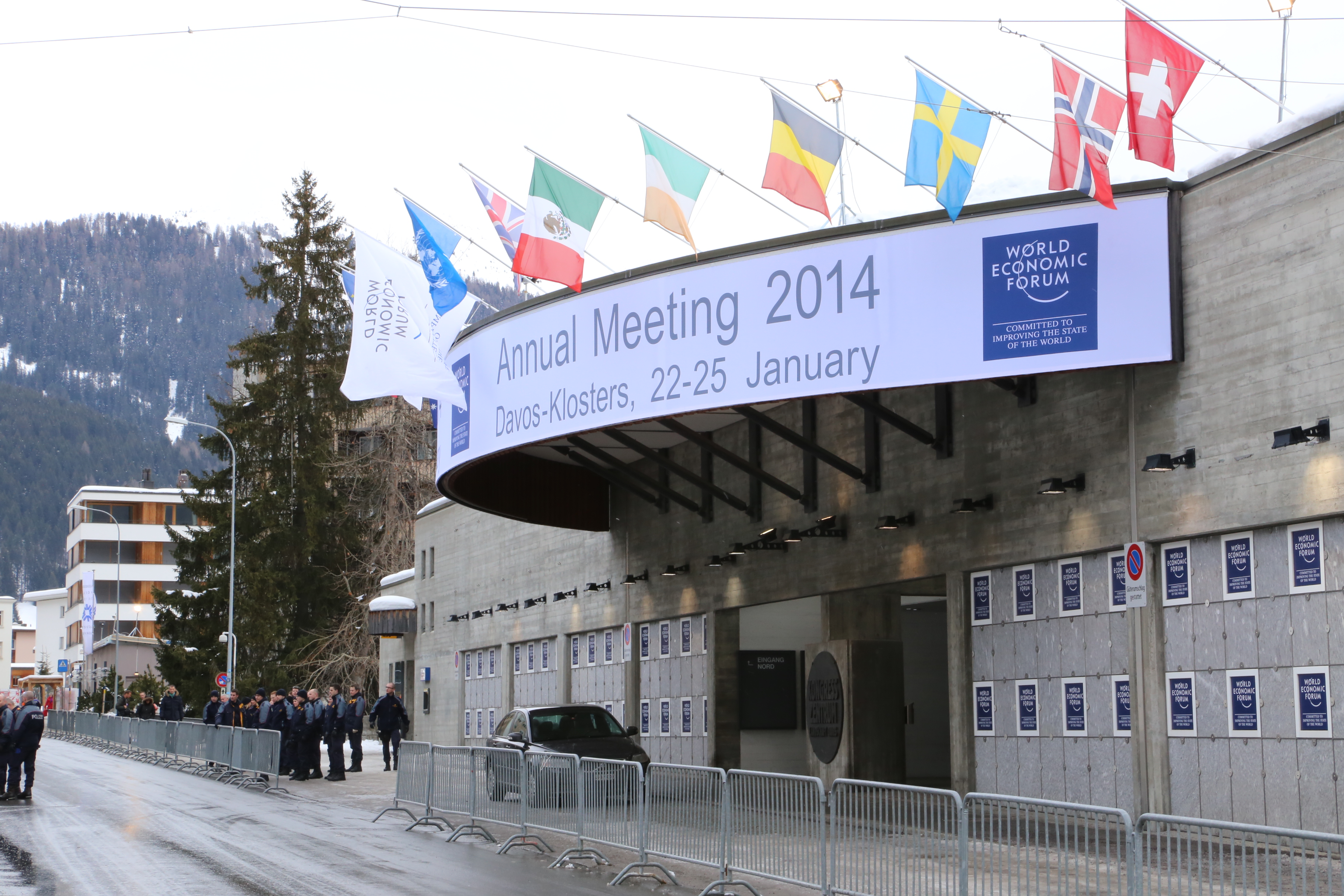
Eingang WEF 2014

Das 44. Jahrestreffen fand vom 22. bis 25. Januar 2014 statt und stand unter dem Motto «The Reshaping of the World: Consequences for Politics, Business and Society» (deutsch Die Neugestaltung der Welt: Konsequenzen für Politik, Wirtschaft und Gesellschaft).
Die Eröffnungsrede des Treffens hielt der japanische Premierminister Shinzō Abe. Der Premier präsentierte dabei seine als Abenomics bezeichneten Wirtschaftspolitik, mit der die bestehende Deflation in Japan überwunden und sich das Land zur weltweit wirtschaftsfreundlichsten Nation entwickeln soll. Die von Abe als Folge der expansiven Fiskalpolitik des deficit spending tolerierte Schwächung des Yen zur Ankurbelung japanischer Exporte wurde in Davos auch als Angriff auf die von Deutschland verfolgte Stabilitätspolitik bezeichnet. Abe sprach sich gegen weitere militärische Expansionen im asiatischen Raum und für Transparenz bei den Verteidigungsausgaben in der Region aus. Seine im Zusammenhang mit dem Konflikt um die Senkaku-Inseln geäusserte Forderung nach Einhaltung des internationalen Seerechts richtete sich an China, dessen direkte Erwähnung Abe jedoch vermied. Gegenüber Journalisten verglich Abe das Verhältnis zwischen Japan und China mit dem von Deutschland und dem Vereinigten Königreich vor Ausbruch des Ersten Weltkriegs. Seinen von China und anderen Nachbarn kritisierten Besuch im Yasukuni-Schrein Ende 2013 wollte Abe als «Antikriegsgeste» verstanden wissen.

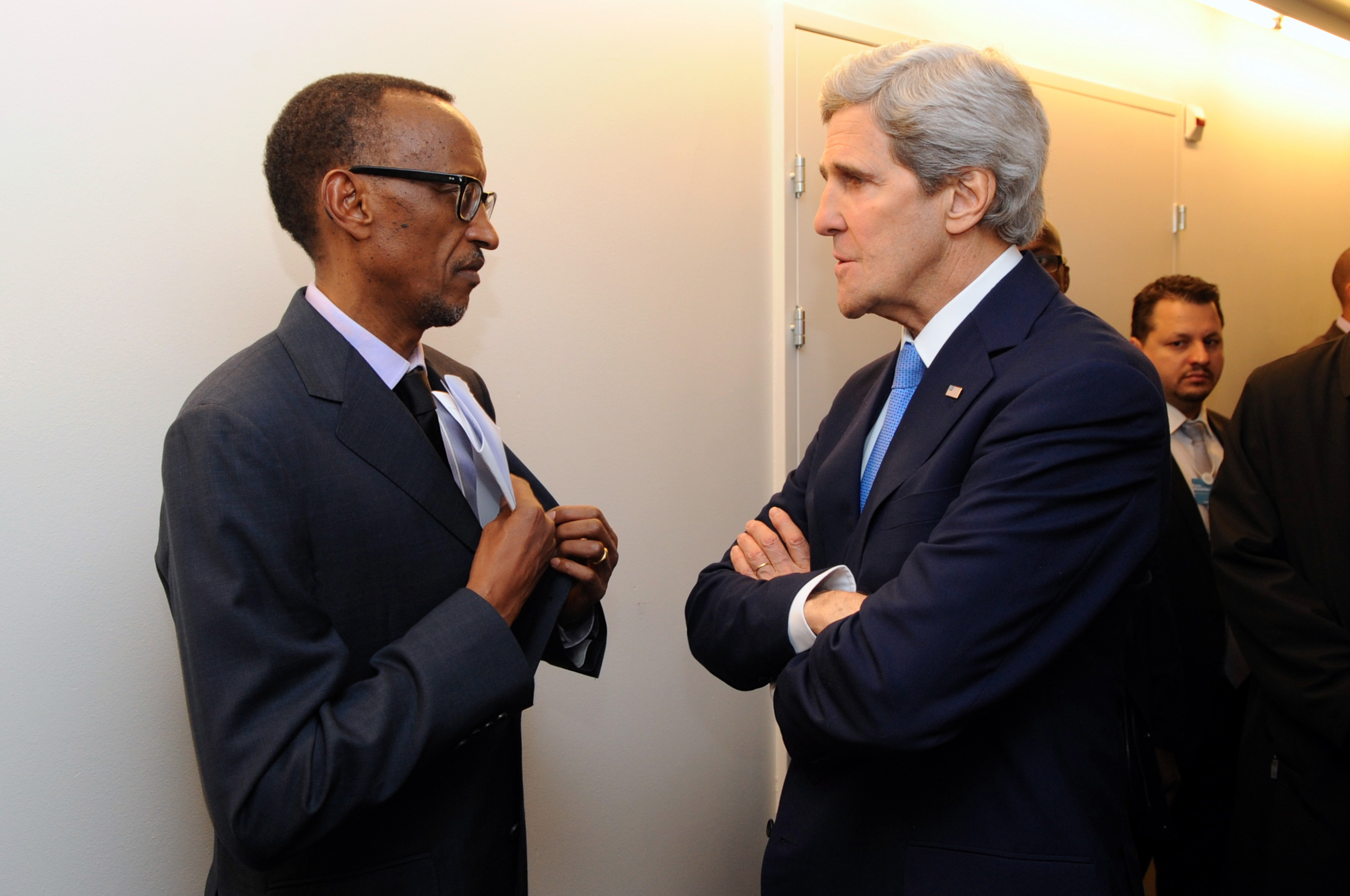
US-Aussenminister Kerry mit Ruandas Präsident Kagame beim Jahrestreffen 2014

Erstmals hatte der Vatikan mit Kardinal Peter Turkson einen Sondergesandten zum Weltwirtschaftsforum geschickt, der am Eröffnungstag eine Botschaft von Papst Franziskus an die Konferenzteilnehmer verlas. Darin lobte der Papst die Erfolge des modernen Unternehmertums und forderte zugleich eine gerechtere Verteilung des globalen Wohlstands. Franziskus erinnerte an die «klare Verantwortung gegenüber anderen, vor allem denjenigen, die am zerbrechlichsten, schwächsten und verwundbarsten sind» und verurteilte den weltweiten Hunger als «nicht hinnehmbar».
Die erstmals anwesende brasilianische Präsidentin Dilma Rousseff schilderte eine positive Lage ihres Landes, nachdem eine Bloomberg-Umfrage unter Investoren im November 2013 pessimistische Erwartungen zur wirtschaftlichen Entwicklung Brasiliens und negative Einschätzungen zu Rousseffs Wirtschaftspolitik ergeben hatte. Rousseff verwies auf große soziale Fortschritte, die für breite Schichten der Bevölkerung zu einer Verbesserung ihrer wirtschaftlichen Lage geführt hätten. Auch seien in den vorangegangenen zehn Jahren in Brasilien über vier Millionen neue Arbeitsplätze entstanden, während das Durchschnittseinkommen um sieben Prozent zugenommen habe. Als entscheidend für den bisherigen und künftigen wirtschaftlichen Aufstieg Brasiliens bezeichnete Rousseff Investitionen zur Verbesserung der Infrastruktur des Landes. Als wichtige Ziele ihrer künftigen Politik nannte sie die Konsolidierung öffentlicher Finanzen, den Abbau von Inflation und die Stabilisierung der brasilianischen Währung. Rousseff versprach, die Wettbewerbsfähigkeit Brasiliens zu steigern, und versicherte ausländischen Investoren, dass ihr Land über sichere wirtschaftliche Rahmenbedingungen verfüge und geschlossene Verträge eingehalten würden. Als konkretes Ziel ihrer Wirtschaftspolitik nannte Rousseff die Verringerung der jährlichen Inflation von 6 auf 4,5 Prozent. Nach Angaben ihrer Berater diente Rousseffs Rede vor allem dem Ziel, das Vertrauen von Investoren zurückzugewinnen. Zur brasilianischen Delegation zählten neben Rousseff auch ihr Finanzminister Guido Mantega und die Präsidenten der brasilianischen Zentralbank, Alexandre Tombini, und der Brasilianischen Entwicklungsbank, Luciano Coutinho.

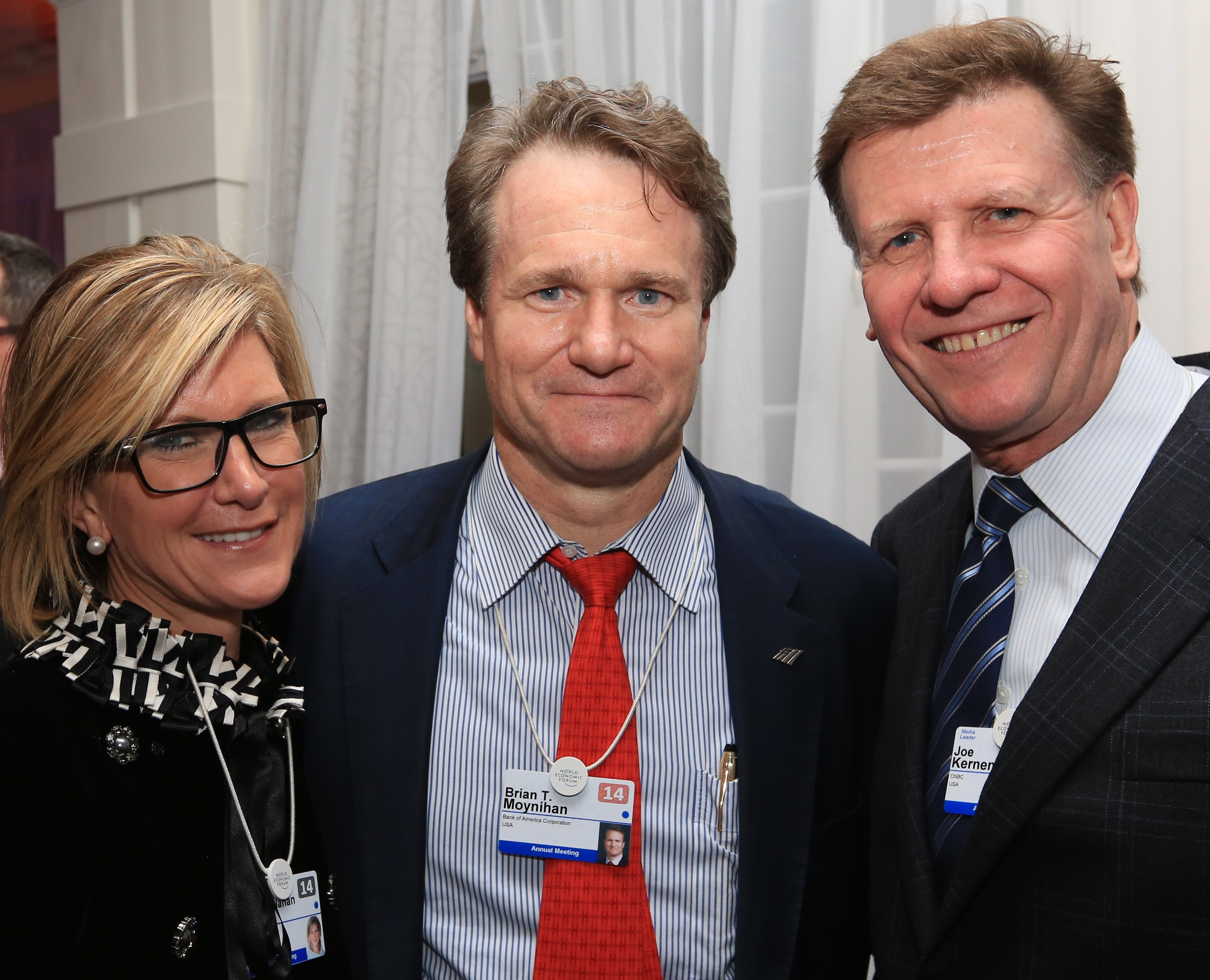
Mary Callahan Erdoes, CEO von JPMorgan Chase, und Brian Moynihan, CEO der Bank of America, mit Joe Kernen von CNBC beim Treffen 2014

Der iranische Präsident Hassan Rohani nutzte die erste Rede eines Präsidenten der Islamischen Republik seit zehn Jahren dazu, das Interesse seines Landes an besseren Beziehungen zum Westen zu verkünden. Rohani warb um ausländische Investitionen für sein Land, vor allem für die Ölindustrie, für die er ein neues Investitionsmodell ankündigte. In einem Interview hatte er zuvor als Signal der Entspannung eine Wiedereröffnung der US-Botschaft in Teheran in Aussicht gestellt. Rohani bekräftigte den «friedlichen Charakter» des iranischen Atomprogramms. Iran habe nicht die Absicht, Atomwaffen zu produzieren, sondern wolle innerhalb von 30 Jahren zu den zehn größten Volkswirtschaften der Welt aufsteigen, so der Präsident weiter. Nachfragen des WEF-Gründers Klaus Schwab bei einer späteren Podiumsdiskussion bezüglich freundschaftlicher Beziehungen zu Israel erteilte Rohani eine Absage.
Der britische Premier David Cameron forderte In seiner Rede die europäischen Staaten auf, die Wettbewerbsfähigkeit des Kontinents zu erhöhen. Um dies zu erreichen, müsse das wirtschaftliche Umfeld liberalisiert und die Steuern gesenkt werden, erklärte der Premier. Ziel sei es, so Cameron, möglichst viele der in der Vergangenheit aus Europa abgewanderten Arbeitsplätze zurückzuholen, vor allem aus Asien und Osteuropa. Für sein Land gab er die Vorgabe aus, zu einer «Reshore»-Nation zu werden. Der Premier wiederholte seine Forderung nach Begrenzung von Immigration und seine Ablehnung einer Zuwanderung in die Sozialsysteme. Immigration müsse mit «Wohlfahrt und Ausbildung kombiniert werden», so Cameron.
Am Abschlusstag des Treffens bekräftigte der EU-Währungskommissar Olli Rehn, dass die Existenzkrise des Euro überwunden sei und sich die Währung in einer Erholungsphase befände. Zuvor hatte Axel A. Weber, Verwaltungsratspräsident der Schweizer Großbank UBS und bis 2011 Bundesbankpräsident, vor einer erneuten Verschärfung der Euro-Krise gewarnt. Weber mahnte, aufgrund einer leichten wirtschaftlichen Erholung in Europa und günstiger Prognosen für das Jahr 2014 nicht in Euphorie zu verfallen. Als drohende Risiken für 2015 nannte Weber das Erstarken EU-kritischer Parteien bei der Europawahl im Mai und das Ergebnis des EZB-Bankenstresstests im November. Weber äusserte sich skeptisch zur ökonomischen Situation der EU-Länder, von denen nur Deutschland bereits wieder Vorkrisenniveau erreicht habe, während in vielen südeuropäischen Staaten die wirtschaftliche Situation für große Teile der Bevölkerung weiter angespannt sei. Unterschiedlich bewertete er auch die Situation in Europa und den Vereinigten Staaten bei der Krisenbewältigung: «Die USA sind zurück, Europa nicht.»

#### 45. Jahrestreffen 2015

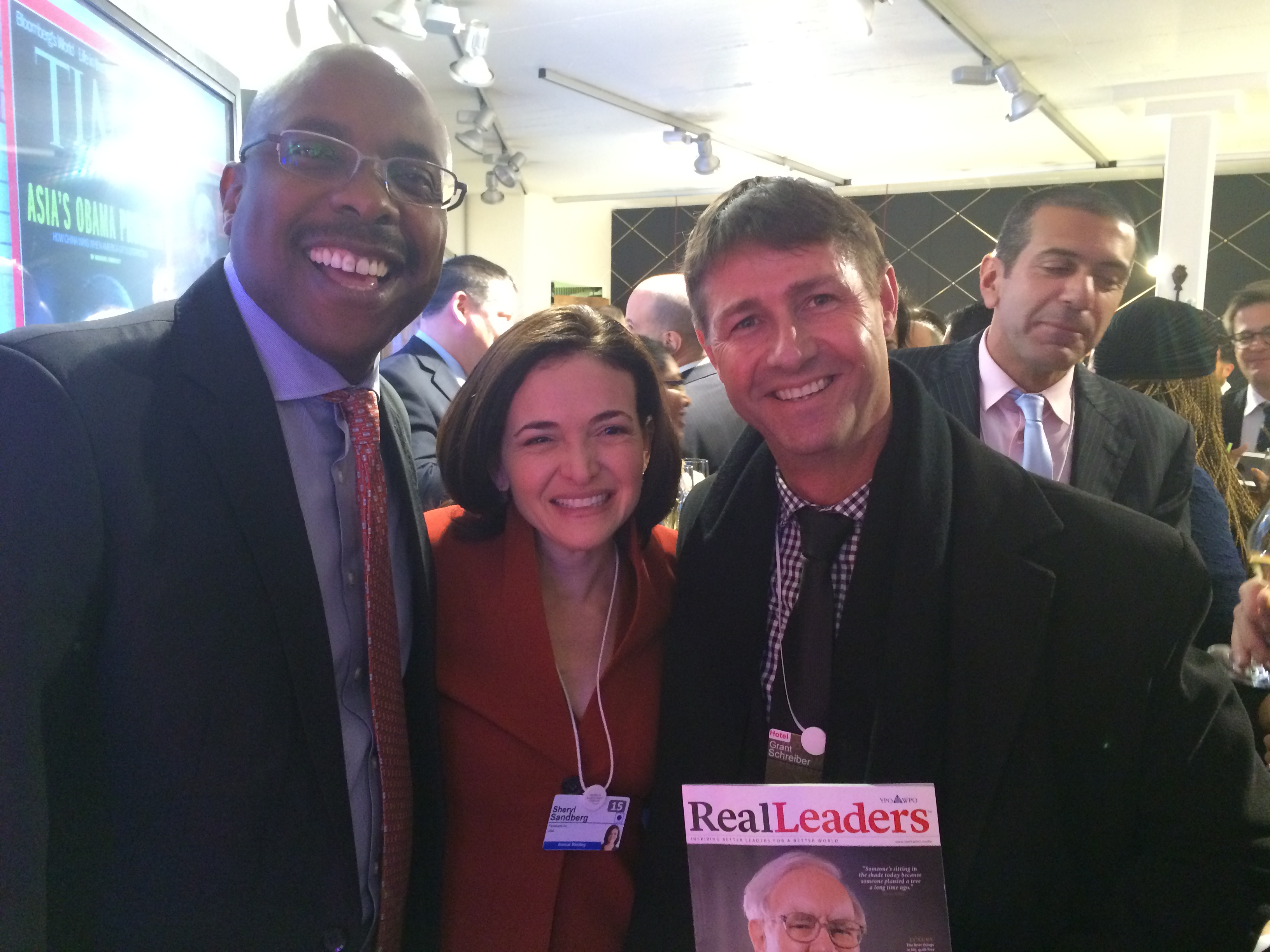
Sheryl Sandberg, Chief Operating Officer von Facebook, mit Teilnehmern auf dem Jahrestreffen 2015

Das 45. Jahrestreffen fand vom 21. bis 24. Januar 2015 statt und stand unter dem Motto The New Global Context (Der neue globale Kontext). Es wurden vier Kernthemen diskutiert: Crisis & Cooperation (Krise und Zusammenarbeit), Growth & Stability (Wachstum und Stabilität), Innovation & Industry (Erneuerung und Industrie) sowie Society & Security (Gesellschaft und Sicherheit).
Über 2.500 Personen aus 140 Ländern nahmen teil. Eine Berechnung ergab, dass bei der Anreise der Teilnehmer mit Flugzeugen, darunter ungefähr 200 Privatjets, ca. 1400 Tonnen des Treibhausgases CO2 ausgestossen wurden.
Der chinesische Ministerpräsident Li Keqiang hielt die offizielle Eröffnungsrede des Treffens. In seiner Ansprache versuchte der Premier Ängste auszuräumen, dass das Wirtschaftswachstum Chinas künftig erlahmen könne, nachdem das Wirtschaftswachstum seines Landes 2014 auf den niedrigsten Stand seit 1990 gesunken war. Li sagte für 2015 ein Wachstum der chinesischen Wirtschaft von sieben Prozent voraus und bezeichnete dies als «neue Normalität», bei der die Steigerungsraten niedriger ausfielen, aber stabiler seien. Der chinesische Premier warb in Davos zugleich um internationale Investoren und kündigte für sein Land Reformen bei Eigentumsrechten, Rechtsstandards und Marktzugangsbeschränkungen an. Li nannte hier auch eine schrittweise Freigabe des Yuan und die Förderung von privatem Unternehmertums in der chinesischen Bevölkerung zur Ankurbelung der Inlandsnachfrage.
Zu den sechs Co-Vorsitzenden des Treffens zählten Eric Schmidt, Executive Chairman von Google sowie Jim Yong Kim, Präsident der Weltbank.
In seiner Rede lobte der französische Präsident Hollande das EZB-Programm zum Aufkauf von Staatsanleihen und bezeichnete es als Aufforderung, bei künftigen Reformen innerhalb der EU mutiger zu sein, um Wachstums- und Beschäftigungshemmnisse zu beseitigen. Zugleich bezeichnete Hollande die Steigerung des Wirtschaftswachstums innerhalb der EU als vorrangig und erklärte, das EZB-Programm werde die Finanzierung für europäische Unternehmen erleichtern und die wirtschaftlichen Rahmenbedingungen verbessern.
Mit dem Anschlag auf Charlie Hebdo vom 7. Januar 2015 sei nicht nur Frankreich angegriffen worden, sondern die Fundamente jeder freien Gesellschaft, erklärte der französische Präsident. Hollande forderte die Wirtschaft auf, sich am Kampf gegen den Terror zu beteiligen, und hob die Verantwortung von Internetkonzernen und Banken hervor, um den Terrorismus von seinen Ressourcen abzuscheiden. Er forderte in diesem Zusammenhang, die Überwachung von Unternehmensnetzwerken und des Internets auszuweiten. Hollande warnte die anwesenden Unternehmer: «Alimentieren Sie nicht heute eine Bestie, die Sie angreifen kann.» Zugleich sprach sich der Präsident für ein verstärktes internationales Engagement in Syrien aus und kündigte für sein Land eine Ausweitung der militärischen und humanitären Einsätze an.
Die deutsche Bundeskanzlerin Merkel betonte in ihrer Rede die Unabhängigkeit der EZB bei ihrer Entscheidung für das Aufkaufprogramm und forderte zugleich von der Politik, Wachstumsimpulse durch «vernünftige Rahmenbedingungen» zu setzen. Merkel warnte davor, dass die Flut an Liquidität die wirkliche ökonomische Lage von einzelnen Staaten verdecken könne. Staaten, die schon in der andauernden Niedrigzinsphase ihre Haushaltsprobleme nicht lösen könnten, sagte sie Probleme für den Fall einer Normalisierung des Zinsniveaus voraus und nannte die Aufhebung der Euro-Bindung beim Schweizer Franken als Beispiel einer Normalisierung. Zur Eurokrise sagte die Kanzlerin: «Sie haben wir einigermaßen im Griff, überwunden aber ist sie nicht. Europa hat noch nicht ausreichend Vertrauen und noch nicht ausreichend Wettbewerbsfähigkeit zurückgewonnen.» Für Deutschland kündigte sie eine Fortsetzung des Spar- und Reformkurses an. Ausdrücklich lobte Merkel den Reformfortschritt in Italien. Sie warb auch für das geplante Freihandelsabkommen TTIP mit den Vereinigten Staaten und erklärte, ein «großes Plädoyer» für Freihandelsabkommen abgeben zu wollen. Merkel nannte die Abkommen eine «einzigartige Chance», Wachstumsmöglichkeiten durch den Abbau transatlantischer Handelshemmnisse zu vergrößern und europäische Standards beim Umwelt- und Verbraucherschutz durchzusetzen. Merkel kündigte eine Aufholjagd Europas bei der Digitalisierung an.
Der amerikanische Aussenminister Kerry rief in seiner Rede beim Jahrestreffen die Anwesenden zur Einigkeit auf: «Wir müssen dem Terrorismus zeigen, dass wir immer stärker werden, je mehr man uns versucht zu trennen.» Zugleich müsse man die Faktoren verstehen lernen, die Menschen in den Terrorismus führten, so Kerry weiter. Der Aussenminister betonte weiterhin den Unterschied zwischen Verstehen und Akzeptanz und erklärte, es gebe keinen Grund, der Terror rechtfertigen könne. In einer emotionalen Rede schilderte Kerry persönliche Eindrücke von Gräueltaten des IS, die er bei Besuchen in betroffenen Gebieten erhalten habe. Den «IS zu besiegen» sei eine zentrale Herausforderung, so der Aussenminister weiter, der die internationalen Maßnahmen und Absprachen zur Bekämpfung der Terrorgruppe ausdrücklich lobte. Das Vorgehen der nigerianischen Terrorgruppe Boko Haram, ganze Landstriche zu erobern und zu halten, beschrieb er als ein neues Phänomen. Von der internationalen Staatengemeinschaft forderte Kerry, mehr Mittel zur Terrorbekämpfung zur Verfügung zu stellen. Der amerikanische Aussenminister warnte davor, Muslime unter Generalverdacht zu stellen: «Der größte Fehler wäre, Muslime kollektiv zu beschuldigen. Der gewalttätige Extremismus macht sich in allen Gegenden der Welt und in allen Religionen breit.» Von Unternehmen und Konzernen forderte der US-Aussenminister stärkere Unterstützung im politischen Kampf gegen den Terror. So müsse die Jugendarbeitslosigkeit verringert und die Möglichkeiten zur beruflichen Bildung verbessert werden, um dem Terrorismus den Nährboden zu entziehen. Dazu brauche man die Privatwirtschaft, so Kerry weiter.
Aus Russland war im Vorfeld des Treffens berichtet worden, dass Präsident Putin und Ministerpräsident Medwedew 2015 nicht nach Davos reisen würden. Stattdessen nahmen die russischen Regierungsmitglieder Igor Schuwalow (seit 2008 Erster Vize-Ministerpräsident) und Arkadi Dworkowitsch (seit Mai 2012 einer der Vize-Ministerpräsidenten) an dem Treffen teil. Während einer Podiumsdiskussion erklärte Schuwalow, dass Sanktionen gegenüber Russland wirkungslos bleiben würden. Sie seien der Versuch, Russland in eine Ecke zu drängen und zu bevormunden. Dem werde sein Land nicht nachgeben, so Schuwalow weiter. Seinem Hinweis, dass westliche Freiheiten in Russland bereits seit der Zarenzeit unter Katharina der Großen zwangsläufig zu Chaos führen würden, was sich auch nach Glasnost und Perestroika unter Gorbatschow bestätigt habe, wurde auch von russischen Diskussionsteilnehmern widersprochen. Der ehemalige russische Finanzminister Kudrin nannte Gorbatschows Reformen notwendig, da die sowjetische Führung das Land vorher durch Inkompetenz abgewirtschaftet habe. Ursache der russischen Probleme sei nicht ein Übermass an Freiheit, sondern weiterhin unterentwickelte Institutionen, schilderte Kudrin. Schuwalow gestand ein, dass die Lage in seinem Land «sehr schwierig» sei, und widersprach zugleich Gerüchten, seine Regierung werde die Unabhängigkeit der russischen Zentralbank beenden oder Währungskontrollen einführen. Er sagte eine weitere Intensivierung der wirtschaftlichen Kooperation mit China voraus.
Der ukrainische Präsident Poroschenko verkürzte aufgrund des Wiederaufflammens der militärischen Auseinandersetzungen in der Ostukraine («Donbass») seine Anwesenheit auf lediglich den ersten Tag. In einer Rede verglich Poroschenko das russische Vorgehen mit Terroranschlägen islamistischer Attentäter und forderte von den europäischen Staaten Solidarität. Er erklärte, die Ukraine sei «komplett europäisch» und kämpfe «für die europäische Einheit und für die europäischen Werte». Russland sei als Aggressor mit mehr als 9000 Soldaten und 500 Panzern in die Ukraine eingerückt, so Poroschenko weiter. Während seiner Rede hielt der ukrainische Präsident ein zerschossenes Blech in die Runde und gab an, dies stamme von einem Passagierbus, der unter russischen Raketenbeschuss geraten sei. Nach Angaben Poroschenkos befürwortet eine breite Mehrheit der ukrainischen Bevölkerung die Westintegration ihres Landes und mehr als 50 Prozent einen Beitritt zur NATO. Zur Unterstützung seines Landes forderte der Präsident von der internationalen Gemeinschaft Kredite. Nach einem Treffen mit Poroschenko sagte die IWF-Chefin Lagarde ihre Unterstützung zu.
Hohe Resonanz rief Google-Chairman Eric Schmidt mit seiner Prognose zum «Verschwinden des Internets» hervor. Auf einer Podiumsdiskussion, an der auch Microsoft-CEO Satya Nadella, Facebook-COO Sheryl Sandberg, Yahoo-Chefin Marissa Mayer und Vodafone-CEO Vittorio Colao teilnahmen, erklärte Schmidt, dass das Internet so in den menschlichen Alltag integriert sein werde, dass es künftig nicht mehr als solches spürbar sein werde. Nach Schmidt werde die «Grenze zwischen dem Online- und Offline-Sein» verschwinden.
Die unabhängige Nicht-Regierungs-, Entwicklungs- und Katastrophenschutzhilfeorganisation Oxfam wies anlässlich der Konferenz auf die zunehmende Auseinanderentwicklung von Einkommen («Einkommensschere») und Vermögensverteilung innerhalb der Weltbevölkerung («2016 besitzt 1 Prozent der Weltbevölkerung mehr als der gesamte Rest») sowie auf die umfangreiche Lobbyarbeit der Vermögenden und ihrer Institutionen unter massivem Geldeinsatz hin. Winnie Byanyima, amtierende Geschäftsführerin von Oxfam International, nahm ebenfalls als Co-Vorsitzende an dem Treffen teil. Nach einer Diskussion zum Thema prognostizierte die Mehrheit der Anwesenden, die Ungleichheit auch in den Industrieländern werde weiter zunehmen.
Der amerikanische Investor und Dollar-Multi-Milliardär George Soros kritisierte gegen Schluss der Veranstaltung, dass das am 22. Januar von der Europäischen Zentralbank (EZB) verkündete «Expanded asset purchase programme» (erweitertes Programm zum Ankauf von Vermögenswerten) zum Ankauf von europäischen Staatsanleihen die weltweite Spaltung zwischen Arm und Reich verstärken, vor allem Aktionäre massiv unterstützen sowie die Löhne weiter unter Druck halten werde.
Das Treffen ging mit Beratungen zu Krisenbewältigungen sowie der Suche nach Möglichkeiten zur Reduzierung der zunehmenden weltweiten Armut und nach weiterem Wirtschaftswachstum zu Ende.

#### 46. Jahrestreffen 2016

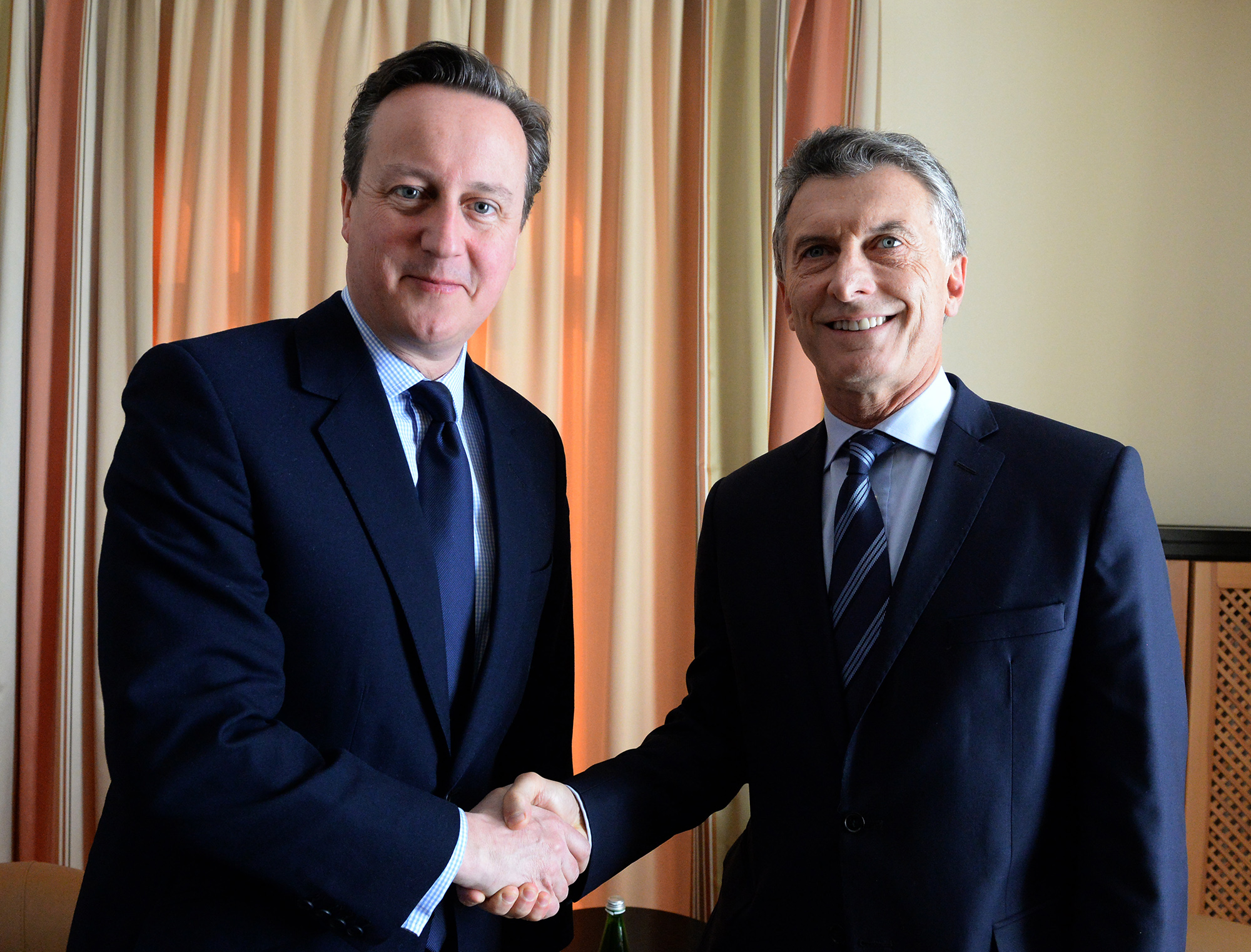
Der britische Premier David Cameron und der argentinische Präsident Mauricio Macri während des Jahrestreffens 2016

Das 46. Jahrestreffen fand vom 20. bis 23. Januar 2016 statt und stand unter dem Motto Mastering the Fourth Industrial Revolution (Die Vierte Industrielle Revolution meistern). Zum Treffen eingeladen waren 2795 Teilnehmer, darunter mehr als 90 Minister sowie über 40 Staats- und Regierungschefs. Nach zwölf Jahren nahm mit Joe Biden erstmals wieder ein US-Vizepräsident an dem Treffen teil. Von der US-Regierung waren zugleich Aussenminister John Kerry, Verteidigungsminister Ashton Carter, Justizministerin Loretta Lynch und Gesundheitsministerin Sylvia Mathews Burwell in Davos vertreten. Auch der britische Premierminister David Cameron nahm an dem Treffen teil.
Im Herbst 2015 hatte das Weltwirtschaftsforum an Nordkorea eine Einladung zum Jahrestreffen ausgesprochen, so dass Pjöngjang erstmals nach 18 Jahren eine Delegation für Davos angemeldet hatte. Die Delegation sollte unter der Leitung des nordkoreanischen Aussenministers Ri Su-yong stehen, der zuvor für sein Land schon Botschafter in der Schweiz und Repräsentant bei den Vereinten Nationen in Genf gewesen war. Im Zusammenhang mit einem nordkoreanischen Kernwaffentest Anfang Januar 2016 zog das Weltwirtschaftsforum seine Einladung aber zurück, da diese nach den Worten des WEF-Vorstands Rösler nicht mehr angemessen gewesen sei. Die Ausladung wurde von der nordkoreanischen Führung scharf kritisiert.
Aus Deutschland waren Finanzminister Wolfgang Schäuble und Bundespräsident Joachim Gauck angereist, der die Eröffnungsrede hielt. Thema seiner Rede war die Flüchtlingskrise in Europa. Gauck sprach sich für eine offene Debatte über die Aufnahmefähigkeit Deutschlands aus und erklärte, eine Strategie zur Begrenzung könne «moralisch und politisch sogar geboten sein, um die Handlungsfähigkeit des Staates zu erhalten» oder «die Unterstützung für eine menschenfreundliche Aufnahme der Flüchtlinge zu sichern». Sie sei daher «nicht per se unethisch», so Gauck weiter. Zugleich bezeichnete er die Aufnahme von Flüchtlingen als ein humanitäres Gebot, das nicht aus Kostengründen verweigert werden dürfe. Der Bundespräsident forderte auch eine offene Diskussion über die Probleme im Zusammenhang mit Migration und Integration, um nicht «Populisten und Fremdenfeinden das Feld» zu überlassen. Kritik äusserte er an der fehlenden Solidarität in der Europäischen Union, und vor allem in Osteuropa. «Ich kann aber nur schwer verstehen, wenn ausgerechnet Länder Verfolgten ihre Solidarität entziehen, deren Bürger als politisch Verfolgte einst selbst Solidarität erfahren haben», kritisierte Gauck.
Der deutsche Finanzminister Schäuble debattierte in Davos mit den Ministerpräsidenten Mark Rutte, Niederlande und Alexis Tsipras, Griechenland, sowie dem französischen Premierminister Manuel Valls zur «Zukunft Europas». Schäuble forderte einen neuen europäischen Marshallplan, dessen Gelder nicht nach Europa fliessen, sondern für die Versorgung von Flüchtlingen in den Nachbarstaaten Syriens und zum Wiederaufbau der vom Bürgerkrieg zerstörten Landesteile dienen sollten. Er kündigte an, dass viele Milliarden ausserhalb von Europa investiert würden, «um den Druck auf die Außengrenzen zu verringern». Das Ertrinken von Flüchtlingen an den europäischen Aussengrenzen erklärte der Finanzminister zu einer «Schande für unsere europäische Kultur und Zivilisation.» Die Krisenherde im Nahen Osten und in Afrika nannte er ein europäisches Problem: «Was dort schiefgeht, landet nicht in den USA oder in Australien, es landet in Europa.» Weil feste europäische Schlüssel zur Verteilung von Flüchtlingen zuvor gescheitert waren, sprach sich Schäuble bei der Versorgung von Flüchtlingen für eine «Koalition der Willigen» aus. Zu den Kosten der Flüchtlingskrise sagte er, dass diese Europa viel mehr kosten werde als bislang angenommen. Schäuble wiederholte in Davos seinen Vorschlag, zur Finanzierung der Flüchtlingskrise eine Benzinsteuer einzuführen. Der griechische Ministerpräsident Tsipras sprach sich gegen eine Abriegelung der europäischen Aussengrenzen aus. Sein niederländischer Kollege Rutte nannte die folgenden sechs bis acht Wochen entscheidend, um die Zuwanderung zu reduzieren.

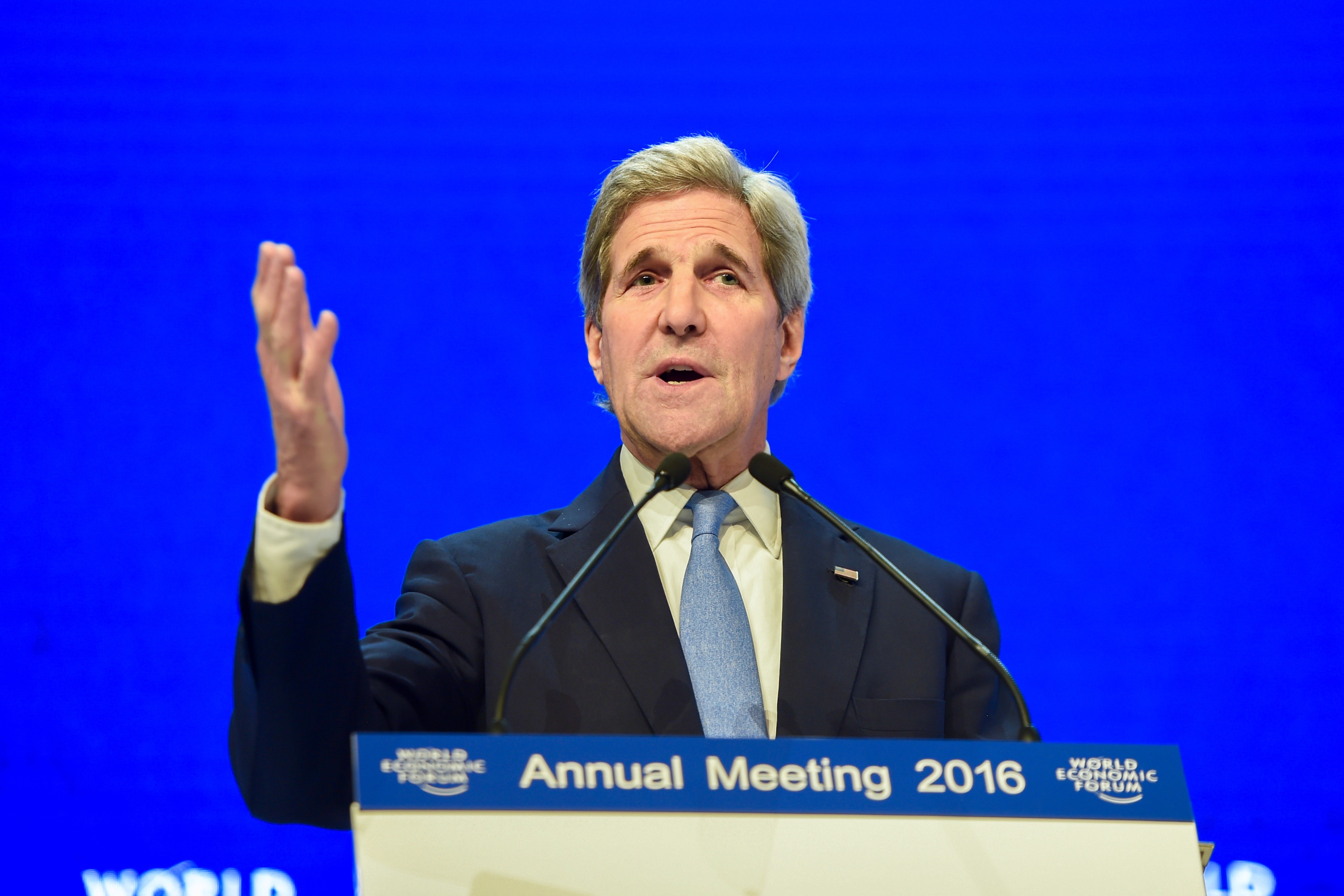
US-Aussenminister John Kerry während des Jahrestreffens 2016

Zu den von Tsipras während der Diskussion geäusserten Klagen über die Härte der Auflagen für das dritte Hilfspaket erklärte der Bundesfinanzminister, dass die getroffenen Vereinbarungen umgesetzt werden müssten. Schäuble bekräftige seine Forderung dabei durch eine Abwandlung eines Wahlkampfmottos des früheren US-Präsidenten Bill Clinton: «It’s the implementation, stupid!» Vorwürfe, er habe mit dieser Äusserung den griechischen Ministerpräsident beleidigt, wies eine Sprecherin Schäubles kurz darauf zurück. Einige ökonomische Aussagen von Tsipras führten bei Teilnehmern in Davos zu Irritationen und an den internationalen Finanzmärkten zu steigenden Renditen bei griechischen Staatsanleihen.
Der US-amerikanische Investor George Soros warnte im Zusammenhang mit der Flüchtlingskrise vor einem Auseinanderfallen Europas. Sollte es der EU nicht gelingen, sich auf eine gemeinsame Asylpolitik zu einigen, werde der Konflikt die Union sprengen, sagte Soros in Davos voraus. Der Investor verglich Europa mit einem «Kino ohne Notausgänge, in dem Feuer ausgebrochen ist.» Die Situation in Griechenland bezeichnete er als ein dauerhaftes Problem, für das es keine Lösung gebe und bei dem man sich weiter «durchwursteln» müsse. Soros beschrieb die wirtschaftliche Lage in Asien als problematisch und erklärte weiter, dass China mit hoher Wahrscheinlichkeit einen starken Wirtschaftseinbruch erleben werde. Diese Sorge um die künftige wirtschaftliche Entwicklung Chinas wurde in Davos von vielen geteilt. Die anwesenden Vertreter chinesischer Unternehmen, darunter Jiang Jianqing, Vorsitzender der Industrial and Commercial Bank of China, und Jack Ma, der Gründer und CEO der Alibaba Group, sprachen sich für eine differenziertere Beurteilung der ökonomischen Lage aus. Viele Konferenzteilnehmer äusserten sich in Davos besorgt zu den unbeabsichtigten wirtschaftlichen Folgen der Anti-Korruptionskampagne des chinesischen Staatspräsidenten Xi Jinping, welche die Finanzmärkte erschütterten. IWF-Direktorin Christine Lagarde kritisierte in diesem Zusammenhang das Kommunikationsverhalten der chinesischen Führung. «Es führt zu Unsicherheit, wenn die Märkte nicht wissen, was die Politik macht und wie das einzuschätzen ist», erklärte Lagarde auf dem Jahrestreffen. Zugleich rief sie zu mehr Geduld auf. Zur Flüchtlingskrise erklärte die IWF-Chefin, dass diese zu mehr Wirtschaftswachstum führen werde. Für Gesamteuropa nannte Lagarde ein Plus von 0,2 Prozent und für Deutschland ein Plus von 0,5 Prozent. Zugleich warnte sie vor den wirtschaftlichen Folgen für den Fall, dass das Schengener Abkommen scheitere. Lagarde kündigte in Davos ihre Kandidatur für eine weitere Amtszeit an.
Im Zusammenhang mit der vierten Industriellen Revolution forderte US-Vizepräsident Biden in einer Rede die Regierungen in Davos auf, sich auf die Kernaufgaben des Staates zu konzentrieren, um den Herausforderungen einer weiteren Digitalisierung der Gesellschaft begegnen zu können. Biden warnte im Zusammenhang mit der Digitalisierung vor Arbeitsplatzverlusten. Er betonte vor allem die Risiken für den gesellschaftliche Mittelstand, den er als «Gewebe, das die Gesellschaft zusammenhält» bezeichnete. Er forderte in diesem Zusammenhang, die Digitalisierungsgewinne durch progressive Steuergesetze gerechter zu verteilen, um den Mittelstand zu stärken und eine Spaltung der Gesellschaft zu verhindern. Die wachsende Ungleichheit zwischen Arm und Reich beschrieb Biden als Wachstumshemmnis und als Nährboden für eine Radikalisierung. Der Vizepräsident bekräftigte die Bedeutung von Bildung und Infrastruktur für die Schaffung neuer Arbeitsplätze. Gemäss seiner Verbundenheit mit der Mittelklasse beschrieb Biden sich selbst in Davos als «Mittelklassen-Joe». Auch der Gründer und Präsident des Weltwirtschaftsforums Schwab warnte vor den Gefahren einer weiteren Verschmelzung der physikalischen und digitalen Welt und erklärte zur Digitalisierung: «In ihrer pessimistischsten Form hat sie das Potential, die Menschheit zu Robotern zu machen und uns unsere Seele zu nehmen». Um dieses zu verhindern, forderte Schwab von den Teilnehmern einen größeren Willen zur aktiven Gestaltung der laufenden Veränderungsprozesse.
Im Zusammenhang mit dem Motto des Weltwirtschaftsforums, der Vierten industriellen Revolution, wurden Themen rund um künstliche Intelligenz und ihre wirtschaftlichen Möglichkeiten diskutiert. Ulrich Spiesshofer, Chef des Schweizer Konzerns ABB, Vishal Sikka, Chef des indischen IT-Dienstleisters Infosys, und Günther Oettinger, Kommissar für Digitale Wirtschaft und Gesellschaft, betonten die Chancen von intelligenten Robotern und selbstlernenden Softwareprogrammen. Das Thema künstliche Intelligenz verbanden die Vertreter der Wirtschaft mit großen Fortschritts- und Wachstumsvoraussagen. RWE-Chef Peter Terium forderte einheitliche europäische Datenschutzregeln, die Unternehmen nicht zu sehr einschränkten.

#### 47. Jahrestreffen 2017

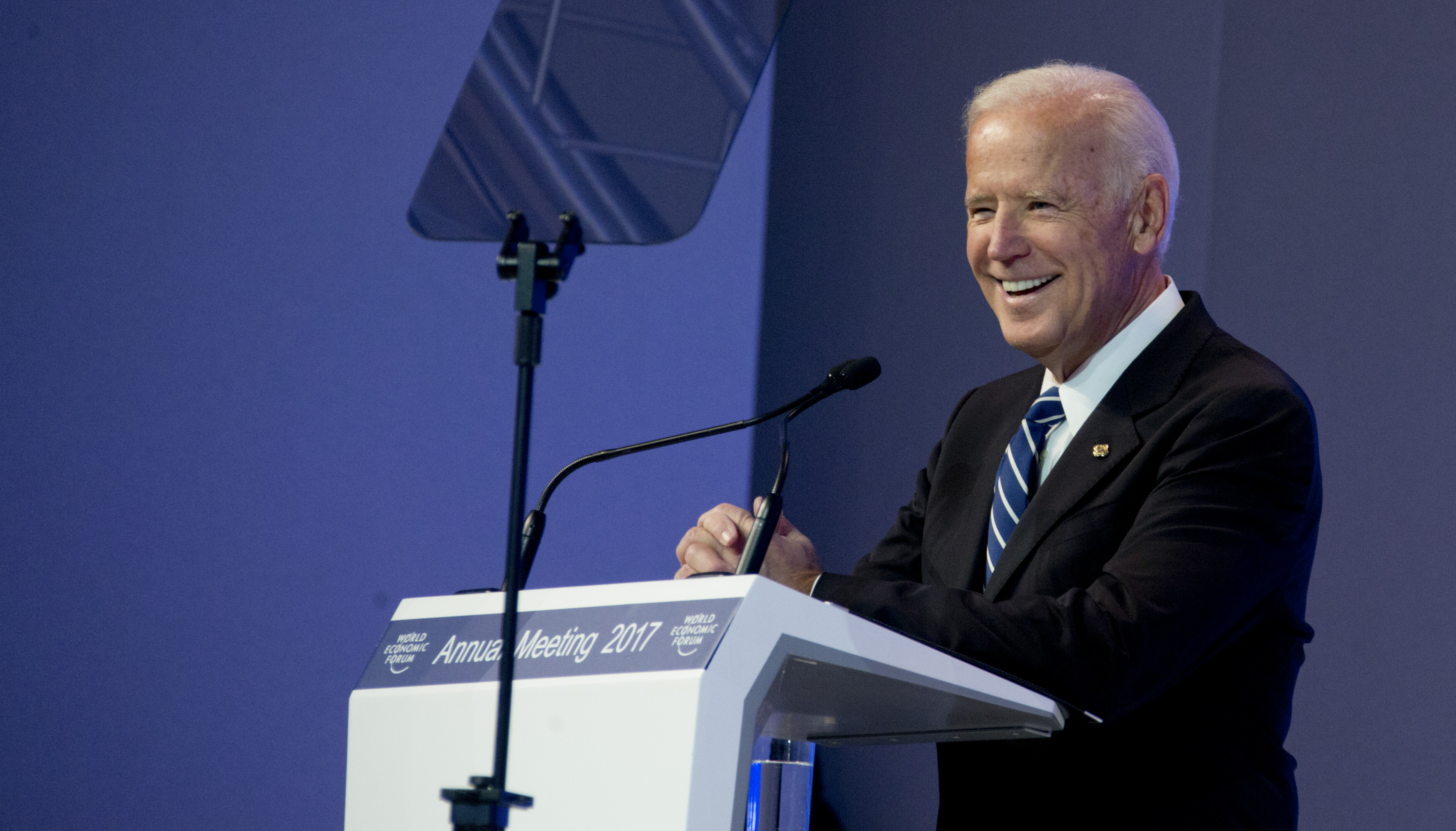
US-Vizepräsident Joe Biden während des Jahrestreffens 2017

Das 47. Jahrestreffen fand vom 17. bis 20. Januar 2017 statt und stand unter dem Motto Responsive and Responsible Leadership (Anpassungsfähige und verantwortungsvolle Führung). An dem Treffen nahmen über 3000 Besucher aus über 100 Ländern teil, darunter mehr als 40 Staats- und Regierungschefs.
Mit Xi Jinping nahm erstmals ein chinesischer Staatspräsident am Jahrestreffen teil. Xi hielt auch die Eröffnungsrede. Weitere Gäste waren der US-Vizepräsident Joe Biden und US-Aussenminister John Kerry, deren Amtszeit allerdings mit der Amtseinführung des neuen Präsidenten Donald Trump am 20. Januar 2017, dem letzten Tag des Jahrestreffens, offiziell endete. Ein Vertreter der neuen US-Administration war Anthony Scaramucci, ein früherer Hedgefonds-Manager. Von den Regierungschefs der G7-Staaten war nur die britische Premierministerin Theresa May angereist. Sie erläuterte den Teilnehmern des Jahrestreffens das Vorgehen ihrer Regierung im Zusammenhang mit dem zuvor angekündigten «harten Brexit». Beobachter beschrieben die Reaktionen auf ihren Vortrag als fast unhöflich, da die Teilnehmer von ihrer zuvor bereits in gleichem Wortlaut gehaltenen Rede enttäuscht gewesen seien. Der Londoner Bürgermeister Sadiq Khan warnte in Davos vor den Folgen eines «harten Brexits», da Unternehmen nicht einfach von London auf den Kontinent ausweichen würden, sondern nach «Hongkong, Singapur oder irgendwo sonst».
Aus Deutschland waren Finanzminister Wolfgang Schäuble und Verteidigungsministerin Ursula von der Leyen zu dem Jahrestreffen angereist. Internationale Organisationen wurden durch den neuen UN-Generalsekretär António Guterres vertreten, sowie durch die Generaldirektorin des Internationalen Währungsfonds Christine Lagarde und Jim Yong Kim, den Generaldirektor der Weltbank.
Ein zentrales Thema des Jahrestreffens war die Wahl Donald Trumps zum Präsidenten der Vereinigten Staaten. Auch die Rede des chinesischen Staatspräsidenten Xi Jinping stand im Zusammenhang mit der Wahl Trumps, obwohl er den neuen amerikanischen Präsidenten namentlich nicht erwähnte. In seiner Rede bekräftigte Xi die Unterstützung seines Landes für Globalisierung und Freihandel. Er sprach sich zugleich gegen Protektionismus aus und erklärte: «Protektionismus ist, als ob man sich in einen dunklen Raum einschließt». Xi appellierte unmittelbar an Trump: «Niemand wird als Sieger aus einem Handelskrieg hervorgehen. Wenn wir auf Schwierigkeiten stoßen, sollten wir uns nicht beschweren, anderen die Schuld geben oder weglaufen. Stattdessen sollten wir Hand in Hand gehen und uns der Herausforderung stellen». Beobachter werteten die Rede von Xi positiv, beschrieben aber zugleich die gravierenden Defizite Chinas bei der Öffnung seiner eigenen Wirtschaft, bei Menschenrechten, Zensur und beim Umweltschutz. Xi Jinpings Äusserungen wurden auch als Beleg für ein Erstarken des Landes im internationalen Vergleich gedeutet. Beobachter berichteten, die Stimmung auf der Konferenz sei von Sorgen über ein Versagen der liberalen Ordnung bestimmt gewesen.
Der italienische Finanz- und Wirtschaftsminister Pier Carlo Padoan erklärte die in vielen europäischen Staaten zu beobachtende Hinwendung bestimmter Bevölkerungsgruppen zum Populismus durch eine Desillusionierung vieler Arbeitnehmer. Diese seien enttäuscht von einem schlechten Schutz durch ihre Sozialsysteme und den geringen Zukunftschancen ihrer Kinder, so Padoan weiter, der zugleich davon sprach, dass die Ablehnung dieser Menschen gegenüber dem Establishment «die politische Landschaft dominiert». Und während die Herausforderungen offenkundig seien, fehlten Europa Visionen, wie diese Probleme durch glaubwürdige Politik gelöst werden könnten. Der frühere Chefökonom der Weltbank Larry Summers bezeichnete als Hauptgrund für die Unzufriedenheit der Menschen nicht Globalisierung oder Digitalisierung, sondern ein schweres Versagen der Politik. Hätte die Politik weltweit «nur ein Zehntel» der Energie, die zum Schutz der Patente großer Konzerne aufgewendet wurde, in die Bekämpfung der Steuerflucht investiert, wäre die Welt heute ein lebenswerterer Ort, so Summers weiter. Und in einer solchen Welt wäre auch die Mittelklasse viel einfacher von der Politik zu überzeugen. Christine Lagarde fügte hinzu, dass der Internationale Währungsfonds bereits vor Jahren vor den Folgen wachsender Ungleichheit gewarnt habe, diese Mahnungen jedoch ungehört verklungen seien. Nachdem in den Vereinigten Staaten ca. 50 Prozent statt zuvor 60 Prozent zur Mittelklasse gerechnet werden könnten, seien geringes Wirtschaftswachstum und Ungleichheit Elemente einer «Krise der Mittelklasse in den Industriestaaten».
Klaus Schwab, der Gründer und Vorsitzende des WEF, forderte in seiner Rede, dass der «Kapitalismus inklusiver» werden und das weltwirtschaftliche Wachstum einer möglichst großen Zahl von Menschen zugutekommen müsse. In diesem Zusammenhang wurden vier Themenblöcke erörtert: Wirtschaftswachstum, «Ausgleichsmechanismen zwischen den Verlierern und den Gewinnern in einer Marktwirtschaft», Digitalisierung und gerechtere Märkte.

#### 48. Jahrestreffen 2018

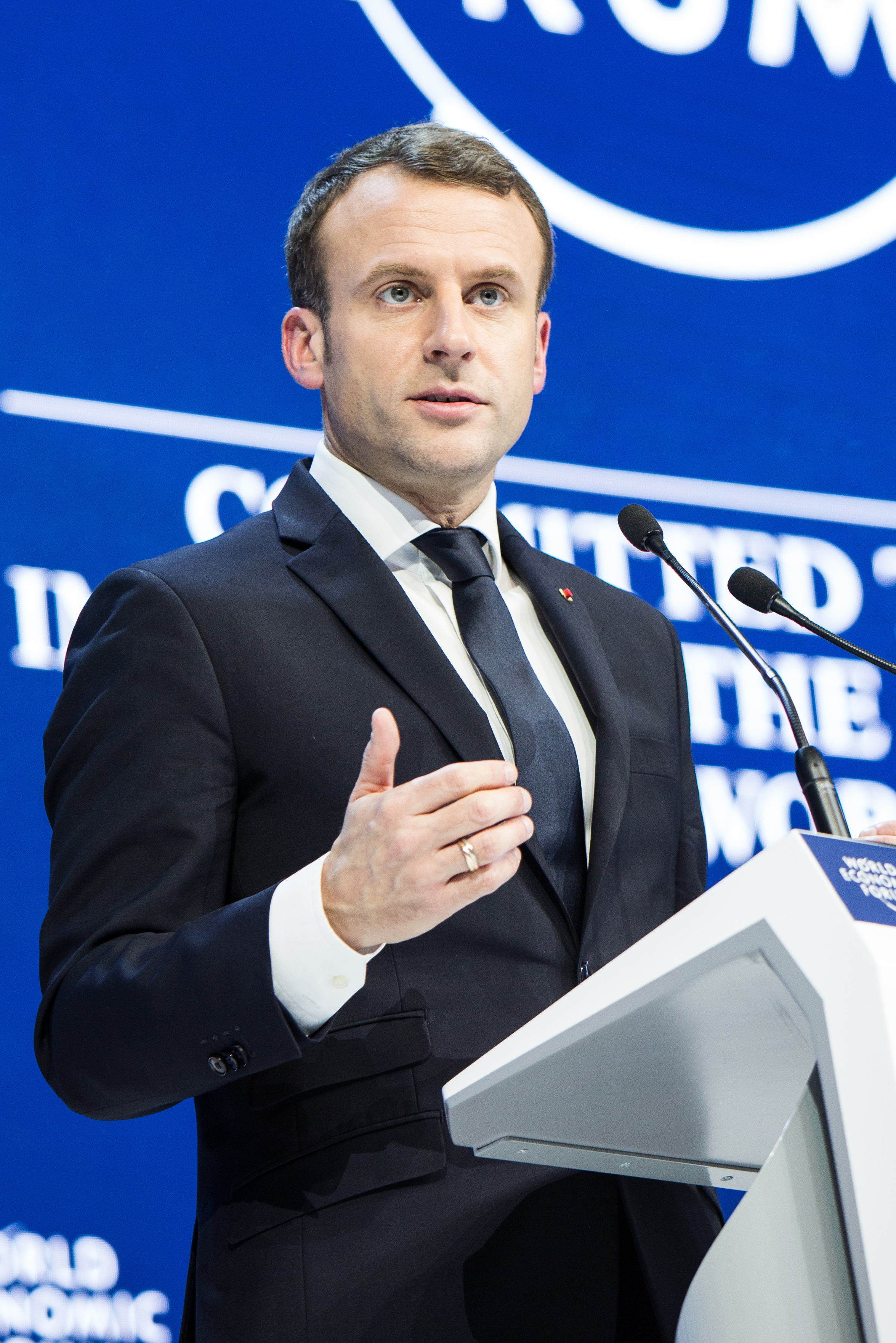
Der französische Staatspräsident Emmanuel Macron

Das 48. Jahrestreffen fand vom 23. bis 26. Januar 2018 statt. Es zählte mehr als 3000 Teilnehmer, darunter mehr als 70 Staats- und Regierungschefs, ein neuer Rekord. Es stand unter dem Motto Creating a Shared Future in a Fractured World («Für eine gemeinsame Zukunft in einer fragmentierten Welt»). Schwerpunkte des Treffens waren Umweltprobleme (z. B. Artensterben oder Wetterextreme) sowie Cyberattacken, politische Krisen und wirtschaftliche Ungleichheit. Der Gründer des WEF, Klaus Schwab, appellierte im Vorfeld angesichts «der Chance wirtschaftlicher Erholung» an Staats- und Regierungschefs, «entschlossen und gemeinsam gegen komplexe Probleme in allen Bereichen vorzugehen».
Laut Konferenzleiter Schwab stammte ein Drittel der über 3000 Teilnehmer aus Entwicklungs- und Schwellenländern.
Während des Forums waren bis zu 5000 Soldaten im Einsatz, davon 1100 aus Österreich. Der Luftraum über Davos wurde in einem Umkreis von 50 Kilometern gesperrt. Gäste und Redner waren US-Präsident Donald Trump, Frankreichs Staatspräsident Emmanuel Macron, Italiens Ministerpräsident Paolo Gentiloni, die britische Premierministerin Theresa May, Spaniens König Felipe VI., EU-Kommissionschef Jean-Claude Juncker, die Chefin des Internationalen Währungsfonds Christine Lagarde, Indiens Premierminister Narendra Modi, Alphabet-Präsident Eric Schmidt, JPMorgan-Chase-CEO James Dimon, Alibaba-CEO Daniel Zhang, die Schauspielerin Cate Blanchett und der Musiker Elton John.
Zur Delegation des US-Präsidenten gehörten nach Angaben des Weissen Hauses Aussenminister Rex Tillerson, Handelsminister Wilbur Ross, Arbeitsminister Alexander Acosta, Verkehrsministerin Elaine Chao, Energieminister Rick Perry und die Ministerin für innere Sicherheit Kirstjen Nielsen.
Weitere Delegationsmitglieder waren Handelsbeauftragter Robert Lighthizer, Thomas Bossert, Assistent des Präsidenten für Sicherheit und Terrorabwehr, Chefberater und Schwiegersohn des Präsidenten Jared Kushner und Mark Andrew Green, Administrator der US-Agentur für internationale Entwicklung. Die Delegation wurde von Finanzminister Steven Mnuchin angeführt.
Ein zentrales Thema des Treffens war die Teilnahme des seit einem Jahr amtierenden US-Präsidenten Donald Trump, der am 9. Januar 2018, 14 Tage vor Beginn der Veranstaltung, seine Einladung angenommen hatte. Medien spekulierten, dass die Zusage durch Trumps Trennung von seinem früheren Chefberater Stephen Bannon begünstigt wurde, der das WEF als «Hort der feigen globalen Elite» beschrieben hatte. Es gab auch Berichte, dass Donald Trump von Emmanuel Macron in einem Telefonat zur Teilnahme bewegt worden sei. Trump gab durch seine Sprecherin Sarah Huckabee Sanders an, er wolle in Davos seine «America First»-Politik voranbringen.
In Davos nahm Trump erstmals am WEF teil. Als Geschäftsmann hatte er allerdings bereits im Jahr 2002 das WEF in New York besucht, berichtete der deutsche Unternehmer und WEF-Mitgründer Ulrich L. Bettermann. Einen amtierenden US-Präsidenten als Teilnehmer des WEF hatte es vor Donald Trump nur einmal mit Bill Clinton im Jahr 2000 gegeben.
Kanadas Regierungschef Justin Trudeau verkündete den Abschluss eines neuen Freihandelsvertrags für den pazifischen Raum (ohne die Vereinigten Staaten), und der Schweizer Präsident Alain Berset warnte vor Misstrauen in Multilateralität und Freihandel: Furcht sei «kein Treibstoff für Innovationen».
US-Präsident Donald Trump – wenn auch gerade er als Symbol einer «Welt der Fragmentierung» mit nationalistischer und protektionistischer Rhetorik gesehen werden konnte – erhöhte kurz vor dem WEF die US-Zölle auf Waschmaschinen und Solarzellen, von denen ein Großteil in China und Südkorea produziert werden.
In ihrem alljährlich vor dem WEF-Jahrestreffen veröffentlichten Bericht Reward Work, not Wealth («Belohnt Arbeit, nicht Vermögen») warnte die Entwicklungsdachorganisation Oxfam vor weiter zunehmender weltweiter Ungleichheit: 82 Prozent des 2017 neu erwirtschafteten Vermögens seien an das reichste Prozent der Weltbevölkerung geflossen; dieses besitze damit mehr als die anderen 99 Prozent zusammen, während 2002 dieser Wert noch bei 43 Prozent gelegen habe.

#### 49. Jahrestreffen 2019

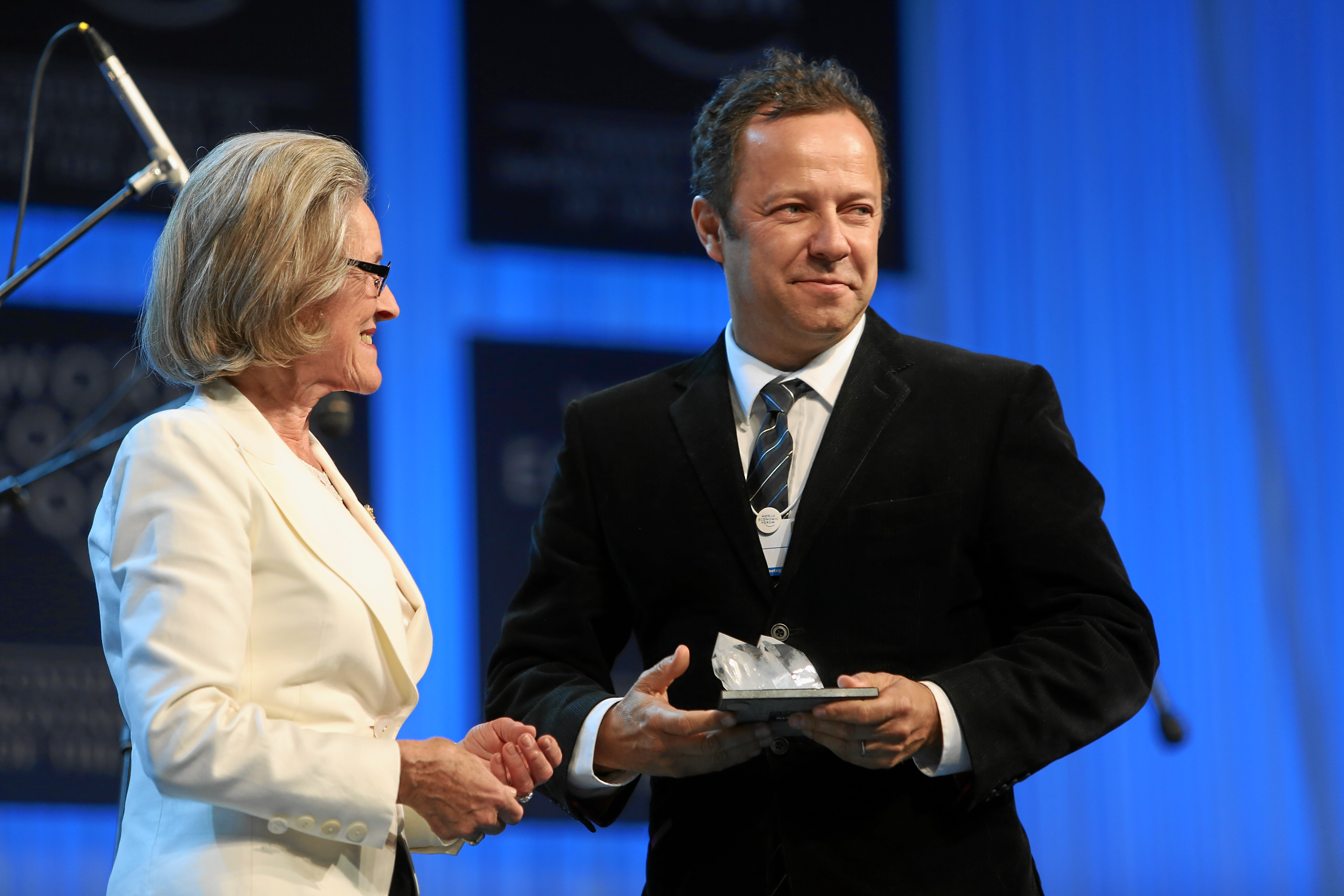
Hilde Schwab verleiht den jährlichen Crystal Award an Vik Muniz

Das 49. Jahrestreffen in Davos wurde am 22. Januar 2019 zum Thema Globalization 4.0: Shaping a Global Architecture in the Age of the Fourth Industrial Revolution (Globalisierung 4.0: Gestaltung einer globalen Architektur im Zeitalter der vierten industriellen Revolution) eröffnet. Das Treffen hatte 3000 Teilnehmer aus 110 Ländern und umfasste 400 Vorträge und Workshops. Die Anzahl der Gäste lag damit auf dem Niveau des Vorjahres.
Die Schwerpunkte der Veranstaltung waren die Finanzkrise, Handelskriege, wirtschaftliche Ungleichheit sowie der Klimawandel. Das gewählte Thema der Globalisierung 4.0 werteten Beobachter als einen Versuch, die Umgestaltung der Gesellschaft im technologischen Wandel zu diskutieren. «Die nie da gewesene Geschwindigkeit der technologischen Modernisierung bedeutet, dass unsere Systeme der Gesundheit, Kommunikation, Produktion, Verteilung und Energie – um nur einige zu nennen – vollständig umgestaltet werden», sagte Klaus Schwab, der Gründer des WEF auf der Veranstaltung. Das Konzept der vierten industriellen Revolution wurde erstmals 2016 auf der Jahrestagung des Weltwirtschaftsforums 2016 thematisiert.
Wenige Tage vor dem Jahrestreffen erschien der jährliche Risikobericht des Weltwirtschaftsforums, der als Diskussionsvorschlag für die Veranstaltung gewertet wurde. Über 90 Prozent der Befragten rechneten mit wirtschaftlichen Auseinandersetzungen zwischen wichtigen Staaten. «In vielen Ländern ist die Polarisierung auf dem Vormarsch. In manchen Fällen fasern die sozialen Verträge aus, die die Gesellschaften zusammenhalten», erklärte Børge Brende, der Präsident des WEF.
Zu den prominentesten Gästen des Treffens gehörten neben der deutschen Bundeskanzlerin Angela Merkel, der japanische Ministerpräsident Shinzō Abe, der chinesische Vizepräsident Wang Qishan, der brasilianische Staatspräsident Jair Bolsonaro, die Chefin des Internationalen Währungsfonds Christine Lagarde und die Facebook Co-Geschäftsführerin (COO) Sheryl Sandberg.
Die Eröffnungsrede hielt der Schweizer Bundespräsident Ueli Maurer am Dienstag, nach einer Rede von WEF Gründer Klaus Schwab. Am Nachmittag hielt der seit Jahresbeginn 2019 regierende brasilianische Präsident Jair Bolsonaro seine erste offizielle Rede in Europa. Diesen Auftritt hatten Beobachter mit Spannung erwartet, weil Bolsonaro seit seinem Amtsantritt widersprüchliche politische Signale gegeben hatte.
Die Teilnahme einer US-Delegation mit US-Präsident Trump wurde wegen des Government Shutdowns abgesagt und durch eine Rede von Aussenminister Mike Pompeo per Live-Schaltung ersetzt. Er verteidigte die amerikanische Aussen- und Handelspolitik und nannte die Disruption eine positive Entwicklung.
Ihre Teilnahme sagten auch die britische Premierministerin Theresa May wegen des ungeklärten «Brexits» ab und der französische Staatspräsident Emmanuel Macron aufgrund der Auseinandersetzungen mit der Gelbwestenbewegung. Das Fehlen wichtiger europäischer Staatschefs und eine Teilnahme von Autokraten wie İlham Əliyev hinterfragte der Schweizer Tages-Anzeiger kritisch; das WEF betonte dagegen seine Offenheit als Raum für Dialog, in dem alle Teilnehmer verpflichtet seien, sich «auch mit den offiziellen Themen auseinander[zu]setzen».
Deutschland wurde neben Merkel auch durch die Verteidigungsministerin Ursula von der Leyen vertreten. UNO-Generalsekretär António Guterres sprach in seiner Rede den Klimawandel als drängendstes Problem an und sprach sich für einen stärkeren Multilateralismus aus, der die Voraussetzung sei, um den Klimawandel als drängendstes Problem zu lösen. Der britische Prinz William interviewte den Naturforscher David Attenborough, der betonte, dass es schwieriger geworden sei, die Aufmerksamkeit der Öffentlichkeit auf die Natur und Fragen des Naturschutzes zu lenken.
Als einen der Höhepunkte der Veranstaltung werteten Beobachter die Rede des US-amerikanischen Philanthropen und Investors George Soros. Soros bezeichnete Chinas Präsident und Staatschef Xi Jinping als den «gefährlichsten Gegner offener Gesellschaften» und hielt ihm vor, mit Künstlicher Intelligenz (KI) einen Überwachungsstaat aufbauen zu wollen. Seine Rede wurde in Davos unter vielen Teilnehmern diskutiert.
Ein neues Thema auf diesem Treffen war die sogenannte «Vertrauenskrise» in der Technologie-Branche bedingt durch zahlreiche Datenskandale wie Cambridge Analytica. «Wir stecken tief in einer Vertrauenskrise», sagte der Vorstandschef eines amerikanischen Technologie-Unternehmens. «Vertrauen ist im Moment das wichtigste Thema der Branche», sagte Eileen Donahoe von der amerikanischen Denkfabrik Global Digital Policy Incubator auf dem Treffen. In diesem Zusammenhang stand auch die Aussage der Facebook Co-Geschäftsführerin (COO) Sheryl Sandberg: «Bitte vergessen Sie nicht, wie viel Gutes wir tun». Diese Aussage werteten Beobachter als Ausdruck einer Verunsicherung. Teilnehmer warnten vor der Gefahr, dass Europa als Folge zu starker Regulierung Innovation verhindern und so in dem Technologiewettlauf mit den Vereinigten Staaten und China weiter verlieren könnte.

#### 50. Jahrestreffen 2020
Das 50. WEF fand zwischen dem 21. und 24. Januar 2020 wiederum in Davos-Klosters statt. Es stand unter dem Motto «Stakeholders for a Cohesive and Sustainable World» («Akteure für eine kohärente und nachhaltige Welt») und erwartet wurden erneut ca. 3000 Teilnehmer. Das Treffen wollte – bereits zum vierten Mal – klimaneutral organisiert sein. Themen waren z. B. die Auswirkungen und Potentiale des neuen Mobilfunkübertragungsstandards 5G, Deepfakes, die spezifische Mobilität von Frauen, die «skandalöse» Kobalt-Schürfung («wir brauchen eine ethische Batterie»), unternehmerische Möglichkeiten zu Deeskalation des US-amerikanisch/chinesischen «Handelskriegs», die Beseitigung finanzieller und politischer Hürden für eine «Zukunft mit sauberer Energie» sowie eine technologische Marktführerschaft Europas.
Wenige Tage vor dem Jahrestreffen erschien der jährliche Global Risk Report des Weltwirtschaftsforums als Arbeitsgrundlage für das Treffen. Das «Scheitern des Klimaschutzes und der Anpassung an den Klimawandel» wurden als langfristiges Hauptrisiko genannt. Erstmals in der fünfzehnjährigen Geschichte des wohl wichtigsten Berichts über globale Risiken belegten die Gefahren des Klimawandels, der Verlust der Biodiversität und damit verbundene Umweltrisiken einige der zehn Spitzenplätze der wahrscheinlichsten Bedrohungen im kommenden Jahrzehnt. Die kurzfristigen Auswirkungen des Klimawandels könnten sich demnach zu einem «planetarischen Notfall» summieren, der Todesfälle, soziale und geopolitische Spannungen sowie negative wirtschaftliche Auswirkungen mit sich bringen werde.
Die schwedische Klimaaktivistin Greta Thunberg von Fridays for Future kündigte über ein Interview im britischen Guardian an, mit ihrer Bewegung in Davos «die Staats- und Regierungschefs aufzufordern, die Wirtschaft mit fossilen Brennstoffen aufzugeben»; WEF-Gründer Klaus Schwab verwahrte sich in einem Interview dagegen, das Treffen in Davos von Klimaaktivisten instrumentalisieren zu lassen. Zusammen auf dem Podium mit drei weiteren jungen Aktivisten aus Kanada, Puerto Rico und Sambia begann Thunberg ihre Teilnahme mit dem Ignorieren einer Panelfrage und forderte die anwesenden Journalisten stattdessen auf, endlich über den aktuellen IPCC-Report über die Erderwärmung zu berichten und zitierte Zahlen zum CO2-Budget aus dem Bericht mit Betonung der sozialen Komponente im Klimaschutz (Klimagerechtigkeit für Menschen in weniger begünstigten Gegenden der Welt).

#### 51. Jahrestreffen 2021
Aufgrund der COVID-19-Pandemie in Europa wurde das Treffen 2021 auf den 25. bis 28. Mai nach Singapur verlegt, infolge der weltweiten gestiegenen Fallzahlen jedoch abgesagt; bereits vom 25. bis 29. Januar fand ein virtuelles Treffen unter dem Namen Davos Agenda statt.

#### 52. Jahrestreffen 2022
Das Forum fand vom 22. bis 26. Mai 2022 in Davos statt und stand unter dem Motto «Working Together, Restoring Trust». Auf der Agenda standen der Klimanotstand, die Ernährungskrise, die Unsicherheit hinsichtlich der Energie, der digitale Umbruch, die Inflation, Gesundheitskrisen sowie die politischen, humanitären und wirtschaftlichen Konsequenzen des Ukraine-Kriegs. Unter den mehr als 2200 Teilnehmern waren Olaf Scholz und Robert Habeck (Bundeskanzler bzw. Wirtschafts- und Klimaschutzminister Deutschlands), Pedro Sánchez (Ministerpräsident Spaniens), Andrzej Duda (Präsident Polens), Tamim Bin Hamad Bin Khalifa Al Thani (Emir von Katar), rund 50 Finanzminister, Vorsitzende internationaler Organisationen und politischer Organe wie Christine Lagarde (IWF), Ursula von der Leyen (Europäische Kommission) und Jens Stoltenberg (NATO). Zudem kamen Bill Gates, Al Gore und George Soros, fast alle Schweizer Bundesräte und viele Vorsitzende von Schweizer Unternehmen. Die Regierungschefs der Vereinigten Staaten und der Volksrepublik China fehlten. Russland wurde komplett ausgeladen, hingegen waren der Bürgermeister von Kiew, Vitali Klitschko sowie sein Bruder, Wladimir Klitschko, anwesend; der ukrainische Präsident Wolodymyr Selenskyj wurde zur Eröffnung per Video zugeschaltet.

#### 53. Jahrestreffen 2023
Das Forum fand vom 16. bis 20. Januar 2023 in Davos statt und stand unter dem Motto «Zusammenarbeit in einer fragmentierten Welt». Grundgedanke des Programms ist die Annahme, dass die aktuellen weltweiten Krisen durch «größere systemische Mängel» verursacht sind, die nach Überzeugung der Veranstalter nur in einem öffentlich-privaten Dialog bewältigt werden können.
Zum Abschluss des Treffens begrüsste der Harvard-Ökonom Lawrence Summers die aktuellen US-Subventionen in grüne Technologien («Inflation Reduction Act»), es dürfe jedoch nicht darum gehen, andere Länder zu schädigen, sondern der besten grünen Technologien zum Durchbruch zu verhelfen. Der französische Wirtschaftsminister Bruno Le Maire plädierte dafür, darauf zu achten, dass der Streit über solche Subventionen die Welt nicht noch weiter zersplittert. In der Debatte zum mögliche Ende der marktgetriebenen Globalisierung vertrat er die Ansicht, dass die Welt in eine Ära der politisch-machtgetriebenen Globalisierung eingetreten ist.

#### 54. Jahrestreffen 2024
Das Forum fand vom 15. bis 19. Januar 2024 in Davos statt und stand unter dem Motto «Rebuilding Trust» (deutsch Vertrauen wieder aufbauen). Gemeint waren die drei wesentlichen Ebenen «Vertrauen in die Zukunft, innerhalb von Gesellschaften und zwischen den Staaten». Zu den Gesprächen wurden Vertreter von mehr als einhundert Regierungen und der Zivilgesellschaft sowie der jungen Generation, die wichtigsten internationalen Organisationen, Unternehmen, Experten, Sozialunternehmer und die Medien erwartet. Die vier Hauptthemen der Tagesordnung waren: «Sicherheit und Zusammenarbeit in einer zersplitterten Welt erreichen», «Wachstum und Arbeitsplätze für ein neues Zeitalter schaffen», «Künstliche Intelligenz als treibende Kraft von Wirtschaft und Gesellschaft» sowie «eine Langfriststrategie für Klima, Natur und Energie».

#### 55. Jahrestreffen 2025
Das Forum fand vom 20. bis 24. Januar 2025 in Davos statt.

## Liste der Vorsitzenden des WEFs
- 1971–2025: Klaus Schwab (* 1938)
- April–August 2025 ad int.: Peter Brabeck-Letmathe (* 1944)
- ab August 2025 ad int.: Laurence Douglas Fink (* 1952) und André Hoffmann (* 1958)

## Kritik
Das Weltwirtschaftsforum ist immer wieder Ziel öffentlicher Kritik und Demonstrationen. Von Globalisierungskritikern wird das WEF als neoliberale Organisation angesehen, daher zieht es die Aufmerksamkeit zahlreicher linker Gruppen auf sich – ähnlich wie der G8-Gipfel oder die WTO wird das WEF als «Symbol des Kapitalismus» betrachtet. Ende der 1990er-Jahre gerieten das Forum, der G8-Gipfel, die Weltbank, die WTO und der IWF unter die massive Kritik von Globalisierungskritikern, deren Meinung nach Kapitalismus und Globalisierung die Armut verstärken und die Umwelt zerstören.
Das Weltwirtschaftsforum und sein jährliches Treffen in Davos werden zusammenfassend in folgenden Punkten kritisiert:
- Klaus Schwab und weitere führende Mitarbeiter hätten Untergebene belästigt und Fehlverhalten am Arbeitsplatz verübt.
- Es entstünden öffentliche Kosten für Sicherheit, gleichzeitig würden hunderte Millionen Schweizer Franken an Finanzreserven gebildet und keine Bundessteuern bezahlt.
- Es handele sich um Treffen einer wohlhabenden globalen Elite ohne Bindung an die Mehrheit der Gesellschaft. Mit dem Ziel noch reicher zu werden, während es allen anderen Menschen immer schlechter geht.
- Entscheidungsprozesse seien undemokratisch.
- Es mangele an finanzieller Transparenz.
- Demokratische Strukturen und Institutionen würden vereinnahmt.
- Auswahlkriterien seien unklar.
- Der ökologische Fussabdruck seiner Jahrestagungen sei für das Klima stark belastend.
- Kritische Medien würden nicht akkreditiert.
- Viele Aktivitäten seien lediglich institutionelle Beschönigungsinitiativen. Die Thematisierung von z. B. Umweltfragen wird gelegentlich als eine Strategie zur Verschleierung der wahren plutokratischen Ziele der Organisation kritisiert.[376][377][378]
- Globale Krisen wie die COVID-19-Pandemie würden für die Durchsetzung der eigenen Programmatik vereinnahmt.

### Demonstrationen

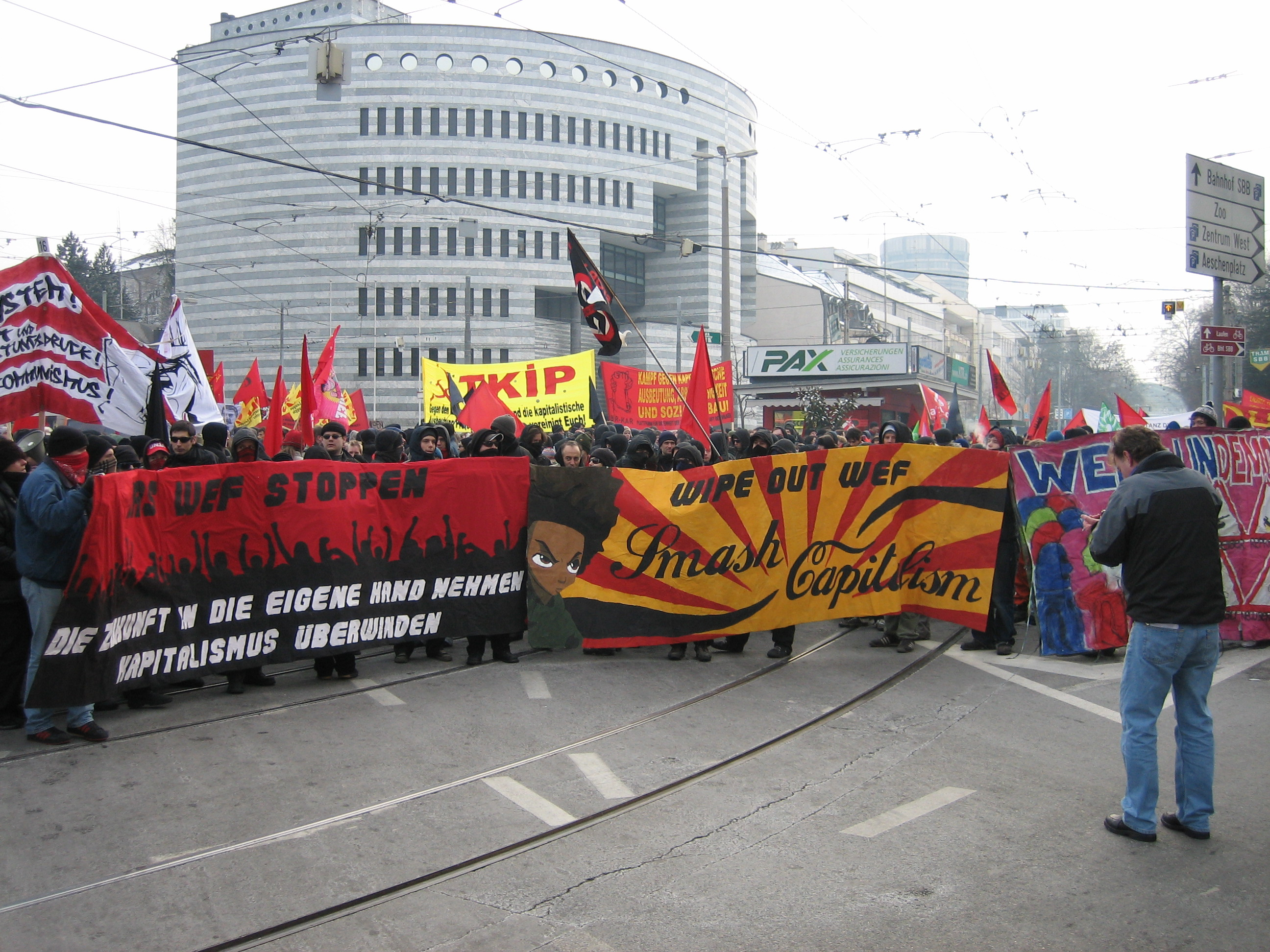
Demonstration gegen das WEF am 28. Januar 2006 in Basel

1500 Demonstranten störten im September 2000 das World Economic Forum in Melbourne, Australien, indem sie 200 Delegierten den Zutritt zu dem Treffen verwehrten.
Auch Davos war wiederholt Schauplatz von Demonstrationen gegen das Treffen von «Bonzen im Schnee» (fat cats in the snow), wie Rocksänger Bono es ausdrückte. Im Januar 2000 marschierten 1000 Demonstranten durch Davos und zerschmetterten das Schaufenster der lokalen McDonald’s-Filiale. Bruno Manser flog mit einem Gleitschirm auf Davos hinunter, da er von Klaus Schwab keine Einladung erhielt. Während des Treffens 2012 errichteten 45 Aktivisten der Occupy-Bewegung unter dem Motto «Occupy WEF» ein Iglu-Camp in Davos.
Sicherheitsmaßnahmen rund um Davos halten Demonstranten von dem Alpenurlaubsort fern, ein Großteil der Demonstrationen fand in Zürich, Bern oder in Basel statt. Nach Jahren der relativen Ruhe war 2018 auch wegen der Anwesenheit von Donald Trump demonstriert worden. Mit einer dreitägigen Strike-Winterwanderung für Klimagerechtigkeit von Landquart über Schiers zum 50. WEF im Jahr 2020 ermahnte das Bündnis Klimawanderung mit Payal Parekh und etwa 1000 weiteren Demonstrierenden der Klimabewegung die Gipfelteilnehmer und Wirtschaftsbosse zu mehr sozialer Verantwortung. Die weltweit 1000 größten Unternehmen seien maßgeblich Verursacher der Klimakatastrophe, die Pariser Klimaziele gelten auch für öffentliche Institutionen wie die Europäische Zentralbank, so Attac Deutschland; Christine Lagarde solle der EZB neue Leitlinien für Umwelt- und Klimaschutz mit sozialem Ausgleich geben.

### Vorwürfe von Fehlverhalten und Belästigung
Am 29. Juni 2024 veröffentlichte das The Wall Street Journal einen Artikel, verfasst von den Reportern Shalini Ramachandran und Khadeeja Safdar, in dem behauptet wird, dass WEF-Gründer Klaus Schwab von ehemaligen WEF-Mitarbeitern beschuldigt wird, in zwei Fällen sexuelle Belästigung begangen zu haben. Darüber hinaus behauptet eine ehemalige Mitarbeiterin, dass sie nach einer kurzen Probezeit aus ihrer Rolle als Leiterin einer Initiative für Start-ups „herausgedrängt“ wurde, nachdem sie Schwab mitgeteilt hatte, dass sie schwanger sei. Schwab sei verärgert darüber gewesen, dass sie nicht in der Lage wäre, im gleichen Tempo weiterzuarbeiten, sagten Personen, die mit dem Vorfall vertraut sind, und teilte ihr mit, dass sie für ihre neue Führungsrolle nicht geeignet sei. Ein weiterer Vorwurf war, dass Schwab die Entlassung aller Personen über 50 Jahre beim WEF angeordnet habe, was der damalige Personalchef Paolo Gallo verweigerte. Daraufhin habe Schwab Gallo angeblich entlassen. Der Artikel ging dann auf angebliches Fehlverhalten anderer hochrangiger WEF-Mitarbeiter ein, das nicht direkt mit Schwab in Verbindung stand. Der WSJ-Artikel zitierte die Reaktion des WEF auf die spezifischen Vorwürfe gegen Schwab, die die Autoren vor der Veröffentlichung des Artikels gesammelt hatten, wie folgt: „Schwab hat niemals sexuelle Annäherungsversuche gegenüber einem Mitarbeiter gemacht, und die Anschuldigungen der Frauen waren vage und falsch“ und dass „Herr Schwab sich nicht und hat sich niemals so vulgär verhalten, wie Sie es beschreiben“. Drei Tage später wurde der WSJ-Artikel separat und jeweils in den Schweizer Tageszeitungen Tages-Anzeiger und Neue Zürcher Zeitung berichtet, wobei das WEF weiter kommentierte, dass „es zutiefst enttäuschend ist, dass das WSJ nachweislich falsche Anschuldigungen gemacht hat“ und dass es eine Null-Toleranz-Politik für derartiges Fehlverhalten gebe.
In der Folge dieser Enthüllungen spekulierten einige Kommentatoren über die Zukunft des WEF.

### Wachsende Wohlstandskluft
Eine Reihe von Nichtregierungsorganisationen hat das Weltwirtschaftsforum genutzt, um auf wachsende Ungleichheiten und Wohlstandsgefälle hinzuweisen, die ihrer Ansicht nach nicht umfassend genug angegangen oder sogar durch Institutionen wie das WEF verstärkt würden. Winnie Byanyima, die Exekutivdirektorin der Anti-Armutsorganisation Oxfam International, war Ko-Vorsitzende des Treffens 2015, wo sie einen kritischen Bericht über die globale Vermögensverteilung vorstellte, der auf statistischen Untersuchungen des Credit Suisse Research Institute beruht. Laut dieser Studie besitzt das reichste eine Prozent der Menschen auf der Welt 48 Prozent des weltweiten Reichtums. Auf der Tagung 2019 stellte sie einen weiteren Bericht vor, in dem sie äußerte, die Kluft zwischen Arm und Reich habe sich nur vergrößert. In dem Bericht «Public Good or Private Wealth» heißt es, dass das Vermögen von 2.200 Milliardären weltweit um 12 Prozent gestiegen sei, während das Vermögen der ärmsten Hälfte um 11 Prozent gesunken sei. Oxfam fordert eine globale Steuerreform, um die Steuersätze für Unternehmen und reiche Privatpersonen zu erhöhen und zu harmonisieren.

### Bildung einer losgelösten Elite
Die Herausbildung einer losgelösten Elite, die oft mit dem Neologismus «Davos Man» bezeichnet wird, bezieht sich auf eine globale Gruppe, deren Mitglieder sich als vollkommen «international» betrachten. Der Begriff bezieht sich auf Menschen, die «wenig Bedarf an nationaler Loyalität haben, nationale Grenzen als Hindernisse betrachten, die zum Glück verschwinden, und nationale Regierungen als Überbleibsel aus der Vergangenheit ansehen, deren einzige nützliche Funktion darin besteht, die globalen Operationen der Elite zu erleichtern», so der Politikwissenschaftler Samuel P. Huntington, dem die Erfindung des Neologismus zugeschrieben wird. In seinem 2004 erschienenen Artikel «Dead Souls: The Denationalization of the American Elite» argumentiert Huntington, dass diese internationale Perspektive eine elitäre Minderheitsposition sei, die von der nationalistischen Mehrheit des Volkes nicht geteilt werde.
Das Transnational Institute (TNI) beschreibt den Hauptzweck des Weltwirtschaftsforums als «eine sozialisierende Institution für die entstehende globale Elite, die ‹Mafiokratie› der Globalisierung aus Bankern, Industriellen, Oligarchen, Technokraten und Politikern. Sie fördern gemeinsame Ideen und dienen gemeinsamen Interessen: ihren eigenen.»
Der Manager Magazin-Journalist Henrik Müller argumentierte 2019, dass der «Davos Man» bereits in verschiedene Gruppen und Lager zerfallen sei. Er sieht drei zentrale Treiber für diese Entwicklung:
- Ideologisch: Das liberale westliche Modell wird nicht mehr als universelles Vorbild angesehen, nach dem andere Länder streben (mit Chinas digitalem Totalitarismus oder dem traditionellen Absolutismus am Persischen Golf als Gegenentwurf, die alle durch Regierungsmitglieder in Davos vertreten sind).
- Gesellschaftlich: Die Gesellschaften zerfallen zunehmend in verschiedene Gruppen, von denen jede ihre eigene Identität hervorruft (z. B. durch das Brexit-Votum oder Kongressblockaden in den Vereinigten Staaten).
- Wirtschaftlich: Die gemessene wirtschaftliche Realität widerspricht weitgehend den etablierten Vorstellungen, wie die Wirtschaft eigentlich funktionieren sollte (trotz Wirtschaftsaufschwung steigen z. B. Löhne und Preise kaum).

### Vereinnahmung demokratischer Strukturen und Institutionen
Das Weltwirtschaftsforum fordert in seinem «Global Redesign»-Bericht aus dem Jahr 2010, dass eine globalisierte Welt am besten von einer Koalition aus multinationalen Unternehmen, Regierungen (auch über das System der Vereinten Nationen) und ausgewählten zivilgesellschaftlichen Organisationen (CSO) gesteuert wird. Darin wird argumentiert, dass Regierungen nicht mehr «die überwältigend dominierenden Akteure auf der Weltbühne» seien und dass «die Zeit für ein neues Stakeholder-Paradigma der internationalen Governance gekommen ist». Die Vision des WEF beinhaltet den Aufbau einer «öffentlich-privaten» UNO, in der bestimmte Sonderorganisationen unter gemeinsamen staatlichen und nicht-staatlichen Governance-Systemen arbeiten. In seinem Buch „COVID-19: Der große Umbruch“ (2020) betont jedoch gegenteilig dazu der Gründer des Forums Klaus Schwab, zusammen mit Coautor Thierry Malleret, die seiner Ansicht nach zukünftig notwendigerweise steigende Bedeutung nationaler Regierungen, besonders in Bezug auf wirtschaftliche Regulierungen.
Laut des Transnationalen Instituts (TNI) plane das Forum, ein anerkanntes demokratisches Modell durch ein Modell zu ersetzen, bei dem eine selbstgewählte Gruppe von «Stakeholdern» Entscheidungen im Namen des Volkes treffe. Der Think Tank fasst zusammen, dass wir zunehmend in eine Welt eintreten würden, in der Versammlungen wie Davos «ein stiller globaler Staatsstreich» seien, um globale Führungsstrukturen zu übernehmen.
Im September 2019 kritisierten mehr als 400 zivilgesellschaftliche Organisationen und 40 internationale Netzwerke ein Partnerschaftsabkommen zwischen dem WEF und den Vereinten Nationen scharf und forderten den UN-Generalsekretär auf, diese zu beenden. Sie sehen in einem solchen Abkommen eine «beunruhigende unternehmerische Vereinnahmung der UN, die die Welt gefährlich in Richtung einer privatisierten Global Governance bewegt».

### Geschlechterdebatte
Seit 2011 befasst sich das Weltwirtschaftsforum mit seiner eigenen Geschlechterquote, um mindestens eine Frau pro fünf anwesenden Führungskräften zu garantieren. Der Frauenanteil stieg zwischen 2001 und 2005 von 9 Prozent auf 15 Prozent. 2016 waren 18 Prozent der WEF-Teilnehmer weiblich; Diese Zahl stieg 2017 auf 21 % und 2020 auf 24 %.
Mehrere Frauen haben seitdem ihre persönlichen Eindrücke aus Davos in Medienartikeln geteilt und hervorgehoben, dass die Probleme tiefgreifender seien als «eine Quote für weibliche Führungskräfte in Davos oder Treffen zum Thema Vielfalt und Inklusion».
Das Weltwirtschaftsforum hat in diesem Zusammenhang rechtliche Schritte gegen mindestens drei investigative Artikel der Reporter Katie Gibbons und Billy Kenber eingeleitet, die von der britischen Zeitung The Times im März 2020 veröffentlicht wurden.
Unter anderem als Ergänzung zum jährlichen Weltwirtschaftsforum in Davos, auch, weil es sich bislang sehr männerlastig und -dominiert darstellt, treffen sich führende Managerinnen aus der ganzen Welt seit 2014 einmal jährlich auf dem Global Female Leaders-Kongress. Er fand erstmals in Zürich statt, die zweite Auflage 2015 in Berlin.

### Mangel an demokratischer Rechenschaftspflicht
Nach Ansicht des Think Tanks des Europäischen Parlaments sähen Kritiker das WEF auch als Instrument für politische und wirtschaftliche Führungskräfte, «Entscheidungen ohne Rechenschaft gegenüber Wählern oder Aktionären treffen zu können».
Das deutsche Cicero Magazin fasste die Situation so zusammen, dass akademische, kulturelle, mediale und wirtschaftliche Eliten nach gesellschaftlicher Macht greiften und dabei politische Entscheidungsprozesse ausser Acht liessen. Ein materiell gut ausgestattetes Milieu würde in diesem Zusammenhang versuchen, seine «Meinungsherrschaft zu zementieren und die einfachen Menschen maternalistisch-paternalistisch mit sozialen Wohltaten zu sedieren», sodass man beim Lenken nicht durch das Volk gestört werde.

### Finanzielle Intransparenz

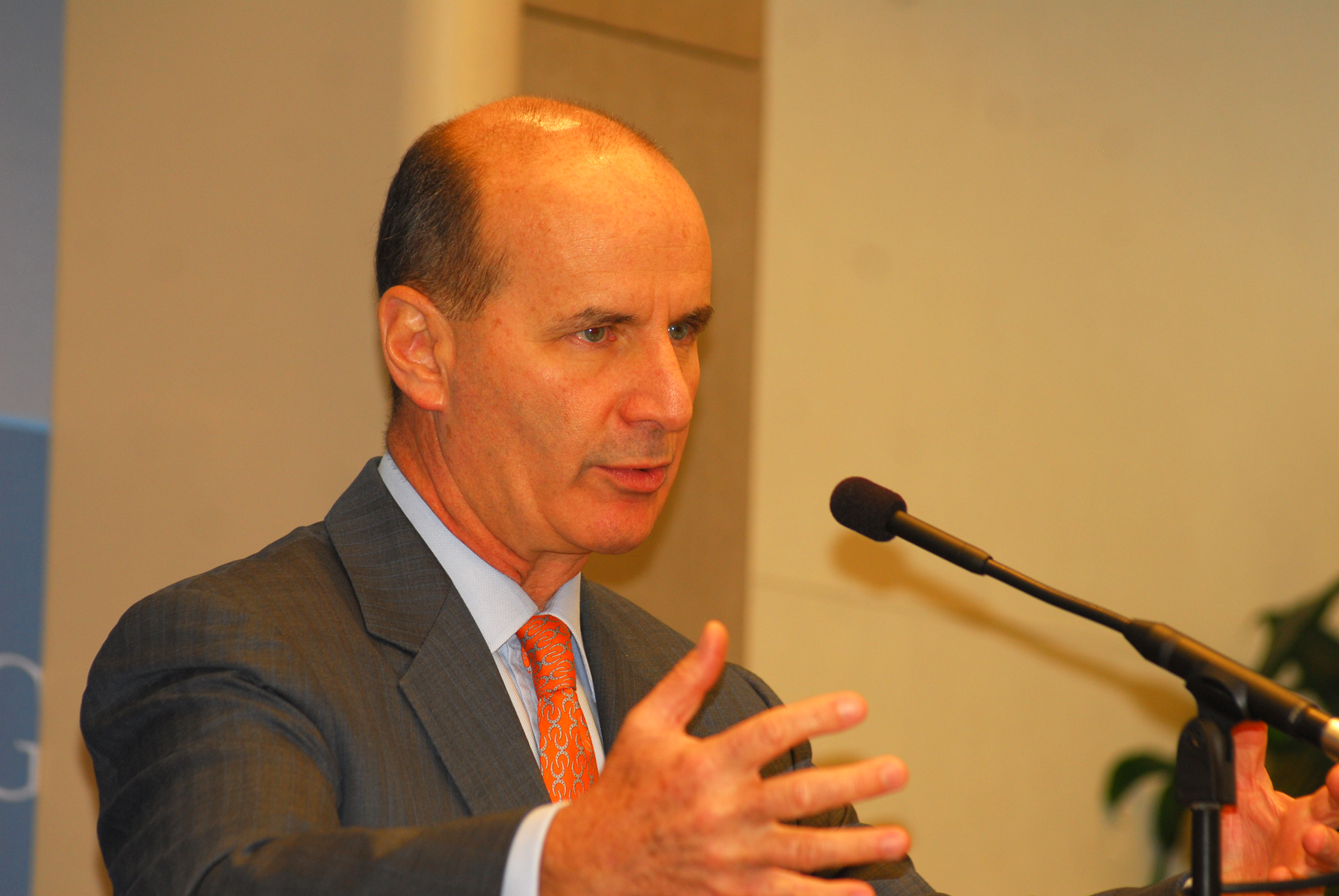
José María Figueres trat 2004 als CEO des Weltwirtschaftsforums wegen des nicht deklarierten Empfangs von mehr als 900'000 US-Dollar an Beratungshonoraren zurück.

Der ehemalige Journalist der Frankfurter Allgemeine Zeitung, Jürgen Dunsch, kritisierte Anfang 2017, dass Finanzberichte des WEF wenig transparent seien, wobei «weder die Einnahmen noch die Ausgaben aufgeschlüsselt» würden. Die offenbar nicht unbeträchtlichen Gewinne würden reinvestiert. Wie reich das Forum wirklich ist, sei unklar. «Tatsache ist, dass das Forum auf einer starken, über die Jahrzehnte angehäuften finanziellen Basis ruht», resümierte Dunsch.
Die zuletzt durch das WEF veröffentlichten Jahresberichte enthalten eine detailliertere Aufschlüsselung seiner Finanzdaten und zeigen einen Umsatz von 349 Millionen Schweizer Franken für das Jahr 2019 mit Reserven von 310 Millionen und einem Grundkapital von 34 Millionen Franken. Zu den Anlageklassen oder Titeln werden keine weiteren Details angegeben, in die das WEF seine finanziellen Vermögenswerte in Höhe von 261 Millionen Franken alloziert hat.

### Unklare Auswahlkriterien
In einer Anfrage an den Schweizerischer Nationalrat kritisierte 2020 die Schweizer Grüne Partei, dass Einladungen zum Jahrestreffen und Programme des Weltwirtschaftsforums nach unklaren Kriterien vergeben werden. Sie betonten, dass «Despoten» wie Saif al-Islam al-Gaddafi, der Sohn des ehemaligen libyschen Diktators Muammar al-Gaddafi, regelmässig zu den WEF-Jahrestreffen eingeladen und sogar in den Club der «Young Global Leaders» aufgenommen worden seien.

### Ökologischer Fussabdruck der Jahrestagungen
Kritiker betonen, dass das Jahrestreffen des Weltwirtschaftsforums kontraproduktiv sei, wenn es um die Bekämpfung drängender Menschheitsprobleme wie der Klimakrise geht. Noch im Jahr 2020 reisten die Teilnehmer mit rund 1300 Privatjets zum WEF-Jahrestreffen nach Davos, die gesamte Emissionsbelastung durch Transport und Unterkunft sei ihrer Ansicht nach enorm.

### Nicht-Akkreditierung von kritischen Medien
2019 erhielt die Schweizer Zeitung WOZ eine Ablehnung ihres Akkreditierungsantrags für das Jahrestreffen, woraufhin die Redaktion das Weltwirtschaftsforum beschuldigte, bestimmte Medien zu bevorzugen. Die Zeitung hob hervor, dass das WEF in seiner Ablehnungsmitteilung erklärte, es bevorzuge Medien, mit denen es das ganze Jahr über zusammenarbeite. Der stellvertretende Leiter der WOZ, Yves Wegelin, nannte dies eine merkwürdige Vorstellung von Journalismus, denn „im Journalismus [muss man] nicht unbedingt mit Großkonzernen zusammenarbeiten [...], sondern sie vielmehr kritisch befragen“.
Michael Burkard, Generalsekretär des Schweizer Journalistenverbandes «Impressum», kritisierte den Entscheid des WEF als «höchst beunruhigend». Er sieht die Gefahr, dass andere Unternehmen, die in exponierten Bereichen tätig sind, diese Strategie kopieren und kritischen Journalisten den Zugang zu ihren Generalversammlungen oder anderen Informationsveranstaltungen verweigern, sollte das WEF mit dieser Strategie durchkommen.

### Institutionelle Beschönigungsinitiativen
In einem Dezember 2020 in The Intercept veröffentlichtem Artikel beschreibt Autorin Naomi Klein, dass die WEF-Initiativen wie «The Great Reset» lediglich ein «Coronavirus-getriebenes Rebranding» von Dingen seien, die das WEF bereits tat, und dass es sich um einen Versuch der Reichen handele, sich selbst gut aussehen zu lassen. Sie kommt zu dem Schluss, dass der Great Reset lediglich die jüngste Ausgabe dieser Tradition war, die sich kaum von früheren Davoser «Big Ideas» unterscheidet.
Auch in seiner Rezension von COVID-19: The Great Reset übt der Ethiker Steven Umbrello parallele Kritik an der Agenda. Er sagt, dass das WEF «eine scheinbar optimistische Zukunft nach dem Großen Reset mit Schlagworten wie Gerechtigkeit und Nachhaltigkeit beschönigt», während es diese Ziele funktionell gefährde.
Eine im Journal of Consumer Research veröffentlichte Studie untersuchte die soziologischen Auswirkungen des WEF. Sie kam zu dem Schluss, dass es keine Probleme wie Armut, globale Erwärmung, chronische Krankheiten oder Schulden löse. Es habe lediglich die Last für die Lösung dieser Probleme von Regierungen und Unternehmen auf «verantwortungsbewusste Verbraucherthemen» verlagert: den grünen Verbraucher, den gesundheitsbewussten Verbraucher und den finanziell gebildeten Verbraucher.

### Vereinnahmung globaler Krisen
Im Dezember 2021 kritisierte der Kardinal und frühere Präfekt der Kongregation für die Glaubenslehre, Gerhard Ludwig Müller, in einem kontrovers diskutierten Interview, dass Menschen wie der Gründer des Weltwirtschaftsforums Klaus Schwab «auf dem Thron ihres Reichtums» sässen und von den alltäglichen Schwierigkeiten und Leiden der Menschen durch die Corona-Pandemie nicht berührt würden. Im Gegenteil sähen sie in solchen Krisen laut Müller eine Chance, jetzt ihre Agenda eines meritokratischen globalen «Great Reset» durchzusetzen. Er kritisierte vor allem ein steigendes Mass an Kontrolle, das solche Leute über die Gesellschaften und Menschen ausüben wollten, sowie deren Unterstützung und Förderung von Bereichen wie dem Transhumanismus. Der Zentralrat der Juden verurteilte diese Kritik, die auch in Verbindung mit jüdischen Finanzinvestoren steht, als antisemitisch.

## Alternativen
Das andere Davos ist ein früher größtenteils von Attac Schweiz organisiertes Forum, das sich mit allen Themen der Globalisierung auseinandersetzt. So hatten auch eine Gruppe Schauspieler ihre Hauptprobe im anderen Davos, bevor sie beim Public Eye on Davos (Public Eye Awards) spielten. Dazu kommen jedes Jahr noch überall in der Schweiz Demonstrationen, Filmabende, Diskussionsveranstaltungen und Konzerte gegen das WEF. Seit 2016 wird das Andere Davos als politische Gegenveranstaltung zum WEF von der Bewegung für den Sozialismus wieder jährlich organisiert. Es findet jeweils im Volkshaus Zürich statt und legt den Fokus auf die internationale Vernetzung verschiedener sozialer Bewegungen und die Perspektive der Lohnabhängigen auf die unterschiedlichen globalen Probleme, wie die Zerstörung der Umwelt, die Verschlechterung von Arbeitsbedingungen, wirtschaftliche Krisen und den Abbau des Service public.
Globalisierungskritiker organisieren seit 2001 parallel zum Weltwirtschaftsforum den Gegengipfel des Weltsozialforums (WSF). Er fand von 2001 bis 2003 und 2005 in Brasiliens Porto Alegre statt, 2004 im indischen Mumbai (früher: Bombay), 2006 an drei Orten in Afrika, Asien und Südamerika gleichzeitig und 2007 in der kenianischen Hauptstadt Nairobi. 2008 fand das WSF in Form eines globalen Aktionstages statt, 2009 wurde es in Belém (Brasilien) organisiert.
Ferner gab es von 2000 bis 2015 simultan zum WEF in Davos das Treffen Public Eye on Davos, das am Eröffnungstag jeweils den Negativpreis Public Eye Award in vier Kategorien verlieh. Dazu kam der Positivpreis.
Beim Jahrestreffen im Januar 2002 wurde in Zusammenarbeit mit dem Schweizerischen Evangelischen Kirchenbund (SEK) und Brot für alle in Davos parallel zu der Hauptveranstaltung erstmals das Open Forum Davos abgehalten, das die Diskussion über die Globalisierung für die allgemeine Öffentlichkeit zugänglich machte. Das Open Forum findet alljährlich in der örtlichen Alpinen Mittelschule statt, in gut besuchten Veranstaltungen hatten u. a. Bundesrat Couchepin 2005 mit Peter Brabeck von Nestlé und mit dem Wirtschaftsethiker Peter Ulrich das Thema «Die Schweiz – vom Musterland zum Durchschnittsstaat?» diskutiert.
Das Jahrestreffen wurde unter anderem als «Mischung von Pomp und Plattitüden» kritisiert. Laut Kritikern bewegt es sich weg von ernsthaften wirtschaftswissenschaftlichen Analysen und bringt kaum nennenswerte Ergebnisse, insbesondere aufgrund der zunehmenden Einbindung von Nichtregierungsorganisationen, die über wenig oder kein wirtschaftliches Fachwissen verfügen.
Davos ist heute nicht länger Schauplatz von Diskussionen zwischen Experten, führenden Wirtschaftsvertretern und Spitzenpolitikern über die Weltwirtschaft, sondern eher ein Forum für die wichtigsten medienpolitischen Themen (wie den weltweiten Klimawandel oder AIDS in Afrika).
Im November 2014 gaben die Veranstalter von Public Eye on Davos, Erklärung von Bern und Greenpeace, bekannt, dass Public Eye sich 2015 vom Jahrestreffen des Weltwirtschaftsforums in Davos zurückziehen werde.
Die Stiftung «In the Spirit of Davos», von Bund, vom Kanton Graubünden und von Landschaft Davos mit je 100'000 Franken alimentiert, bestand von 2002 bis 2004. Sie sollte den Dialog über Auswirkungen der Globalisierung parallel zum WEF fördern. Der Auftrag war schwierig zu erfüllen, ohne anderen Veranstaltungen wie dem «Public Eye of Davos» in die Quere zu kommen, weshalb die Stiftung im Frühjahr 2004 aufgelöst wurde.

## Film
- Das Forum, Dokumentarfilm von Marcus Vetter (2019)